# Völker und Gruppierungen im Star-Trek-Universum
In den Fernsehserien und Filmen des Star-Trek-Universums werden Hunderte verschiedene fiktive Spezies dargestellt und/oder erwähnt. Dieser Artikel beschreibt ausschließlich jene Völker, die in Star Trek regelmäßige bzw. wesentliche Auftritte haben.

## Vorbemerkung zur äußerlichen Ähnlichkeit der meisten Völker
Die meisten intelligenten Lebensformen, die in Star Trek vorkommen, weisen (unabhängig von ihrem Lebensraum) in Größe, Statur und Bewegungsapparat große Ähnlichkeit mit den Menschen auf. In der Anfangszeit der Serie war es aufgrund der Budgetbeschränkungen notwendig, weitestgehend auf geschminkte Schauspieler zu setzen. Diese Tradition hat sich bis heute gehalten, so dass die meisten intelligenten Spezies in einem sehr eng gefassten Sinne humanoid sind. Ein weiterer Aspekt bezieht sich auf die Einhaltung wissenschaftlicher Gegebenheiten, die bewusst oder unbewusst in der Serie zur Geltung kommen. Eine fundamentale Annahme besagt, dass Leben nur dort entstehen kann, wo die Lebensvoraussetzungen, wie Wasser und Licht, existieren. Sind diese Voraussetzungen erfüllt, so muss man auch davon ausgehen, dass Lebewesen dann eine ähnliche Evolution durchlaufen, wie sie auf der Erde erforscht worden ist.
In der Serie Raumschiff Enterprise wurde dies mit dem (fiktiven) „Hodkins Gesetz der parallelen planetaren Entwicklung“ begründet (siehe aber auch das tatsächliche biologische Konzept der Konvergenz). Es besagte, dass sich auf verschiedenen Planeten unabhängig vom Lebensraum immer wieder ähnliche Lebensformen entwickeln. Dies trifft nicht nur auf die Biologie von Lebensformen zu, sondern auch auf deren Kultur. Damit rechtfertigte Gene Roddenberry auch das Verwenden von Requisiten anderer Fernsehproduktionen.
In der Serie Raumschiff Enterprise – Das nächste Jahrhundert wurde die künstliche Verbreitung des genetischen Grundkonzeptes durch eine frühe humanoide Spezies als Erklärung eingeführt (→ Episode Das fehlende Fragment). Allerdings gab es zuvor auch andere Konzepte, um dieses Problem zu umgehen. So wurde erklärt, dass die Bewohner von Organia lediglich menschliche Form annahmen, aber in ihrer natürlichen Form keinen festen Körperbau hatten. Bei den Tholianern vermied man es, zumindest in den älteren Serien, genügend Informationen zu geben, um den Körperbau abschließend beurteilen zu können. (Durch moderne Computerbearbeitung wurde dieser Spezies in Star Trek: Enterprise allerdings ein deutlich „nichthumanoider“ Körper gegeben.) Das Konzept des „Wesens aus Energie“ oder von beliebig variablem Körperbau wurde mehrfach wieder aufgegriffen. Mit zunehmenden technischen Möglichkeiten der Serienproduzenten sind aber auch vermehrt nichthumanoide Züge anzutreffen, so zum Beispiel Spezies 8472 oder Teile der Xindi.
Das Konzept der humanoiden Form ist aber nicht zuletzt auch eine Konsequenz aus der Tatsache, dass von Menschen beschriebene Figuren letztlich nur mehr oder weniger menschlich agieren können. Letzten Endes beschreiben die Serien und Filme menschliche Handlungsweisen. Diese von Nichtmenschen vornehmen zu lassen, erlaubt, gegen menschliche Normen und Grenzen zu verstoßen und das Handeln auf Spitzen zu treiben, die bei Menschen unglaubwürdig wirken oder bei menschlichen Protagonisten nicht toleriert würden.

## Apergosaner
Die Bewohner des Planeten Apergos sind menschenähnlich und haben ein enges Verhältnis zu Zahlen. Ihre Gebäude sind sehr verdreckt. Die USS Cerritos führte in Episode 11 (Seltsame Energien) von Star Trek: Lower Decks den Zweitkontakt durch.

## Antaraner
Die Antaraner sind eine humanoide Spezies aus dem Alpha- oder Beta-Quadranten. Sie sind menschenähnlich, besitzen aber zwei schmale, V-förmig verlaufende Stirnkämme, die von Fleckenmustern begrenzt werden. Bis ins 19. Jahrhundert führen die Denobulaner mehrere äußerst brutale Kriege gegen die Antaraner. In den nächsten drei Jahrhunderten gibt es keine direkten Kontakte zwischen beiden Völkern, beide betrachten sich aber weiterhin gegenseitig als Feinde. Im Jahr 2153 stößt das irdische Raumschiff Enterprise NX-01 auf einen antaranischen Wissenschaftler, der an Bord mit dem denobulanischen Bordarzt Phlox zusammentrifft. In den 2380er Jahren dient ein Antaraner als Besatzungsmitglied des Föderationsraumschiffs USS Cerritos.

## Antedeaner
Die Antedeaner (englisch: Antedians) sind eine fischartige, jedoch zweibeinige Spezies vom Planeten Antede III im Alpha- oder Beta-Quadranten. Reisen durch den Weltraum sind für sie extrem stressig, weshalb sie sich bei solchen Reisen in eine Tiefschlafphase begeben. Wenn sie an ihrem Ziel wieder aufwachen, müssen sie große Mengen Nahrung zu sich nehmen. Im Jahr 2365 wollen die Antedeaner der Föderation beitreten. Die USS Enterprise NCC 1701-D befördert zu diesem Anlass zwei vermeintliche antedeanische Diplomaten zu einer Konferenz auf dem Planeten Pacifica. Es stellt sich jedoch heraus, dass es sich um Attentäter handelt, die auf der Konferenz Bomben zünden wollten. Im Jahr 2381 befinden sich unter den Bewohnern von Sternenbasis 25 und den Besuchern einer Jobmesse auf Tulgana IV einige Antedeaner.
Die Antedeaner treten nur in Raumschiff Enterprise – Das nächste Jahrhundert und in Star Trek: Lower Decks auf.

## Anticaner
Die Anticaner sind eine hundeartige Spezies vom Planeten Antica im Beta-Renner-System, das im Alpha- oder Beta-Quadranten in der Nähe des Raums der Föderation und der Ferengi liegt. Sie sind kahlköpfig und besitzen sehr ausgeprägte Augenbrauen und Bärte. Sie sind carnivor und bevorzugen lebende Nahrung. Obwohl sie mit den Selay, die von einem Nachbarplaneten im gleichen System stammen, verfeindet sind, beantragen beide Spezies im Jahr 2364 die Mitgliedschaft in der Föderation. Daraufhin bringt die USS Enterprise NCC 1701-D Mitglieder beider Spezies zu einer Konferenz auf dem Planeten Parliament, die aber ergebnislos verläuft, unter anderem deshalb, weil ein Mitglied der Selay-Delegation von den Anticanern getötet und verspeist wird.
Die Anticaner hatten nur einen größeren Auftritt in Raumschiff Enterprise – Das nächste Jahrhundert, traten aber später als Statisten mehrfach in der gleichen Serie und in Star Trek: Deep Space Nine auf. Ein den Anticanern sehr ähnliches Volk trat in der animierten Serie Star Trek: Lower Decks auf. Deren Schöpfer Mike McMahan stelle aber klar, dass es sich hier um eine andere Spezies handelt.

## Aufseher
Die Aufseher (englisch: „Supervisors“) sind Angehörige verschiedener Spezies, die von den Reisenden rekrutiert werden, um die Integrität der Zeitlinie zu bewahren. Sie agieren verdeckt, um bestimmte historische Ereignisse zu überwachen oder Personen zu beschützen. Hierzu erhalten sie eine umfassende Ausbildung und werden mit Technik ausgestattet, die ihrer Zielzeit weit voraus ist. Als die USS Enterprise NCC 1701 unter dem Kommando von James T. Kirk 2268 eine Zeitreise ins Jahr 1968 macht, begegnet sie dort einem Aufseher namens Gary Seven (in der deutschen Übersetzung „Felix Sevenrock“ genannt). Seven ist ein Mensch, dessen Vorfahren etwa 6.000 Jahre zuvor auf einen anderen Planeten gebracht wurden und der nun als Agent auf der Erde eingesetzt wird. Jean-Luc Picard trifft zusammen mit einigen Begleitern bei einer Zeitreise ins Jahr 2024 auf eine romulanische Aufseherin namens Tallinn, die ebenfalls auf der Erde stationiert ist. Sie ist eine mögliche Vorfahrin von Picards Lebensgefährtin Laris und ihre Aufgabe besteht darin, eine Vorfahrin von Picard, die Astronautin Renée Picard, zu beschützen.
Die Aufseher spielen eine wichtige Rolle in einer Folge der Originalserie Raumschiff Enterprise und in der zweiten Staffel von Star Trek: Picard. Erst in Star Trek: Picard wurden die Aufseher mit den Reisenden in Verbindung gebracht, die erst lange nach der Originalserie für Raumschiff Enterprise – Das nächste Jahrhundert erdacht wurden.

## Ba’ku
Die Ba’ku sind eine humanoide Spezies, deren Mitglieder durch die verjüngenden Eigenschaften ihrer neuen Heimatwelt mehrere hundert Jahre alt werden können. Die Ba’ku sind potenziell technologisch fortschrittlich, ziehen es jedoch vor, nur elementare technische Errungenschaften (wie Webstühle) einzusetzen, um den Kontakt zur Natur nicht zu verlieren.
Der Planet, auf dem sie seit der Vernichtung ihrer Heimatwelt leben, trägt ebenfalls den Namen Ba’ku und liegt im Nebel des Briar Patch im Sektor 441.
Die Spezies ist lediglich im Kinofilm Star Trek: Der Aufstand zu sehen.

### Son’a
Die Son’a sind Ba’ku, die ihren Heimatplaneten verließen. Sie unterwarfen zwei andere Spezies und integrierten diese in ihre Kultur. Während des Dominionkriegs sind sie mit dem Dominion verbündet. Sie produzieren unter anderem die Droge Ketracel-White für die Jem’Hadar und kämpfen auch auf deren Seite gegen die Föderation. Nach dem Krieg verbünden sie sich jedoch mit der Föderation, um eine besondere Strahlung, die nur im Ba’ku-System existiert, über den ganzen Quadranten zu verteilen und so perfekte Gesundheit zu erlangen. Für dieses Vorhaben hätte der Planet evakuiert werden müssen, was jedoch von der USS Enterprise verhindert wurde. In Folge dieser Ereignisse kehrten die Son’a zu ihrem Volk zurück.

## Ba’ul
Die Ba’ul sind eine Spezies vom Planeten Kaminar, den sie sich mit den Kelpianern teilen. Sie sind Wasserbewohner, haben aber einen humanoiden Körperbau. Sie haben eine schwarze Haut, rote Augen, dünne Gliedmaßen und an beiden Händen je fünf lange Finger, die sternförmig abstehen. Sie sind zur Raumfahrt fähig, nutzen diese aber hauptsächlich zur planetaren Verteidigung, da sie eine streng isolationistische Politik betreiben.
Zwischen den Ba’ul und den Kelpianern gab es ursprünglich ein wechselseitiges Jäger-Beute-Verhältnis, bei dem beide Spezies um die Vorherrschaft kämpften. Im 1. Jahrhundert n. Chr. standen die Ba’ul am Rande der Ausrottung, konnten aber letztlich durch ihre technologische Überlegenheit die Kelpianer doch noch besiegen. Um ihre eigene Vorherrschaft dauerhaft zu sichern, machten sie sich eine biologische Eigenschaft der Kelpianer zunutze: Jeder Kelpianer macht in einem bestimmten Alter eine körperliche und geistige Veränderung durch, das sogenannte „Vahar’ai“. Vor diesem Zeitpunkt sind Kelpianer friedfertig und äußerst sensibel für Gefahren. Furchtlosigkeit und Aggressivität entwickeln sich erst danach. Die Ba’ul töteten alle Kelpianer, die das „Vahar’ai“ bereits durchlebt hatten und etablierten ein religiöses System namens „Großes Gleichgewicht“, das die Kelpianer glauben lässt, sie wären die natürliche Beute der Ba’ul. Sobald ein Kelpianer die Anzeichen des „Vahar’ai“ verspürt, muss er sich selbst den Ba’ul opfern. Dieses System funktioniert so gut, dass die Ba’ul bis ins 23. Jahrhundert die dominierende Spezies auf Kaminar bleiben und die Kelpianer ihre frühere Geschichte völlig vergessen. Als jedoch Saru – der erste Kelpianer, der Kaminar verlassen hat – sein „Vahar’ai“ durchläuft, kommt die Wahrheit ans Licht. Als er sein Volk darüber aufklärt, kommt es zu einem Aufstand gegen die Ba’ul. Letztendlich finden die beiden Spezies aber einen Weg der friedlichen Koexistenz. Im 31. Jahrhundert sind beide Spezies Mitglied der Föderation.
Die Ba’ul treten nur in den Serien Star Trek: Discovery und Star Trek: Short Treks auf.

## Bajoraner
Die Bajoraner sind eine menschenähnliche Spezies, die sich äußerlich lediglich durch kleine Falten oder auch Riffel auf dem Nasenrücken hervorheben. In den ersten Darstellungen bei Raumschiff Enterprise – Das nächste Jahrhundert besaßen sie zudem noch zwei kleine, flache kammartige Fortsetzungen, die von den Riffeln V-förmig auf die Stirn ausliefen. Diese Kämme wurden aber von Folge zu Folge reduziert, bis beim Serienstart von Star Trek: Deep Space Nine nur noch der veränderte Nasenrücken übrig war.
Die Bajoraner sind eine prinzipiell fortschrittliche Spezies, die aber durch die über 50-jährige Besetzung Bajors durch das Volk der Cardassianer in ihrer Entwicklung aufgehalten wurden. Bei Einführung der Bajoraner ins Star-Trek-Universum beginnen die Cardassianer gerade mit dem Abzug von Bajor. Die Beziehungen zwischen diesen beiden Völkern und der Föderation stehen daher häufig im Fokus der Handlung: So diente die Bajoranerin Fähnrich (später Lieutenant) Ro Laren unter dem Kommando von Captain Picard auf der USS Enterprise-D und nach dem Abzug der Cardassianer übernahm Commander Benjamin Sisko für die Sternenflotte auf Bitten der bajoranischen provisorischen Regierung und mit der Unterstützung der Einheimischen Kira Nerys die von den Cardassianern zurückgelassene Raumstation Deep Space Nine, die sich anfangs im Orbit von Bajor, seit seiner Entdeckung aber am Eingang des bajoranischen Wurmloches, in der Nähe des Planeten, befindet.
In bajoranischen Namen steht der Familienname vorn. Im Falle von Major Kira Nerys ist Nerys also der Vorname und Kira der Familienname, und die korrekte Anrede lautet Major Kira bzw. später Colonel Kira.
Die bajoranische Religion ist die einende Kraft des bajoranischen Volkes, was sich in beinahe jedem Aspekt des täglichen Lebens widerspiegelt. So trägt z. B. fast jeder Bajoraner einen religiösen Ohrschmuck, da dieser Körperteil von den Bajoranern als der Ort angesehen wird, der das Pah (in etwa das bajoranische Analogon zur Seele) beherbergt; der geistliche Führer, auch Kai genannt, hat große moralische und politische Autorität, obwohl der eigentliche politische Führer der Premierminister ist. Die bajoranische Religion basiert auf dem „Glauben“ an die bajoranischen Propheten, zeitlose Wesen, die das Wurmloch in der Nähe von Bajor bewohnen, welches daher auch Himmelstempel genannt wird. Da Benjamin Sisko der erste war, der aus dem Wurmloch zurückkam, wurde er von den Bajoranern fortan als Abgesandter der Propheten betrachtet. Ein weiteres wichtiges Element der Religion sind die als „Tränen der Propheten“ bezeichneten Drehkörper, die eine ähnliche Bedeutung wie Reliquien haben und erstaunliche Dinge vermögen. Jeder Drehkörper hat einen bestimmten Zweck; so gibt es zum Beispiel den Drehkörper der Zeit oder den Drehkörper der Prophezeiung. Sie stammen direkt von den Propheten. Einige dieser Drehkörper wurden während der Besetzung von den Cardassianern gestohlen und manche später wieder zurückgegeben.
Die Bajoraner tauchten erstmals in Raumschiff Enterprise – Das nächste Jahrhundert auf und spielten eine bedeutende Rolle in der anschließenden Serie Deep Space Nine. Vereinzelte Bajoraner sind des Weiteren in Star Trek: Raumschiff Voyager und Star Trek: Lower Decks zu sehen.

### Der Planet Bajor und das Wurmloch
Bajor ist ein Planet der Klasse M und hat fünf Monde. Er umkreist die Sonne des Systems Bajor-B’Hava’el und hat einen Tageszyklus von 26 Stunden.
Das bajoranische Volk unternahm bereits vor Jahrtausenden Raumflüge mittels primitiver Techniken und verfügt über ein reiches kulturelles Erbe wie die antike Stadt B’Hala, die 30.000 Jahre versunken war und für einen Mythos gehalten wurde, bis der Abgesandte der Propheten, Benjamin Sisko, sie 2373 wiederentdeckt.
Während der cardassianischen Besetzung wurden die mineralischen Ressourcen Bajors rücksichtslos ausgebeutet und die Bevölkerung versklavt. Es bildete sich eine Untergrundbewegung, die schließlich stark genug wurde, die Cardassianer zu überwältigen und von Bajor zu vertreiben; die Nachwirkungen der Besetzung sind danach noch viele Jahre sehr präsent und viele der ehemaligen Befreiungskämpfer schließen sich nach dem Ende der Besetzung dem Maquis an, um ihren Kampf gegen die Cardassianer fortzuführen.
Die Raumstation Terok Nor (das spätere Deep Space Nine), eine cardassianische Minenstation, befand sich im Orbit von Bajor und wurde nach Ende der Besetzung unter gemeinsames Kommando der Bajoraner und der Sternenflotte gestellt, weil sich die Bajoraner die Aufgabe allein nicht zutrauten und die Föderation um Unterstützung baten, die daraufhin zur Wahrung der Stabilität der Region die Sternenflotte entsandte. Nach der Entdeckung des Bajoranischen Wurmlochs wird die Station aus dem Orbit an eine Position in der Nähe des Wurmlochs bewegt, da dieses von strategischer Wichtigkeit ist. Das Wurmloch ist das einzige bekannte ständig stabile Wurmloch im ganzen der Föderation bekannten Gebiet und verbindet das Bajor-B’Hava’el-System im Alpha-Quadranten mit dem Idran-System im Gamma-Quadranten, 70.000 Lichtjahre entfernt auf der anderen Seite der Galaxie.
Das Wurmloch wird während der folgenden Jahre zu einem Konfliktpunkt, da es das Eindringen von Schiffen des Dominion ermöglicht, einer kriegerischen (Zwangs)union verschiedener Völker, die von den formwandelnden Gründern dominiert wird und nach Eindringen der Föderation in den Gamma-Quadranten schnell in Konflikt mit dieser gerät. 2374 verschwindet jedoch eine riesige Dominion-Streitmacht beim Versuch des Durchflugs durch das Wurmloch. Hierfür verantwortlich zeichnen die Wurmlochwesen, die es als ihre Aufgabe betrachten, die Bajoraner zu schützen.
Das Wurmloch bricht Ende 2374 zusammen, als ein Drehkörper in die Hände eines der Feinde der Propheten, eines Pah-Geistes, gelangt, wobei dieser in den Himmelstempel eindringen kann. Nach Entdeckung des Drehkörpers des Abgesandten durch Benjamin Sisko öffnet dieser ihn trotz Visionen der Pah-Geister, woraufhin eine Art Energiestoß den Drehkörper verlässt, der das Wurmloch wiederherstellt und den Pah-Geist vertreibt.
Das Wurmloch wird sichtbar, wenn sich ein Schiff nähert, und erscheint dann als flimmerndes goldenes Licht, umgeben von blauen Wolken. Sobald das Schiff im Wurmloch ist, verschwindet die sichtbare Öffnung wieder. Außerdem wird sie sichtbar, wenn aus dem Wurmloch ein Schiff austritt. Das Wurmloch kann nur mit Unterlichtgeschwindigkeit („Impuls“) durchquert werden, da das Wurmloch Warp-Felder destabilisiert.
Das Wurmloch wird als ein Tunnelphänomen auf Basis von Verteron-Partikeln beschrieben; die Drehkörper sind ebenfalls Verteron-basierte Energiefelder (Verteron-Partikel sind in Star Trek eine Art exotischer Subraumpartikel). Der Versuch der Trill-Wissenschaftlerin Lenara Kahn, ein ähnliches Wurmloch künstlich zu schaffen, schlug fehl.

## Barzaner
Die Barzaner sind eine Spezies vom Planeten Barzan II im Alpha-Quadranten. Sie sind Menschen recht ähnlich, weisen aber mehr oder weniger stark ausgeprägte Wülste im Brauen- und Stirnbereich auf. Aufgrund der Zusammensetzung der Atmosphäre ihres Heimatplaneten benötigen sie außerhalb ihrer Welt ein Atemgerät, das an ihren Mundwinkeln befestigt ist. Ihre Heimat verfügt nur über wenige Rohstoffe, weshalb die Barzaner keine eigene bemannte Raumfahrt betreiben und auf die Hilfe anderer Völker angewiesen sind. Im Jahr 2366 wollen sie die Nutzungsrechte an einem Wurmloch versteigern, das in ihrem Raum liegt. Dieses stellt sich jedoch als instabil heraus.
Die Barzaner waren erstmals in Raumschiff Enterprise – Das nächste Jahrhundert zu sehen. Dort blieb es zunächst bei einem einmaligen Auftritt. In Discovery wurde dieses Volk wieder aufgegriffen. D. Nhan dient dort als Sicherheitsoffizierin an Bord der USS Enterprise unter Captain Christopher Pike. Als dieser vorübergehend das Kommando der Discovery übernimmt, wechselt sie mit ihm auf dieses Schiff.

## Binäre
Die Binären (englisch: Bynars) sind eine humanoide Spezies vom Planeten Bynaus im Beta-Magellan-System im Alpha- oder Beta-Quadranten. Sie sind weder männlich noch weiblich und arbeiten stets paarweise zusammen. Auf ihrem Heimatplaneten stehen sie alle mit einem Zentralcomputer in Verbindung. Sie unterhalten sich in einer stark komprimierten, an den Binärcode angelehnten Sprache. Sie sind kleiner als Menschen, haarlos, von zierlicher Gestalt und besitzen fliederfarbene Haut und einen großen Schädel. Im Jahr 2364 droht ihrer Zivilisation große Gefahr, da durch eine Supernova ihr Zentralcomputer lahmgelegt wird. Eine Gruppe von Binären hilft zu dieser Zeit bei der Wartung der Enterprise D. Sie nutzen diese Gelegenheit, um das Schiff zu entführen. Sie überspielen ein Back-up ihres Zentralcomputers auf den Schiffscomputer und bitten anschließend Captain Picard und den ersten Offizier Riker, die Computersysteme ihres Planeten neu zu starten. Als Picard fragt, warum sie nicht einfach um Hilfe gebeten haben, antworten sie, dass die geringe Möglichkeit bestanden habe, dass die Sternenflotte ihre Bitte ablehnt. Da es im Denken der Binären nur Eins oder Null gibt, konnte dieses Risiko nicht eingegangen werden.
Die Binären hatten ihren ersten Auftritt 1988 in der Folge 11001001 von Raumschiff Enterprise – Das nächste Jahrhundert. Weitere Auftritte und Erwähnungen erfolgten in Star Trek: Enterprise, Star Trek: Lower Decks und Star Trek: Prodigy. Um die Binären androgyn wirken zu lassen, wurden sie bei ihrem ersten Auftritt von Frauen gespielt, deren Stimmlagen in der Nachbearbeitung abgesenkt wurden. In der deutschen Synchronfassung wurden sie von Männern gesprochen.

## Borg

### Borg-Kultur

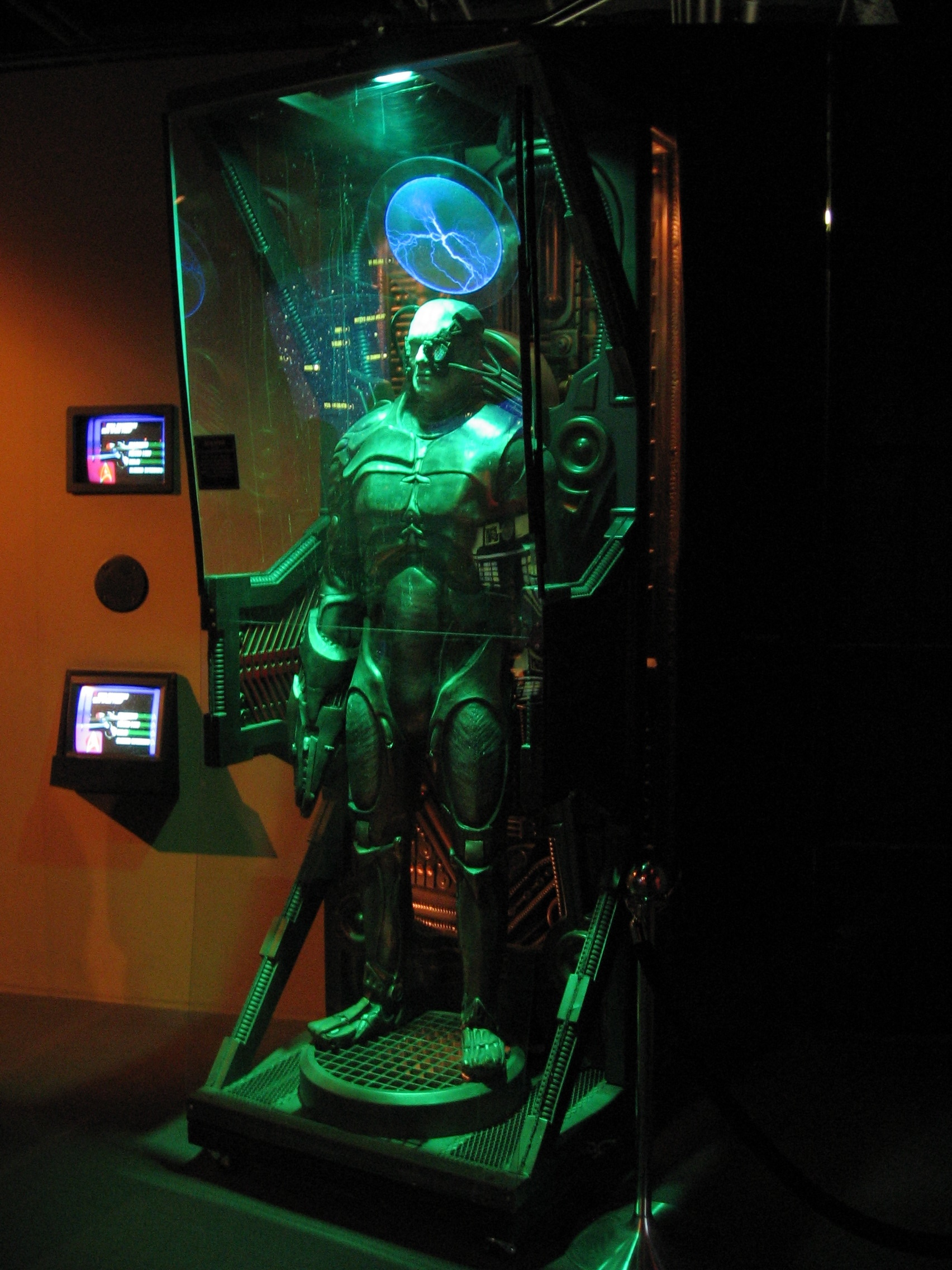
Borg-Drohne in einem Regenerations-Alkoven

Die Borg-Gesellschaft ist das Modell einer dem Anschein nach totalitären Gesellschaft. Erst in späteren Folgen von Star Trek wurden die Borg in enger Anlehnung an die Struktur z. B. eines eusozialen Insektenvolkes dargestellt, nämlich mit einer Königin an der Spitze. Das Daseins-Konzept der Borg besteht aus permanenter technischer Anpassung ihrer pseudo-individualen Körper an die sich im Kosmos – teils infolge ihrer im All rücksichtslos expandieren Wanderbewegung – unaufhörlich veränderten Faktoren der jeweiligen Umgebung. Somit gleicht das Verhalten dieses Superorganismus tatsächlich dem der sich hernieden auf Erden seit Jahrmilliarden ausbreitenden, während dessen stetig neue Organe (griechisch: Werkzeuge) evolutionierenden Organismen. Der Name Borg stützt sich auf die Idee des Cyborgs: ein aus Cybernetik und Biologie synthetisierter, künstlicher Organismus.
Die Borg vollziehen ihre Quasi-Evolution, indem sie andere Spezies mitsamt deren Technologien „assimilieren“. Dieser Vorgang bezeichnet die Einverleibung und Integration des gesamten Wissens, aller Erfahrungen der jeweils betroffenen, zugleich militärisch überwältigten, fremden Lebensformen und Raumschiffbesatzungen. Dadurch kommen dem kollektiven Bewusstsein der Borg neue Kenntnisse hinzu und ihrem kollektiven 'Körper' neue Eigenschaften. Individuen und individuelles Bewusstsein gibt es unter den Borg nur in speziellen Ausnahmen (Unimatrix 0, Star Trek: Voyager 6x26 bzw. 7x01). Assimilierte Individuen werden in aller Regel zu Drohnen gemacht, die über keinerlei freien Eigenwillen mehr verfügen, da die den Körpern aufgepfropften mechanischen Implantate und insbesondere die dem Blutkreislauf injizierte Nanotechnologie diese Art Regungen vollständig unterdrücken. Dies stellt aus der Sicht der Borg einen geradezu paradiesischen Zustand dar, nicht zuletzt, weil das kollektive Bewusstsein („Hive-Bewusstsein“) auf dem Wege der stetig zu assimilierenden Spezies quasi unsterblich ist. Niemand aus dem Kollektiv wird alleingelassen, jeder wird gebraucht. Immerwährende Optimierung in Richtung der absoluten Perfektion ist das Ideal des Borg-Kollektivs. Dies impliziert selbstverständlich die Symbiose der technischen mit den biologischen Komponenten.
Die Identifikation der Mitglieder mit dem Kollektiv ist total. Dabei hilft ihnen eine drahtlose Kommunikation mit ihrer Zentrale, die von der Borg-Königin (ursprünglich Spezies 125) personifiziert ist. Via Subraumfunk können einzeln oder raumschiffsweise in Not geratende Borg ihr Kollektiv um Hilfe rufen.
Das Hive-Bewusstsein – oft auch der „Hive-Geist“ genannt – ist das Gedankennetz des Borg-Kollektivs. Es ermöglicht jeder Drohne, mit dem Rest des Kollektivs zu kommunizieren, und der Borg-Königin, als dessen höchste Instanz, den Drohnen Instruktionen zukommen zu lassen. So kann sie beispielsweise den Status eines bestimmten Schiffes oder einer bestimmten Drohne abrufen, sie direkt in allen Einzelheiten „fernsteuern“ oder einfach nur eine Anweisung geben, die die jeweils adressierte Drohne dann auszuführen beginnt. Dies passiert eher im Unbewussten, da das Kollektiv insgesamt ungefähr so schaltet und waltet, wie wir es von uns vertraut sind. Vieles, wenn nicht das Meiste von dem, was unsere Körper alltäglich so machen – z. B. die Aktivitäten des Verdauens, Träumens und des Immunsystems mit seinen Abwehrversuchen gegen die in gewisser Weise assimilativ motiviert invasionierenden Viren – unterliegt keiner willentlich bewussten Steuerung.
Dadurch, dass die Königin Anweisungen an all ihre Drohnen zu erteilen vermag, ist es genauso, als ob sie über Abermilliarden Arme, Beine und Sinnesorgane verfügen würde, die sich über weite Teile des Kosmos erstrecken, ihn unaufhörlich abtastend nach 'Nahrung'. Sozusagen ein gigantischer Ameisenhaufen. Gezielte Anweisungen von Seiten der Queen sind somit akuten Sonder-Ereignissen vorbehalten, die von ihr zunächst intelligent untersucht und beurteilt werden müssen, bis sie ein strategisches Konzept entwickelt hat, das dem Kollektiv die erfolgreiche Bewältigung der jeweiligen Situation erlaubt. In diesem Sinne kann jede Drohne auch von sich aus einen Statusbericht senden, beispielsweise wenn sie eine noch nicht assimilierte Lebensform entdeckt. Auch sobald eine Drohne aus ihrem Regenerationszyklus erwacht, übermittelt sie der Borg-Königin eine Mitteilung über ihren Zustand und ihre Tätigkeit (oder eine Befehlsbestätigung). Insgesamt ermöglicht der Hive-Geist dem Kollektiv eine Art permanente Dauerregenerierung, dazu die stetige 'Evolution'. Sollte eine Drohne infolge eines Treffers mit feindlichem Geschoss leicht verletzt werden, wird sie mit Hilfe des Gedankenstroms der gesunden Drohnen geheilt, braucht also nicht zwingend eine längere Pause in einem Alkoven. Die Borg altern nicht – nutzen also weder ab, noch rosten sie ein. Die Borg leben von der Assimilation fremder Individuen bis hin zu kompletten Spezies. Natürlich sind sie nicht nur an dem rein biologisch-organischen Rohstoff der betroffenen Völker interessiert, sondern auch an deren Technik.
Die Pflege oder die eigenständige Anfertigung von Kulturgütern wie Poesie, Gemälden oder den Werken der plastisch darstellenden Künste scheint für die Borg hingegen nicht von Belang – möglicherweise deswegen, weil sie aus ihrer Sicht bereits im natürlichen Kontinuum des „Glücks“ sind, respektive keine seelischen Probleme kennen, die dabei im Wege stehen dürften. Es können auch Kinder und Babys assimiliert werden, jedoch bleiben sie zunächst in einer speziellen Kammer gegen den Alltag der erwachsenen Borg abgeschirmt, bis sie die nötige körperliche Reife erlangt haben, auf eigenen Beinen zu stehen und dem Kollektive zu dienen.
Die Drohnen an sich scheinen eher mit Rechnern vergleichbar als mit lebenden Organismen. Sie kennen keine Gefühle wie Mitleid, Schuld, Wut oder ähnliches. Auch ist für sie körperlicher Schmerz nur die Verarbeitung eines Nervenstromes durch ihr Kleinhirn selbst oder den großen Hive-Geist des Kollektivs und nichts, was „weh tut“. Jedenfalls nichts, was um den Preis eines Verzichts der Ausführung des kollektiven Auftrags zu meiden wäre. Im Kampf sterben sie daher ggf. nicht mittels heroischer Aufopferung für das 'Vaterland', sondern eher mit demselben gelassenen Gleichmut wie ein Ameisensoldat, der sich in die Zunge eines Ameisenbärs verbeißt.
Die Borg sind programmiert, sich genau vorhersehbar und durch den ständigen Kontakt zur Königin von dieser steuerbar zu verhalten. Sie erhalten im Laufe oder kurz nach dem Erwachen aus der Regeneration eine Liste von Aufgaben, die sie während ihrer Wachzeit auszuführen haben. Ist dieser Stapel von Aufgaben abgearbeitet, schickt die Drohne einen Bericht an die Königin und erhält entweder neue Aufgaben oder beginnt einen neuen Regenerationszyklus. Die Borg-Drohnen im Kollektiv arbeiten nicht, um zu leben, sie leben auch nicht, um zu arbeiten. Borg-Drohnen scheinen einfach nur zu funktionieren wie die Zahnrädchen eines mechanischen Getriebes. Aus diesem Grund spricht die Besatzung der Enterprise nicht von „Leben“ in ihrem Sinne, wenn eines ihrer Besatzungsmitglieder infolge der Assimilation durch die Borg dem Tod entrinnt.
Im Kampf kennen die Borg weder Mitleid noch Gnade, denn sie begreifen die Assimilation anderer Spezies als Befreiung von der individuellen Existenz, respektive von den sich aus der Freiheit des Willens optional einstellenden Problemen, kleineren oder größeren Sorgen bis hin zu regelrechten Verfolgungswahn-Vorstellungen, so wie bei Captain Picard, als er sich am Gipfel eines Konflikts mit den Borg mit Kapitän Ahab und dessen in Selbstvernichtung endenden Jagd auf Moby Dick identifizierte.
Irrationaler Rachedrang, Profitstreben, Hass und sonstige Überreaktionen sind ihnen ebenso fremd. Die Borg sterben nicht auf natürlichem Wege, sie werden von ihren Artgenossen deaktiviert und recycelt, ihre Ideen und Erfahrungen bleiben dabei dem Kollektiv erhalten.
Die Borg regenerieren sich in Alkoven, in denen sie „schlafen“. Dort werden ihre Energiespeicher aufgeladen und sie erhalten auch neue Instruktionen. Jede Borg-Drohne verfügt über eine speziell an sie angepasste Erholungsnische. Diese Nischen bzw. Alkoven stehen an den Seiten der Gänge im Borg-Kubus, dem typischen Borg-Schiff. Jede dieser Nischen benötigt beinahe 30 Megawatt (Voyager 5.16) an Leistung. Die Drohne stellt sich in die Nische und ihre Regeneration beginnt. Genau wie alles andere von den Borg Erbaute sind die Alkoven an ihren Standort angepasst und sind für gewöhnlich vertikal in den Seitenwänden von Gängen verbaut. Der Grund dürfte effiziente Platzausnutzung und schnellere Verfügbarkeit von Drohnen nach dem Regenerationszyklus sein. Die Drohnen werden automatisch geweckt, sobald ihr Regenerationszyklus abgeschlossen wurde oder sie vorzeitig benötigt werden.
Borg-Raumschiffe sind meistens gewaltige Kuben (Würfel) oder Sphären (Kugeln). Zur Hochzeit zählten die Borg um die 5000 Schiffe. In diesen Formen manifestiert sich das Ideal der Borg: Effizienz, technische Perfektion, Stärke und Widerstandsfähigkeit. Ästhetische Erwägungen spielen keinerlei Rolle. Die Borg-Königin selbst befehligt ein spezielles Schiff, eine Art Gitter in der Form einer rhombischen Pyramide, das in der Mitte eine große, violette Kugel beherbergt. Die Voyager traf auf ihrer Reise zudem auf kleinere Aufklärer. Sämtliche Schiffe verfügen über erstaunliche Regenerationskapazitäten, jedoch kann eine Zerstörung durch reine Feuerkraft nicht vollkommen ausgeschlossen werden. Dies zeigt ein Gefecht im Jahre 2373, in dem eine Sternenflottenarmada einen solchen Kubus im Kampf zerstört. Captain Picard lässt dazu die Flotte einen Abschnitt des Kubus beschießen, an dem die Schutzschilde kurzzeitig versagt hatten (Star Trek: Der erste Kontakt).
Die meisten Schiffe der Borg verwenden eine spezielle Form der Antriebstechnik, den Transwarp-Antrieb. Die künstliche Atmosphäre eines Borg-Raumschiffes weist eine Luftfeuchtigkeit von 92 Prozent, eine Temperatur von 39,1 Grad Celsius und eine hohe Konzentration an Tetrion-Partikeln auf.
In der Romantrilogie Star Trek: Destiny (2008), die anderthalb Jahre nach der Handlung von Star Trek: Nemesis spielt, kommt es zu einer Invasion von mehreren Tausend Borg-Kuben im Alpha- und Betaquadrant, wobei viele Milliarden Individuen auf Seiten von Föderation, Klingonen und Romulanern sterben. Schließlich erfährt der Leser vom Entstehen der Spezies Borg, ehe die Spezies als Ganzes ausgelöscht wird.

### Borg-Technik
Die Borg-Technik besteht weniger aus Errungenschaften oder Entwicklungen der Borg selbst, wie es bei den meisten anderen Völkern üblicherweise bekannt ist. Stattdessen erweitern sie ihre Technik durch Assimilation fremder Technik, indem diese ihrem System angepasst und somit für die Borg nutzbar wird. Beispielsweise wird eine Waffentechnik, welche der ihren überlegen ist, der Spezies, die sie besitzt, entwendet und angepasst, um von den Borg verwendet zu werden. Die Borg-Technik ist enorm widerstandsfähig und kann sich sogar selbst reparieren. Die Borg sind eine der technisch am weitesten entwickelten Spezies der Galaxis.
Durch ihre Abhängigkeit vom übernehmbaren Fortschritt der Technik anderer (stärkerer) Spezies sind die Borg allerdings nie wesentlich weiter entwickelt als jene stärkere Spezies im Universum, wodurch es Letzteren in mehreren Star-Trek-Episoden gelingt, Kämpfe gegen die Borg zu gewinnen.

#### Implantate
Die Drohnen verfügen über diverse Implantate, mit denen sie ihre Arbeit verrichten oder die ihnen bestimmte Aufgaben abnehmen bzw. möglich machen.
Das Okularimplantat (okular = das Auge betreffend) ermöglicht ihnen die Wahrnehmung verschiedener Energiespektren, zum Beispiel Ultraviolett. Auch können sie mit ihm Gegenstände sehen, die nicht im selben Raum, sondern im Subraum „versteckt“ sind. Auch phasenverschobene Gegenstände können gesehen werden, zum Beispiel Gegenstände oder Personen mit einer von den Romulanern bekannten Tarnvorrichtung. Auch ist es ihnen damit möglich, Lebenszeichen zu orten und zu lokalisieren oder technische Probleme schnell zu erkennen. Das „Zoomen“ ist eine eingebaute Funktion, die sie nutzen können wie einen Muskel.
Das Kortikalimplantat (kortikal = in der Gehirnrinde lokalisiert) dient dazu, eine Verbindung zu einem Alkoven aufzubauen und den Regenerationszyklus zu starten bzw. zu beenden und die Verbindung zu trennen. Es steuert allgemein die Kommunikation mit der Technik, ähnlich wie eine Netzwerkkarte vom Rechner, es ist jedoch nicht für die Kommunikation mit dem Hivebewusstsein zuständig.
Der Kortikalknoten steuert alle lebenswichtigen Funktionen der Drohne, er ist die Zentrale aller Implantate und reguliert die Körperfunktionen. Fällt dieser Knoten aus, stirbt die Drohne innerhalb kurzer Zeit. Wird er beschädigt, wird die Einheit entweder ausgetauscht oder die Drohne komplett deaktiviert; den Knoten zu reparieren ist unmöglich. Auch lässt er sich aufgrund seiner Komplexität nicht mit Hilfe eines Replikators der Sternenflotte replizieren (Staffel 7, Episode 2, Raumschiff Voyager – Unvollkommenheit).
Der Interlinkknoten befindet sich im Gehirn der Drohne und verbindet sie mit dem kollektiven Hive-Bewusstsein. Über ihn ist die Drohne im Stande, zu kommunizieren, Befehle zu erhalten und Berichte zu senden. Über ihn kann die Königin auch auf die Drohne zugreifen.
Der Exopanzer ist die größte der Brustbaugruppen, ein Panzer, der äußerliche Einwirkungen, wie Schläge oder Waffenfeuer, abwehrt und die Drohne schützt. Allerdings erstreckt er sich nur über die Brust und die obere Rückenpartie und ist wie eine Schale für jene Bereiche. Zum Schutz vor Phaserfeuer verfügt die Drohne auch über einen Schutzschild, der sich wie bei einem Raumschiff um den Körper aufbaut und die Waffenenergie absorbiert. Jedoch ist dieser nicht sofort aktiv, er muss sich erst der Frequenz der benutzten Waffe anpassen, diese Information wird ebenfalls über das Hive an die Drohnen weitergeleitet, von jener, die als erstes davon getroffen wurde.
Die Nanosonden sind auf mikroskopischer Ebene arbeitende kleine „Roboter“, die nach ihrer Programmierung agieren. Drohnen tragen sie im Blut, sie erfüllen unter anderem die Aufgaben der Regeneration. Durch die Injizierung in ein Opfer durch die Assimilationsröhrchen erledigen sie die Aufgaben der Assimilation, sie lassen mit Hilfe des Bluts des Opfers Borg-Implantate entstehen und etablieren im Gehirn einen Interlink-Knoten, der das Opfer sofort mit dem Hive-Bewusstsein verbindet (es willenlos macht und der Borg-Königin ermöglicht, die Person, die in dem Moment ebenfalls zu einer Drohne wird, zu steuern).

#### Nutzungstechnik
Die Alkoven sind die Regenerationseinheiten, vergleichbar mit Aufladegeräten. Sie stehen vertikal an den Wänden eines jeden Borg-Schiffes und jeder Station und ermöglichen so raschen Zugang. Er lädt die Energieeinheit der Drohne (ähnlich einem Akku) wieder auf. Organische Nährstoffe werden im Körper der Drohne über Replikator-Implantate direkt und in der genau benötigten Menge erzeugt.
Das Vinculum (lat. vinculum: „Verbindung“) ist eine Zentraleinheit eines jeden Borg-Schiffes. Es stellt den Netzwerkknoten dar, durch das die Verbindung der auf dem Schiff oder der Station befindlichen Drohnen zum Rest des kollektiven Hive-Bewusstseins gewährleistet wird. Das Signal breitet sich durch den Subraum aus und ist somit beinahe überall erreichbar. Es leitet die Anweisungen der Königin oder die Berichte der Drohnen zu ihrem Bestimmungsort weiter. Auch unterscheidet es zwischen dem Kollektiv dienlichen Informationen und individuellen Gedanken. Das Vinculum ist jenes Kernstück des Hives, welches die persönlichen Gedanken einer Drohne löscht und durch die Instruktionen des Kollektivs ersetzt. Diese Einheit wird besonders geschützt, denn fällt sie aus, bricht Chaos in der von ihr kontrollierten Sektion aus.
Ein Datenknoten dient zur Datensicherung und Weiterleitung, er ist mit einer Festplatte vergleichbar, auf der Informationen gespeichert werden. Er ist wie ein Protokollant in jedem Alkoven installiert und zeichnet den Zyklus einer Drohne, ihre Gedanken und ihre Instruktionen auf. Er kann entfernt und separat transportiert werden.
Zusätzlich baut das Kollektiv in Teilen der Galaxie Transwarp-Zentren auf, die dem schnellen Verlagern von Schiffen von einem Punkt der Galaxie zu einem anderen dienen. Diese Transwarp-Zentren sind ständige Transwarp-Tore, aufgesetzt wie Kanäle, die am Transwarp-Zentrum anfangen und am Ziel kein Endstück besitzen, weswegen die Reise nur vom Transwarp-Zentrum weg und ohne eine Transwarp-Spule nicht zu einem Transwarp-Zentrum hin möglich ist. Bisher sind sechs dieser Zentren bekannt, eines davon im Delta-Quadranten, welches von der Voyager zerstört wurde.

#### Schiffstechnik

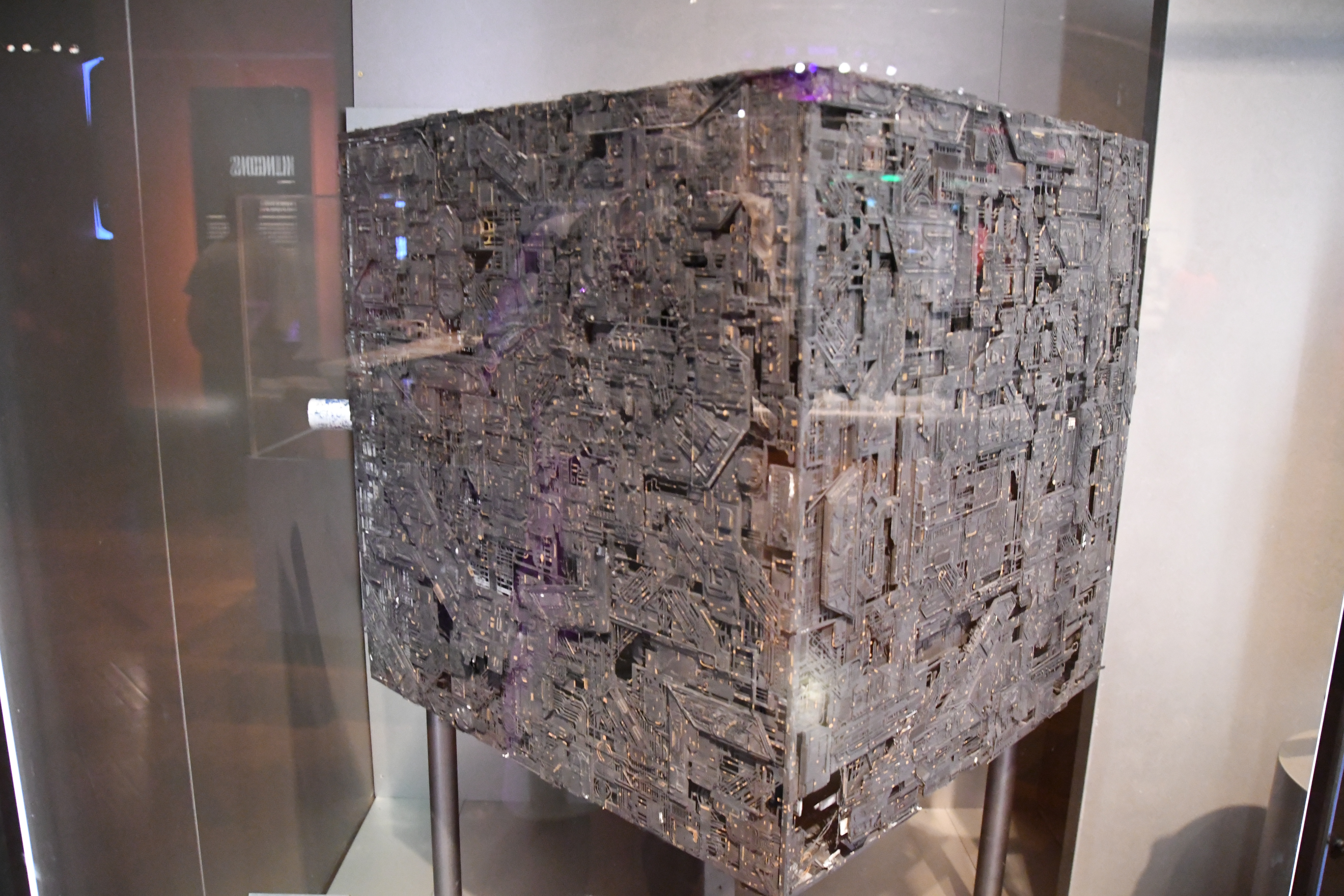
Borg-Kubus aus Star Trek: Der erste Kontakt

Die Schiffe der Borg sind in der Regel würfelförmig („Kubus“) oder kugelrund („Sphäre“). Wie alles bei den Borg ist auch jeweils ein Schiff eine kollektiv denkende Einheit. Die größeren Kuben sollen Platz für 64.000 bis 129.000 Drohnen bieten, die sämtliche Arbeiten und Entscheidungen als kollektiver Organismus ausführen. Die Schiffe haben die Möglichkeit der Selbstregeneration. Die Schiffe sind zudem dezentral aufgebaut, verfügen also z. B. nicht über einen zentralen Maschinenraum oder eine Brücke. Zudem sind sie mit einer Vielzahl von redundanten Systemen ausgestattet, so dass selbst ein zu 87 % zerstörter Kubus noch weitestgehend einsatzfähig ist (Raumschiff Enterprise – Das nächste Jahrhundert 3.26). Der Schneidestrahl ermöglicht es, Teile aus feindlichen Schiffen herauszuschneiden. So können ganze Sektionen eines anderen Schiffes herausgelöst und separat assimiliert werden. Der Transwarp-Antrieb ist eine Weiterentwicklung des Warp-Antriebs, welcher bei den Borg durch künstliche, in den Subraum „eingelassene“ Röhren führt und Geschwindigkeiten jenseits des normalen Warp ermöglicht. Die Borg haben ein gewaltiges Netzwerk aufgebaut, welches ihnen ermöglicht, ganze Flotten innerhalb von Sekunden von einem Ort zum anderen zu transportieren. Die adaptiven Schilde ermöglichen den Schiffen innerhalb von Sekunden, die Waffenfrequenz zu analysieren und die Schilde entsprechend anzupassen. Dadurch werden die feindlichen Waffen so gut wie unwirksam, da die Energie absorbiert wird.

### Kontakt der Borg mit der Menschheit
Die erste „offizielle“ Begegnung der Föderation mit den Borg findet 2365 (Zeitsprung mit Q (2.16), Raumschiff Enterprise – Das nächste Jahrhundert) statt, als Q die Enterprise unter Jean-Luc Picard in den Delta-Quadranten versetzt, wo sie auf ein Schiff der Borg treffen. Es entwickelt sich ein erstes Duell zwischen dem Borg-Raumschiff und der Enterprise.
In der Tat gab es allerdings vorher schon eine Vielzahl Begegnungen von Föderations-Mitgliedern bzw. Menschen mit den Borg, die allerdings nicht als solche erkannt wurden oder nicht vor 2365 der Föderation bekannt wurden. So begaben sich die Borg mittels Zeitreise zum ersten (menschlichen) Warpflug am 5. April 2063 durch Dr. Zefram Cochrane, um den Erstkontakt der Menschheit mit den Vulkaniern zu verhindern. Am 1. Mai 2153 trifft ein arktisches Forscherteam auf Borg, die allerdings nur ein Überbleibsel aus der Zeit von Cochranes erstem Warpflug waren. Die Enterprise NX-01 unter Captain Jonathan Archer stellt die Borg, die nicht als solche identifiziert werden, da sie sich beim Kontakt mit der Enterprise lediglich mit „Sie werden assimiliert werden, Widerstand ist zwecklos“ melden, ohne das typische „Wir sind die Borg“. Alle Drohnen werden zerstört; allerdings können sie zuvor eine Subraum-Nachricht mit den Koordinaten der Erde in den Delta-Quadranten senden. Bis zum Erreichen der Nachricht vergehen ca. 200 Jahre, so wird das Problem in das 24. Jahrhundert verschoben.
Ab 2355 gelang es der Familie Hansen (unter anderem Annika Hansen, damals noch ein Kind, bekannt als Seven of Nine), mit ihrem Forschungsschiff die Borg zu studieren, bis sie 2358 assimiliert wurden.
In den späteren 2350er und frühen 2360er Jahren verschwinden mehrere Föderationsraumschiffe, was 2364 in dem Verlust der Außenposten an der Romulanischen Neutralen Zone gipfelt. Diese Ereignisse können später auf die Borg zurückgeführt werden.
Jean-Luc Picard, der Captain der Enterprise aus Raumschiff Enterprise – Das nächste Jahrhundert wurde selbst einmal assimiliert. Als Borg trug er den für einen Borg außergewöhnlichen Namen Locutus (lat. „Sprechender“, seine vorgesehene Rolle). Seine Crew konnte ihn jedoch retten. Seitdem hegt er für die Borg eine außergewöhnliche Verachtung, verfügt aber auch über Informationen über die Borg und eine Verbindung zu ihnen, die bis zum Auftritt von Seven of Nine einzigartig sind. Durch das Entfernen einiger ihrer Implantate wurde Seven of Nine vom Borg-Kollektiv getrennt. Dadurch kehrt sie wieder in die menschliche Gesellschaft zurück und wird zum Besatzungsmitglied der USS Voyager. Da sie bereits als Kind assimiliert wurde, hat sie Mühe, ihre Individualität zu entdecken und wieder zum Menschen zu werden.
Nach den Ereignissen aus Voyager tauchen die Borg in den Erzählsträngen der Serien erstmal nicht mehr auf. In der ersten Staffel von Picard wird ein von den Romulanern eroberter Kubus am Rande des Betaquadranten zu einem der Handlungsorte. Auch taucht die ehemalige Drohne Hugh wieder auf, der an Bord des Kubus – genannt „Das Artefakt“ – der Direktor für das Programm zur Wiedereingliederung ehemaliger Drohnen ist. In der zweiten Staffel von Picard tauchen die Borg in leicht abgewandelter Form aufgrund der Einmischung von Q wieder auf, wo letztendlich dann Agnes Jurati zur neuen Borgkönigin ihres eigenen Kollektivs wird und Frieden mit der Föderation schließt (s. Picard/Staffel 2). In der dritten Staffel von Picard taucht am Anfang des 25. Jahrhunderts wieder die bekannte Borgkönigin aus Der Erste Kontakt und Voyager wieder auf, die nach dem von Admiral Janeway ins Endspiel eingeschleusten Virus auf einem Kubus mit vereinzelten Drohnen übrig bleibt und für ihren Racheplan sich mit den Wechselbälgern verbündet und vom Jupiter aus versucht, die komplette Sternenflotte mithilfe der Borg-DNS aus Picards biologischem Körper zu assimilieren (s. dazu Picard/Staffel 3).

### Hintergründe
Das ursprüngliche Konzept der Star-Trek-Produzenten sah in sehr frühen Entwürfen auch vor, dass die Borg insektenartige Lebewesen sein sollten.
Während die ursprünglichen Borg bereits 1988 erdacht wurden, wurde das Konzept der Borg-Königin erst 1996 in Star Trek: Der erste Kontakt eingeführt. Sie ist ein Wesen mit eigenem Bewusstsein und scheint mit dem konsequent technokratischen Konzept der Borg zu brechen.
Eine Figur namens „Bork“ – welche ebenfalls ein Cyborg ist – erschien 1975 in der Science-Fiction Kurzgeschichte „The engine at heartspring’s center“ (deutsch „Die Maschine im Herzsprung-Zentrum“), mit der ihr Autor Roger Zelazny in die Endausscheidung zum Nebula Award gelangte.
Die Borg wurden von Gesellschaftswissenschaftlern als Metapher einer vernetzten Realgesellschaft benutzt.
Bereits Jahre vor der ersten Einführung des Borg-Volks in Star Trek wurde eine sehr ähnlich angelegte außerirdische Spezies in der britischen Kultserie Doktor Who eingeführt; dort heißen die Wesen Cybermen.
Auch bei Perry Rhodan wurde ab 1967 eine positronisch-biologische Spezies namens Posbis in die Serie eingeführt, deren Fragmentraumschiffe ebenfalls einen Kubus als Grundform hatten, der jedoch im Gegensatz zu den geometrisch exakten Borg-Kuben durch viele Aufbauten stark verfremdet ist. Im Gegensatz zu den Borg (Humanoide mit technischen Erweiterungen) handelt es sich bei den Posbis jedoch um Roboter mit einem organischen Zusatz (Zellplasma), durch den sie zu einer empfindungsfähigen Spezies werden. Auch die Raumschiffe verfügen über Plasmatanks (Plasmakommandanten) und sind somit eigene Entitäten. Auf dem Heimatplaneten der Posbis befindet sich das Zentralplasma (oberste Instanz, vergleichbar mit Borg-Königin), von dem alle Plasmaanteile in Posbis und Raumschiffen abstammen.

## Boslic
Die Boslic sind eine humanoide Spezies mit mindestens zwei Untergruppen, deren Aussehen sich stark voneinander unterscheidet. Die erste Gruppe besitzt eine glatte Stirn mit Vertiefungen in Form eines nach unten zeigenden Pfeils sowie leichte Überaugenwülste, die zu den Schläfen nach oben verlaufen. Drei kräftige senkrechte Stirnwülste, langes abstehendes Haar und (bei den männlichen Individuen) lange Bärte besitzt hingegen die zweite Gruppe.
Die Boslic treten als Nebenfiguren in mehreren Folgen von Raumschiff Enterprise – Das nächste Jahrhundert und Star Trek: Deep Space Nine sowie als Statisten in Star Trek: Raumschiff Voyager und Star Trek: Enterprise auf. Es ist unklar, ob der Dimorphismus der Boslic von den Star-Trek-Machern beabsichtigt war. Eine weibliche Außerirdische, die dem ersten Erscheinungstyp angehört, wird im Drehbuch zur Folge 2.01 („Die Heimkehr“) von Star Trek: Deep Space Nine ausdrücklich als Boslic bezeichnet. Erst in Folge 4.15 („Die Söhne von Mogh“) werden auch Außerirdische des zweiten Aussehenstyps eindeutig als Boslic bezeichnet, obwohl sie schon früher auftauchten, da aber noch keiner bestimmten Spezies zugeordnet wurden.

## Breen
Die Breen sind eine sehr zurückgezogen lebende Spezies, über die nur wenig bekannt ist und die sich bis in die Mitte der 2370er Jahre weitgehend aus den politischen Streitigkeiten des Alpha-Quadranten heraushielt.
Die Breen sind an ihren charakteristischen Kälteanzügen zu erkennen. Daraus wurde abgeleitet, dass die Heimat der Breen ein sehr kalter Planet sein müsse (beispielsweise von Gul Dukat in Deep Space Nine 4x05 Indiskretion). Dieser Annahme widersprechend, handelt es sich laut Weyoun bei der Heimatwelt der Breen allerdings in der Tat um einen Planeten der Klasse M mit recht mildem Klima (Deep Space Nine 7x20 Im Angesicht des Bösen).
Des Weiteren sind die Breen dafür bekannt, dass sie über organische Schiffe und Disruptoren-Waffen verfügen, die ähnlich denen von Klingonen und Romulanern funktionieren.
Die Breen-Konföderation verbündet sich gegen Ende des Dominionkrieges mit dem Dominion und verhilft diesem zu beachtlichen Erfolgen. Beispielsweise konnte durch eine von den Breen erfundene Dämpfungswaffe, die einem feindlichen Schiff sämtliche Energie entzieht und es somit wehrlos macht, das strategisch äußerst wichtige Chin’toka-System zurückgewonnen werden. Außerdem führten sie einen Blitzangriff gegen die Erde und verdeutlichten die bedrohliche Situation für die Föderation. Gegen die Dämpfungswaffe wurde allerdings von den Klingonen ein wirksamer Schutz gefunden. Nach Beendigung des Krieges zogen sich die Breen in ihren Raum zurück.
Im 32. Jahrhundert ist aus der Breen-Konföderation das Breen-Imperium geworden.
Das erste Mal wurden die Breen in Raumschiff Enterprise – Das nächste Jahrhundert erwähnt, wo sie an einem Vorfall mit einem Föderationsschiff beteiligt gewesen sein sollen. Aber erst in Deep Space Nine erfuhr man mehr über ihre Heimat und ihre Technik. Doch auch diese Informationen blieben immer sehr mysteriös. Zudem wurden sie in Star Trek: Treffen der Generationen, Voyager und Lower Decks erwähnt. In Discovery Staffel 5 wird in Rückblenden auch das soziale Gefüge der Breen klarer.

## Brikarianer
Die Brikarianer oder Brikar sind eine Spezies aus dem Alpha- oder Beta-Quadranten. Ihr Heimatplanet liegt in der Nähe des Klingonischen Imperiums. Die Brikarianer sind recht groß, verfügen über enorme körperliche Stärke und ihre Haut besteht aus steinartigen Schuppen, die ihnen einen natürlichen Schutz vor Waffen und anderen Gefahren bieten.
Diese Spezies wurde ursprünglich von Peter David für seine nicht-kanonischen Star-Trek-Romane erfunden. Sie traten erstmals in dem 1993 erschienenen Jugendroman Worfs erstes Abenteuer auf. Es folgten weitere Auftritte in der Star Trek: Starfleet Academy- und der New Frontier-Romanreihe. 2021 wurden sie in Star Trek: Prodigy erstmals in einer kanonischen Fernsehserie aufgegriffen. Die junge Brikarianerin Rok-Tahk ist hier eine der Hauptfiguren.

## Brunali
Die Brunali sind eine Spezies aus dem Delta-Quadranten. Sie sind sehr menschenähnlich, besitzen aber einen ausgeprägten Kamm, der über die gesamte Nase und Stirn verläuft. Sie sind häufigen Angriffen der Borg ausgesetzt und versuchen diese mittels genetischer Waffen zu besiegen. Ansonsten vermeiden sie größere technische Forschungen und betreiben hauptsächlich Landwirtschaft, um nicht unnötig das Interesse der Borg zu wecken.
Icheb, ein aus dem Borg-Kollektiv befreiter Junge, gehört diesem Volk an und hat in der Serie Voyager eine größere Nebenrolle.

## Cardassianer

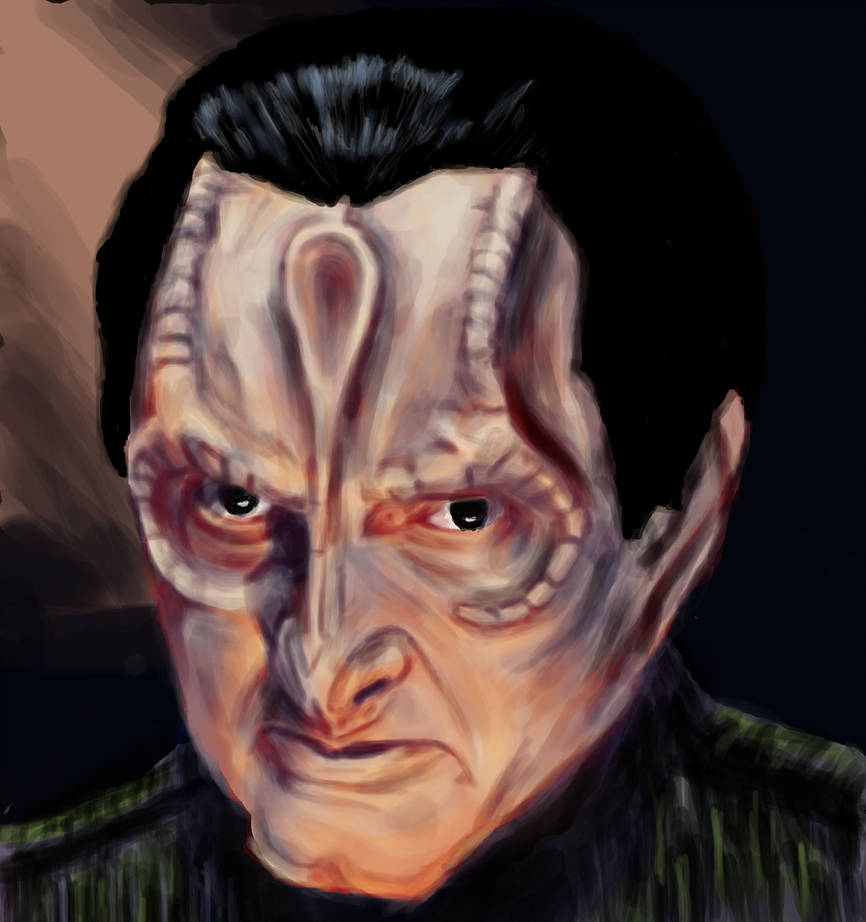
Der Cardassianer Garak

Die Cardassianer stammen vom Planeten Cardassia Prime. Sie haben eine gräuliche Hautfarbe, schwarze Haare und diverse Knochenwülste im Gesicht sowie Wirbelknochen rechts und links am Hals. Cardassianer bevorzugen hohe Umgebungstemperaturen und gedämpftes Licht, wie es auf ihrem Heimatplaneten vorkommt.
Einst waren sie ein friedliches, spirituelles Volk, welches Kunstwerke im gesamten Alpha-Quadranten sammelte. Auf Cardassia Prime herrschte jedoch Knappheit an Ressourcen. Hunger und Elend machten sich auf dem Planeten breit. Millionen von Cardassianern starben durch Hungersnöte und Krankheiten. Um dem Sterben und Elend ein Ende zu bereiten, übernahm das Militär bereits vor langer Zeit die Macht und führte eine strenge Militärdiktatur ein. Zum Schutze und zur Erhaltung des eigenen Volkes setzte sich die neue Diktatur zum Ziel, Ressourcen von anderen Planeten zu entwenden. Zur Finanzierung dieser Unternehmungen wurde das einstmals reiche kulturelle Erbe durch das Militär geplündert, um das Arsenal für das Militär zu schaffen. Seitdem sind nur noch wenige Kulturschätze verblieben, das Kulturgut des Planeten ging dadurch nahezu verloren. Die eigenen Interessen und die eigene planetarische Sicherheit wurde zur höchsten Priorität erklärt. Seitdem zeichnet sich das Volk durch eine streng militaristische Gesellschaftsordnung aus. Die strenge Kontrolle durch den Geheimdienst Obsidianischer Orden (Obsidian Order) hat die cardassianische Ordnung dementsprechend gesellschaftlich geprägt. Cardassianer wirken auf Menschen und andere Völker aufgrund ihrer stark militärischen Denkweise kriegerisch und machtgierig. Aufgrund ihrer Vorgehensweise, die nur auf eigene Interessen abzielt, gelten sie zudem als streng patriotisch. Ethisch-moralische Aspekte haben in der cardassianischen Militärmacht zunehmend an Bedeutung verloren. Die Cardassianer prägt daher zielorientiertes, listiges und taktisches Vorgehen. Das Erreichen von Zielen auf dem effektivsten und kürzesten Weg ist ein typisches Merkmal des cardassianischen Militärs. Dadurch unterscheidet sich die cardassianische Ordnung beispielsweise stark von der Föderation, die von (ethischen) Direktiven geregelt ist, oder von Klingonen, die Ehre und familiäre Traditionen in den Vordergrund stellen.
Das Militär zielt auf eine Kolonialmacht ab. Es überfällt und besetzt konsequent benachbarte Planeten, um den Bedarf an Rohstoffen weiterhin zu decken, sofern das Ziel den eigenen Zweck rechtfertigt. Durch zahlreiche Kriege und Eroberungen hat Cardassia seine Stärke in militärisch-taktischen Fähigkeiten weiterentwickeln können und gehört zu den technologisch stärksten und fortschrittlichsten Mächten im Alpha-Quadranten.
Zwischen Cardassianern und der Föderation herrschte lange Zeit Krieg. Im Jahre 2367 wird ein Waffenstillstand vereinbart. Unabhängig davon besetzten die Cardassianer im Jahre 2328 den friedlichen und religiösen Planeten Bajor für fast 41 Jahre (2328–2369). In dieser Zeit versklavten und verfolgten sie die Bajoraner und töteten dabei insgesamt über zehn Millionen von ihnen. Die Rohstoffe Bajors waren zu diesem Zeitpunkt bereits flächendeckend geplündert worden. Die Föderation entschied sich, beim Wiederaufbau des Planeten Bajor mitzuhelfen. In den auf den Waffenstillstand und das Ende der Besatzung folgenden Jahren entspannt sich die Beziehung zwischen Cardassia und Bajor sowie der Föderation zusehends.
Auf die neue Bedrohung durch das aus dem Gamma-Quadranten stammende Dominion reagiert der Obsidianische Orden 2371 mit einer gemeinsamen Geheimoperation mit dem romulanischen Tal’Shiar, um die Führung des Dominions auszuschalten. Die Aktion stellt sich jedoch als Falle heraus, und der Obsidianische Orden wird dabei derart geschwächt, dass er in der Folgezeit die gesellschaftliche Unterdrückung des Volkes nicht weiter aufrechterhalten kann und das militärische Zentralkommando die Regierungskontrolle verliert. Der zivile Detapa-Rat übernimmt die Leitung der Union. Die Klingonen wittern im Umsturz der cardassianischen Regierung jedoch einen vom Dominion initiierten Staatsstreich und starten 2372 einen Präventivschlag gegen die Cardassianische Union.
Im Jahr 2373 kommt es erneut zum Krieg zwischen der Föderation und Cardassia, als sich die durch die klingonische Invasion geschwächte Cardassianische Union dem ebenso imperial organisierten Dominion anschließt, um den gesamten Alpha-Quadranten unter ihre Kontrolle zu bringen. Ein Bündnis aus Klingonen, der Föderation und ab 2374 auch den Romulanern besiegt nach großen Verlusten auf allen Seiten das Bündnis des Dominions, der Cardassianer und der Breen, die kurz vor dem Ende des Krieges dem Dominion-Bündnis beigetreten waren. Das Dominion zieht sich schließlich geschlagen in den Gamma-Quadranten zurück. Cardassia findet sich erneut im Elend wieder. Kurz vor dem Ende des Krieges hatte sich die gesamte Flotte des Dominion im Alpha-Quadranten und die der Cardassianer sowie Schiffe der Breen zum Heimatplaneten Cardassia zurückgezogen. Als die cardassianische Widerstandsbewegung immer stärker wurde und sich die cardassianische Flotte gegen das Dominion wendete, ordnete dieses die vollständige Auslöschung Cardassias an. Diesem Genozid fielen über 800 Millionen Cardassianer zum Opfer, bevor das Dominion schließlich seine Kapitulation erklärte.
Die Cardassianische Union wurde in der Raumschiff Enterprise – Das nächste Jahrhundert-Folge The Wounded (deutscher Titel: Der Rachefeldzug) eingeführt. Marc Alaimo spielte in dieser den ersten Cardassianer Gul Macet (später übernahm er die Rolle von Gul Dukat in der Serie Deep Space Nine und erlangte in dieser größere Bekanntheit). Die Cardassianer spielen eine zentrale Rolle in Deep Space Nine.

## Chalnoth
Die Chalnoth sind eine humanoide Spezies aus dem Alpha- oder Beta-Quadranten. Ihr Heimatplanet heißt Chalna. Sie besitzen rötliche Haut, mähnenartiges rotes Haupthaar, lange Zähne und kräftige Oberaugenwülste. Sie leben in einer Gesellschaft ohne Regierung. Stattdessen existiert auf ihrer Welt ein Zustand der Anarchie, in der sich die Stärksten durchsetzen. Chalnoth können nur drei oder vier Tage ohne Nahrung auskommen.
Die Chalnoth kommen in jeweils einer Folge von Raumschiff Enterprise – Das nächste Jahrhundert und Star Trek: Lower Decks vor. Ihr Heimatplanet ist zudem im Spielfilm Star Trek: Treffen der Generationen auf einer Sternenkarte verzeichnet.
Im Doctor-Who-Hörspiel The Havoc of Empires von 2015 gibt es ebenfalls eine Spezies namens Chalnoth. Außer der Namensgleichheit gibt es aber keine weiteren Bezüge zu der Star-Trek-Spezies.

## D’Arsay
Die D’Arsay sind eine ausgestorbene Spezies, die vor 87 Millionen Jahren lebte. Über ihr Aussehen ist nichts bekannt. Sie hinterließen mehrere durchs All treibende Archive. Eines davon wird 2370 von der USS Enterprise NCC 1701-D entdeckt. Das Archiv nutzt die Replikatortechnologie der Enterprise, um Teile des Schiffs in Vegetation und Artefakte der D’Arsay-Kultur umzuwandeln. Es bemächtigt sich auch Lt. Cmdr. Datas, den es mehrere Figuren aus der D’Arsay-Mythologie verkörpern lässt. Ein ähnlicher Vorfall ereignet sich 2381 an Bord der USS Cerritos. In den Jahren zwischen den beiden Ereignissen scheint es zahlreiche weitere Begegnungen mit D’Arsay-Archiven gegeben zu haben und die Föderation scheint noch keinen guten Weg gefunden zu haben, damit umzugehen.
In Raumschiff Enterprise – Das nächste Jahrhundert wird lediglich gesagt, dass das Archiv aus dem D’Arsay-Sternensystem stammt. Die Spezies, die er erbaut hatte, blieb zunächst namenlos. Erst in Star Trek: Lower Decks wurde der Name D’Arsay auch eindeutig für die Spezies verwendet.

## Denobulaner
Die Denobulaner stammen von Denobula, welcher im Alpha-Quadranten liegt. Die humanoide Spezies ist ein friedliches Volk, das durch Forschung und Handel Kontakt zu anderen Völkern sucht.
Die Denobulaner waren eine der ersten Spezies, zu denen die Menschen Kontakt aufnahmen und einen Wissenschafts- und Technologieaustausch mit ihnen durchführten. Im Zuge dieses Austausches wurden auch Ärzte beider Völker auf der jeweils anderen Heimatwelt eingesetzt. Denobulaner haben eine andersartige Familienstruktur, als es auf der Erde üblich ist. Zu einer denobulanischen Familie gehören drei weibliche sowie drei männliche Partner, die nicht miteinander verwandt sind. Zur Familie gehören auch Kinder, die aus den einzelnen Verbindungen untereinander hervorgehen. Denobulaner benötigen nur ein bis zwei Stunden Schlaf am Tag, fallen aber jedes Jahr in einen sechstägigen Winterschlaf, außerdem empfinden sie Körperkontakt eher als unangenehm.
Die Denobulaner tauchen in Enterprise, Lower Decks, Prodigy und Strange New Worlds auf.

## Dominion
Das Dominion (engl. „Herrschaftsgebiet“ bzw. „Oberherrschaft“) stellt – neben den Borg und Spezies 8472 – den wohl gefährlichsten und mächtigsten Gegenspieler der Föderation dar. Die Kontaktaufnahme 2370 und die 2371–2373 daraus entstehenden Konflikte im Alpha-Quadranten, die schließlich am Ende des Jahres 2373 im bis dato größten Krieg unter Beteiligung der Föderation gipfeln, sind eines der beherrschenden Themen des Alltags auf der Föderations-Raumstation Deep Space Nine. Der Krieg endet im Jahr 2375 mit der Kapitulation der Dominion-Allianz.
Wie die Föderation ist auch das Dominion ein Zusammenschluss vieler Völker und Spezies, doch ist es kein demokratisch-föderatives Staatssystem, sondern imperialistisch und repressiv. Die Stabilität des Dominions gründet in militärischer Überlegenheit und Grausamkeit der Herrschenden, die Angst und absoluten Gehorsam unter den unterdrückten Völkern zur Folge hat. Das Dominion ist auf Expansion und Eroberung ausgerichtet; als letztes Ziel steht die Herrschaft über die gesamte Galaxie als Ausdruck höchster Ordnung.
Die Völker des Dominions erfüllen verschiedene Funktionen. Die Gründer sind Formwandler, die das Dominion vor mehreren tausend Jahren gründeten und immer noch die Führung innehaben. Da sie den Solids, also den „festen“ Lebensformen, aufgrund von jahrhundertelanger Verfolgung kein Vertrauen entgegenbringen, haben sie für alle wichtigen Aufgaben Völker, auf die sie trafen, genetisch angepasst, um effizient ihre Aufgaben zu erfüllen. Zur Sicherung der Ergebenheit dieser Völker pflanzten die Gründer in jedem so veränderten Lebewesen das genetische „Wissen“ ein, dass die Gründer ihre Götter und unfehlbar sind. Um möglichst wenig Kontakt mit Solids pflegen zu müssen, wurden beinahe alle administrativen Tätigkeiten den Vorta übertragen. Dies hat zur Folge, dass viele Völker innerhalb des Dominions – wie die Dosi oder die Karemma – die Gründer selbst als Mythos ansehen und keinerlei Ahnung von ihrer wirklichen Natur haben. Die Vorta kontrollieren die Jem’Hadar, die Soldaten des Dominions, die allein zum Kampf gezüchtet und von einer Droge (Ketracel-White) abhängig sind, die nur die Gründer ihnen liefern können, was ihre Loyalität noch verstärken und sichern soll. Die Karemma sind bekannte Händler im Dominion.
Als ein stabiles Wurmloch in den Alpha-Quadranten entdeckt wurde (vgl. Bajoranisches Wurmloch), entwickelte sich schnell eine politische Auseinandersetzung zwischen Föderation und Dominion, die 2373 bis 2375 in einer massiven militärischen Auseinandersetzung gipfelt. Gründe für den Konflikt waren auf der Seite des Dominions, dass sie ihre Hoheitsrechte durch das Eindringen von Erkundungsschiffen aus dem Alpha-Quadranten in ihr Territorium verletzt fühlten. Die Mächte des Alpha-Quadranten hingegen fürchteten, dass das Dominion seinen Herrschaftsanspruch vom Gamma-Quadranten mittels des Wurmlochs auf den Alpha-Quadranten ausdehnen könnte.
Die sich in ihrer Bedeutung im Alpha-Quadranten geschwächt sehenden und im Krieg mit den Klingonen stehenden Cardassianer entschlossen sich schließlich, dem Dominion beizutreten. So wurde Cardassia Prime zum Zentrum des Dominions im Alpha-Quadranten. Um die militärischen und zivilen Transporte des Dominions nach Cardassia zu blockieren, entschloss sich die Föderation zur Verminung des Wurmlochs mit Unterstützung durch General Martok. Noch während der Verminung des Wurmlochs griff das Dominion die Föderation im Bajoranischen Sektor an, um sich der Raumstation Deep Space Nine und des Wurmlochs zu bemächtigen. Währenddessen griff eine Einsatztruppe aus Föderation und Klingonen eine zentrale Raumschiffwerft des Dominion im Alpha-Quadranten an. Dies zeichnete den Beginn des in der Föderation als Dominion-Krieg betitelten militärischen Konflikts ab, der mehr als zwei Jahre dauern sollte. Jedoch gelang es der Föderation zu verhindern, dass Verstärkung durch das Wurmloch kommen konnte. Im Kriegsverlauf schlossen sich die Romulaner auf Seiten der Föderation und der Klingonen sowie gegen Ende der Kampfhandlungen die Breen und die Son’a auf Seiten des Dominions dem Konflikt an. Hierauf regte sich auf Cardassia Widerstand, nachdem den Cardassianern nach und nach ihre Sonderstellung im Dominion aberkannt wurde. Nicht zuletzt deswegen zeichnete sich die Niederlage des Dominions auf den Kriegsschauplätzen im Alpha-Quadranten ab.
Schließlich kapitulierte das Dominion unter der Voraussetzung, dass Odo, der einzige Gründer, der sich (freiwillig) in der Allianz des Alpha-Quadranten befand, sich wieder seinem Volk anschließe und die anderen Gründer von einer Krankheit heile, mit der sie von Sektion 31 infiziert wurden; hierdurch konnte eine für beide Seiten verheerende finale Schlacht im Orbit von Cardassia Prime verhindert werden.
Das Dominion wurde 1994 in Deep Space Nine eingeführt und spielte in der Serie bis zum Ende eine wichtige Rolle. Außerhalb dieser Serie wird das Dominion nur kurz als Randnotiz in Voyager, Star Trek: Der Aufstand und Star Trek: Nemesis sowie einigen Computerspielen erwähnt. Hologramme von Dominionschiffen wurden für eine Simulation auf der Voyager genutzt.
Das Dominion lässt sich als Spiegelbild der demokratischen, friedlichen Utopie der Föderation betrachten. Während es das höchste Ziel des Dominion ist, eine universelle Ordnung in die Galaxie zu bringen, ist das Ziel der Föderation, Freiheit und Verständigung in der Galaxie zu verbreiten. Die Mittel, die das Dominion zum Erreichen seines Zieles einsetzt, zeigen deutlich auf, was die Überbewertung eines eigentlich sinnvollen Begriffs wie „Ordnung“ zur Folge haben kann.

### Gründer
Die Gründer (engl. Founders) werden als uralte Spezies von Formwandlern aus dem Gamma-Quadranten dargestellt, die an der Spitze des Dominionstaates steht. Sie sind in der Lage, jede beliebige Form, auch die lebender Wesen, anzunehmen. In ihrem Grundzustand sind sie eine formlose, gallertartige, transluzente (durchscheinende) Masse mit leicht bräunlicher Färbung.
Sie besitzen keine Heimatwelt, haben sich aber auf einem Planeten niedergelassen, dessen Koordinaten streng geheim gehalten werden. Hier leben sie in Form der sogenannten Großen Verbindung. In dieser Verbindung verschmelzen alle Formwandler in ihrem Grundzustand miteinander und bilden eine Art riesigen, lebenden See. Diese Verschmelzung der Individuen bedeutet auch eine Verschmelzung der Geister und ermöglicht einen nonverbalen Gedankenaustausch.
Lange Zeit wurden die Gründer von den Solids (unübersetzt, engl. Feste), den Wesen mit fester Gestalt, verfolgt, geächtet und gequält. Aus dieser Zeit stammt auch der Schimpfname Wechselbälger. Dann besannen sie sich jedoch ihrer enormen Fähigkeiten und fassten den Entschluss, nicht länger die Unterdrückten zu sein, sondern die Herrschenden. Die zentrale Maxime der Gründer war der Wunsch nach Kontrolle und Ordnung; mit der Gründung des Dominions setzten sie sich das Ziel, Ordnung in die chaotische, beängstigende und widersprüchliche Welt der Solids zu bringen und sie dem friedvollen, harmonischen Zustand der „Großen Verbindung“ anzugleichen.
Über die genaue Entstehung des Dominions ist wenig bekannt; man weiß lediglich, dass die Gründer sich diverser biotechnischer Methoden bedienten, um sich andere Völker untertan und hörig zu machen, so vor allem die Jem’Hadar und die Vorta, die vorher nur primitive Baumbewohner waren. Außerdem kann man davon ausgehen, dass sie ihre Fähigkeit zum Formwandeln dazu einsetzten, die Staatsstrukturen der zu erobernden Völker zu unterwandern und zu manipulieren, so wie sie es später mit dem Klingonischen Imperium, der Föderation und anderen Mächten des Alpha-Quadranten versuchten.

### Jem’Hadar
Die Jem’Hadar sind die Soldaten des Dominions, eine hochgewachsene Spezies von Kriegern mit reptilienartigem Aussehen, das sich im Verlauf ihrer beschleunigten Entwicklung ausbildet; als Säugling wirken sie menschenähnlich. Sie sind von den Gründern als Soldaten des Dominion gezüchtet worden, um deren Herrschaft mit Gewalt durchzusetzen. Die Jem’Hadar gelten als Tötungsmaschinen und sind im Gamma-Quadranten gefürchtet. Sie benutzen nicht nur Energiewaffen („Disruptor“), sondern auch schwertähnliche Handwaffen, genannt „Kar’takin“, und bilden damit ein kämpferisches Gegenstück zu den als ehrenvoll dargestellten Kriegern der Klingonen, die sich zwar ähnlicher Waffen und Nahkampftechniken bedienen, dabei aber nach strengen Regeln verfahren.
Kraft und der Killerinstinkt der Jem’Hadar sind abhängig von der Droge Ketracel-White. Sie sind von dieser von Geburt an abhängig, weil die Gründer die DNS der Jem’Hadar so konstruiert haben, dass ihr Körper dieses lebensnotwendige Enzym nicht selbst produzieren kann. Mithilfe des „White“ versichern sich die Gründer der bedingungslosen Loyalität der Jem’Hadar gegenüber den Vorta, indem sie die Versorgung mit der Droge durch die Vorta streng rationieren. Aufgrund ihrer DNS sind die Jem’Hadar von Natur aus loyal gegenüber den Gründern, jedoch nicht gegenüber den Vorta. Damit sich die Jem’Hadar nicht selbst fortpflanzen können, haben die Gründer keine Jem’Hadar-Frauen erschaffen. Die auftretenden Gruppen werden, auch bedingt durch die Abhängigkeit von Ketracel-White, als streng hierarchisch dargestellt. Dennoch bietet sich auch innerhalb dieser enorm homogen wirkenden Spezies Konfliktpotenzial, als neu erschaffene Jem’Hadar eingeführt werden, die besser an die Bedingungen im Alpha-Quadranten und damit an den Konflikt mit der Föderation angepasst und den ursprünglichen Jem’Hadar damit überlegen sind. Auch äußerlich unterscheiden sie sich in einigen Details.

### Karemma
Die Karemma sind die wohl mächtigsten Händler im Gamma-Quadranten und den Ferengi ähnlich. Bei dem Versuch der Ferengi, Kontakt und Handelsbeziehungen mit dem Dominion aufzunehmen, werden sie von den Dosi an die Karemma verwiesen. Laut den Dosi seien diese wichtige Mitglieder des Dominion. Der überwiegende Teil des Karemma-Handels im Alpha-Quadranten findet zwar mit der Föderation statt, doch dadurch, dass sie ihn über die Ferengi abwickeln, genießen sie einen zweifelhaften Schutz vor dem Dominion, das einen offenen Handel mit seinen Feinden nicht tolerieren würde.

### Vorta
Die Vorta stehen in der Hierarchie des Dominions nach den Gründern an zweiter Stelle. Sie sind die Administratoren des riesigen Reiches und empfangen von den von ihnen als Götter verehrten Gründern Aufträge, die sie umsetzen. Die Vorta sind durch und durch skrupellose Bürokraten, die speziell für diese Aufgabe von den Gründern herangezüchtet worden sind. Ursprünglich waren die Vorta ein affenähnliches Völkchen, das von den Gründern „belohnt“ wurde und zu seiner späteren Erscheinung und Funktion verändert wurde. Dabei wurde durchaus auch Wert auf Kleinigkeiten gelegt, die für einen Unterhändler von Belang sein können: So können sie selbst geflüsterte Gespräche aus einer Entfernung mit anhören, in der dies für Menschen nicht möglich wäre, verfügen aber nach eigenen Angaben nicht über so gute Augen wie die meisten Spezies und über einen schlechten Geschmackssinn. Zudem sind die Vorta gegen die meisten Gifte immun, was ihnen als Diplomaten sehr nützlich sein kann.
Die (geklonten) Vorta fungieren als Sprechorgan der Gründer und des Dominion. Sie führen alle wichtigen Verwaltungs- und Kontrollaufgaben durch, die im Dominion-Staat anfallen, darunter auch Diplomatie und Oberbefehl über das Militär, die Jem’Hadar. Jede Gruppe von Jem’Hadar wird von einem Vorta kontrolliert, der sie mit dem benötigten Ketracel-White versorgt. Fällt ein Vorta aus irgendeinem Grund aus, so wird ein Ersatz für ihn geklont.
Einer der bekanntesten Vortas im Star-Trek-Universum ist Weyoun, Beauftragter für den Alpha-Quadranten, bzw. einer seiner Klon-Nachfolger.

## Doopler
Doopler sind eine humanoide Spezies, die etwa halb so groß sind, wie Menschen.
Sie besitzen eine lilafarbene Haut.
Sie sind dafür bekannt, sich unwillkürlich zu duplizieren, um sich vor unangenehmen Gefühlen zu schützen. Da die Duplizierung an sich ebenfalls als unangenehm empfunden wird, kann schnell eine Situation des exponentiellen Wachstums durch die Duplizierung entstehen. Wird die Kontrolle über die Gefühle durch das jeweilige Individuum jedoch wiedererlangt, reintegrieren sich die Duplikate wieder zu einem einzelnen Individuum. 
2381 transportierte die USS Cerritos einen Doopler-Abgesandten zur Sternenbasis 25. Während der Passage begann sich der Abgesandte zu verdoppeln und überwältigte damit fast die gesamte Untertassensektion der USS Cerritos.
Doopler treten nur in der Serie Lower Decks auf.

## Dopterianer
Die Dopterianer sind eine Spezies aus dem Alpha-Quadranten. Sie sind kahlköpfig und besitzen eine bräunliche Haut, einen fleckigen Schädel und einen Knochenkamm, der sich von den Schläfen um den gesamten Hinterkopf zieht. Sie sind entfernte Verwandte der Ferengi und teilen mit ihnen die Eigenschaft, dass die telepathischen Betazoiden ihre Gedanken nicht lesen können. Die Dopterianer ähneln in ihrem Aussehen weitgehend den Kobheerianern und unterscheiden sich nur durch ihre Nasenform, die bei den Dopterianern ähnlich wie bei den Ferengi eher breit und faltig ist, bei den Kobheerianern hingegen flach, mit zwei sehr langen Nasenlöchern. Über eine mögliche Verwandtschaft zwischen Dopterianern und Kobheerianern werden in den Serien und Filmen keine Angaben gemacht.
Die Dopterianer tauchen in mehreren Folgen von Raumschiff Enterprise – Das nächste Jahrhundert und Star Trek: Deep Space Nine als Nebenfiguren und Statisten auf.

## Drookmani
Die Drookmani sind eine humanoide Spezies mit kräftigem Körperbau, grauer Haut, ausgeprägten Stirnwülsten, grünen Augen, langen Eckzähnen und weißen Kinn- und Backenbärten. Sie sind als Schrottsammler tätig und verteidigen Funde, die sie als ihr Eigentum betrachten, äußerst aggressiv.
Die Drookmani tauchen in mehreren Folgen von Star Trek: Lower Decks auf.

## Edosianer
Die Edosianer sind eine Spezies, die über drei Beine, drei Arme und je drei Finger an den Händen verfügt. Zudem besitzen sie einen langen Hals und einen reptilienartigen Kopf. Sie sind nicht Mitglied der Föderation, allerdings dient ein Mitglied dieses Volkes, Arex, als Navigator auf der Enterprise NCC-1701.
Die Edosianer treten nur in den Zeichentrickserien Die Enterprise und Lower Decks auf. Der Name dieses Volkes ist etwas problematisch, denn er wird in den Serien und Filmen nicht genannt, sondern taucht lediglich in einer 1974 von Lincoln Enterprises veröffentlichten und nicht als Kanon zu betrachtenden Biografie von Arex auf.

## El-Aurianer

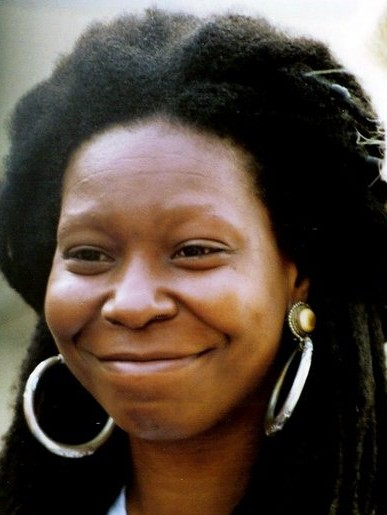
Whoopi Goldberg verkörperte die El-Aurianerin Guinan

El-Aurianer sind eine humanoide Spezies, die sich äußerlich nicht von Menschen unterscheidet.
Ursprünglich stammen sie aus einem System im Delta-Quadranten. Ihr Heimatplanet wurde jedoch von den Borg assimiliert und die wenigen Überlebenden über die gesamte Galaxie verstreut.
2293 flogen zwei Flüchtlingsschiffe zur Erde, sie gerieten jedoch in das Energieband, das Nexus genannt wird. Nur eine Handvoll der Flüchtlinge überlebte (Star Trek: Treffen der Generationen).
El-Aurianer gelten als gute Zuhörer. Sie verfügen zudem über nicht näher beschriebene übersinnliche Fähigkeiten, die sie in die Lage versetzen, Phänomene zu bemerken, die der Wahrnehmung von Menschen verborgen bleiben. El-Aurianer werden mehrere hundert Jahre alt.
Aus nicht näher erläuterten Gründen haben die Q eine Abneigung gegen dieses Volk.
Eine bekannte El-Aurianerin ist Guinan, die Barkeeperin auf der Enterprise-D.

## Fenris-Ranger
Die Fenris-Ranger sind eine private Organisation, die sich selbst als Ordnungshüter versteht. Benannt sind sie nach dem Planeten Fenris, auf dem sie ihr Hauptquartier haben. Die Fenris-Ranger werden Mitte der 2380er gegründet, als das romulanische Imperium aufgrund der bevorstehenden Zerstörung seines Hauptplaneten Romulus durch eine Supernova kollabiert. Infolgedessen versinkt das ehemalige Grenzgebiet zwischen der Föderation und den Romulanern in Gesetzlosigkeit. Da die Sternenflotte nicht in der Lage ist, die Ordnung in diesem Gebiet wiederherzustellen, nehmen sich die Fenris-Ranger dieser Aufgabe an.
Ein bekanntes Mitglied der Fenris-Ranger ist Seven of Nine, die der Organisation bereits früh beitritt und sie erst 2401 verlässt, um bei der Sternenflotte zu dienen.
Die Fenris-Ranger kommen nur in Star Trek: Picard vor.

## Ferengi
Auffällige körperliche Merkmale der Ferengi (englisch [fəˈrɛŋɡi], annähernd homonym mit persisch فرنجي, im Deutschen mit persisch فرنگی, ferengi/farangi: ‚Europäer‘, „Ausländer“, ‚Franke‘ mit ursprünglichen Bedeutungen wie ‚der Habgierige‘ oder ‚der Mutige‘) sind neben ihrer geringen Körpergröße die orange- bis bronzefarbene Haut, der völlig haarlose Kopf sowie die überdimensional großen, runden Ohren. Das Leben auf ihrem Heimatplaneten Ferenginar ist durch Starkregen geprägt. Mit Wehmut denken in der Galaxie verstreute Ferengi an den herrlich modrigen Duft, den die faulige Vegetation Ferenginars verströmt. Leibspeise der Ferengi sind frische Rohrmaden, ihr Lieblingsgetränk ist Schneckensaft. Ihre Notdurft verrichten sie im Rahmen der sogenannten „Ausscheidungsextraktion“.
Wichtigstes Ziel im Leben eines jeden männlichen Ferengi ist das Erzielen von Profit durch Geschäfte aller Art. Begehrt ist das Material Latinum, das nicht repliziert werden kann. Ihr Verhältnis untereinander und zu anderen Spezies wird daher durch die Rules of Acquisition (deutsch: Erwerbsregeln) bestimmt, die aus 285 Regelsätzen bestehen und als eine Art heilige Schrift gelten. Das Hauptaugenmerk liegt auf der Maximierung des Profits. Darüber hinaus bietet sich ein Bild der Kultur der Ferengi als verschlagen, hinterhältig, sexistisch und feige.
Die Frauen – unter Ferengis nur als „Weibliche“ (females) bezeichnet – dürfen keine Kleidung tragen, keinen Profit machen, das Haus nicht verlassen und nicht Schreiben lernen. Sie müssen den Männern das Essen vorkauen. Als Ishka, die Mutter des Barkeeper-Brüderpaars Quark und Rom, darauf besteht, Kleidung zu tragen, stößt sie – auch aufgrund des gesellschaftlichen Drucks – sogar in der eigenen Familie auf heftigen Widerstand. Das Tabu für „Weibliche“, jemals Kleidung zu tragen, bringt deshalb einen regelrechten Zwang zur Travestie mit sich, wenn eine „Weibliche“ versucht, Status im öffentlichen Raum zu erlangen. Die Idee der Gleichstellung von Frauen und Männern erscheint auf Ferenginar dementsprechend fremdartig.
Als sich zwischen Ishka und dem Großen Nagus unter fortgesetzten Tabubrüchen eine Beziehung entwickelt, ist das allerdings der Auslöser weitreichender Veränderungen hinsichtlich des Status von Frauen. Ishka dürfte es auch zu verdanken sein, dass der Große Nagus ihren Sohn Rom als Nachfolger wählt, ein Zeichen dafür, dass „Weibliche“ in der Ferengi-Kultur sich Freiräume zur selbstbestimmten Lebensgestaltung unter gewissen Umständen erarbeiten können.
Diese Darstellung der Ferengi-Kultur hat sich erst im Verlauf von Deep Space Nine ausgeprägt. Die Ferengi, mit denen Captain Picard und die Mannschaft der Enterprise zusammentreffen, sind noch viel kriegerischer und wagemutiger, aber nicht unbedingt sympathischer als Quark und Rom von der Raumstation Deep Space Nine.
Der erste Kontakt mit den Ferengi erfolgte offiziell in der zweiten Hälfte des 24. Jahrhunderts, d. h. während der Handlung von Raumschiff Enterprise – Das nächste Jahrhundert. Allerdings begegnete bereits die Enterprise NX-01 mehr als 200 Jahre zuvor einigen Ferengi-Piraten, wobei die Spezies der Piraten aber nie genannt wurde und somit nur den Zuschauern bekannt war, dass es sich um Ferengi handelte. In einer weiteren Enterprise-Folge wurden die Ferengi mündlich erwähnt. In der Deep Space Nine-Folge „Kleine grüne Männchen“ werden die Ferengi für den sogenannten Roswell-Zwischenfall verantwortlich gemacht; der erste Kontakt zu den Menschen erfolgte demnach bereits 1947.
Die Ohren sind – zumindest bei männlichen Ferengi – ausgeprägte erogenen Zonen und ihre Stimulation durch Massage („Oo-Mox“) ist Teil des Vorspiels bzw. bereits selbst eine sexuelle Handlung. Dabei ist es für die in den Serien dargestellten Ferengi nicht erheblich, wer das Oo-Mox bei ihnen ausführt. Aufgrund seines erheblichen Reizes wird Oo-Mox häufig auch gezielt zur Ablenkung und/oder Manipulation von Ferengi eingesetzt.
Im Jahr 2381 beantragen die Ferengi die Aufnahme in die Föderation.

## Die Vereinigte Föderation der Planeten
Die verschiedenen Mitglieder der Vereinigten Föderation der Planeten (kurz Föderation genannt, engl. United Federation of Planets) sind unter den vereinenden Zielen einer friedlichen Koexistenz, Handel, Wissenschaft, Erkundung und einer gemeinsamen Verteidigung organisiert. Ihr Territorium befindet sich im Alpha-Quadranten. Die Föderation wurde im Jahr 2161 (Raumschiff Enterprise – Das nächste Jahrhundert: Verbotene Liebe, Enterprise: Dies sind die Abenteuer) in San Francisco auf der Erde kurz nach dem Ende des Irdisch-Romulanischen Krieges gegründet. Die Gründungsmitglieder waren die Menschen, Vulkanier, Andorianer und Tellariten. Der Regierungssitz befindet sich im 24. Jahrhundert auf der Erde in Paris. Zur selben Zeit wie die Föderation wurde eine neue Verteidigungs- und Erkundungsbehörde, die Sternenflotte, bestehend aus dem Militär der einzelnen Mitgliedswelten, aber vor allem aus der irdischen Sternenflotte, geschaffen. Ihr Hauptquartier liegt in San Francisco.
Im Jahr 2373 hat die Föderation mehr als 150 Mitglieder (Star Trek: Der erste Kontakt) und eine Ausdehnung von 8000 Lichtjahren. Einige der Welten der Föderationsmitglieder waren ursprünglich menschliche Kolonien. Zu ihren Hochzeiten gehören der Föderation 350 Mitgliedswelten an. Nach dem Brand im 31. Jahrhundert kommt es zu einem weitgehenden Kollaps der Föderation. Im Jahr 3189 hat sie nur noch 38 Mitgliedswelten. Unter den ausgetretenen Planeten befinden sich die Gründungsmitglieder Andoria, Erde und Vulkan, aber auch Trill.

### Sternenflotte
Eine der wichtigsten Institutionen der Föderation wird als „Sternenflotte“ bezeichnet. Ihr unterstellt sind fast alle Raumschiffe, die unter dem Banner der Föderation im Einsatz sind (außer den zivilen Schiffen) sowie die meisten Orbitalstationen und Außenposten. Die Sternenflotte übernahm zahllose Vorgehensweisen, Dienstgrade (die der United States Navy) und Traditionen aus der irdischen Marine und Seefahrt. So werden Schiffstaufen auf altertümliche Art zelebriert: Eine Flasche Champagner wird am Rumpf des neuen Schiffes zerschlagen. Allerdings existierte die Sternenflotte schon ein paar Jahrzehnte vor der Gründung der Föderation. Später, als die Föderation gegründet wurde, wurde die Sternenflotte zur zentralen Institution zur Erforschung des Weltraums für die ganze Föderation.
Zu den Aufgaben der Sternenflotte zählen die Friedensherstellung und -bewahrung, Hilfe in Notlagen für Verbündete, aber auch Fremde, die Erforschung, Erkundung und friedliche Expansion in den Tiefen des Weltraums voranzutreiben. Gleichzeitig überwacht und schützt sie die Handelsrouten und Grenzen der Föderation und dient im Falle eines militärischen Konfliktes als deren Verteidigungsstreitmacht.
Die Sternenflotte untersteht einem Kommandostab mit einem Oberbefehlshaber (CiC, Commander in Chief), der direkt dem Föderationspräsidenten unterstellt ist.
Die Flotte der Föderation zählt zur Höchstzeit 2378 Schiffe sowie weiter Hilfsschiffe und Zivilschiffe, die Vorrichtungen zum Einbau von Waffen vorgesehen haben bzw. schon haben.

### Föderationsrat
Der Föderationsrat ist das zentrale Regierungsorgan der Föderation.
Er besteht aus Abgesandten der verschiedenen Planeten oder Regierungen, die Mitglied der Föderation sind. Der Rat wird von einem Triumvirat aus dem Präsidenten, dem Obersten Leiter der Sternenflotte und dem Generaladjutanten des Obersten Föderationsgerichtes geführt.
Der Rat entscheidet über Angelegenheiten wie Flottenverlegungen, Mitgliederannahmen oder Rechtsprechungen. Eine Entscheidung über die Vorlagen wird in drei Abstimmungen getroffen. An der ersten Abstimmung sind allein die Abgesandten beteiligt, es gilt Mehrheitswahlrecht. Die zweite Abstimmung wird mit einer einbezogenen Empfehlung des Gerichtes getroffen, auch hier wird das Mehrheitswahlrecht angewandt. Die dritte Abstimmung wird letztlich durch alle Mitglieder (Abgesandte, Präsident, Sternenflottenleiter und Gerichtsabgeordneter) durchgeführt, eine absolute Mehrheit wird benötigt. Steht keine Mehrheit fest, wird die dritte Abstimmung wiederholt.

### Sektion 31
Sektion 31 ist eine geheime Organisation, die ohne jegliche moralische oder anderweitige Bedenken alle ihr zur Verfügung stehenden Mittel einsetzt, um die Interessen der Föderation zu verteidigen. Dies beinhaltet auch die Destabilisierung von fremden Regierungen, soweit diese von Sektion 31 als gefährlich eingestuft werden. Dabei verstoßen ihre Mitglieder immer wieder aktiv gegen die Gesetze und Grundsätze der Föderation. Ihr Dasein begründet Sektion 31 mit Verweis auf Artikel 14, Sektion 31 der Sternenflottencharta, die bei außergewöhnlichen Bedrohungen das Aussetzen von Vorschriften erlaube (Enterprise: Die Abweichung). Ihre Existenz wird jedoch offiziell geleugnet und sie agiert völlig unabhängig von anderen Föderationsstrukturen. Sektion 31 wurde im 22. Jahrhundert auf der Erde ins Leben gerufen, noch vor Gründung der Föderation.
Malcolm Reed war Mitglied dieser Organisation, bevor er Waffenoffizier der Enterprise NX-01 wurde. Aufgrund ihrer Gesetzesbrüche steht Sektion 31 oft in Konflikt mit gesetzestreuen Föderationsbürgern wie z. B. Julian Bashir, Stationsarzt von Deep Space Nine. Im 24. Jahrhundert versucht ein Agent namens Sloan vergeblich, Bashir für Sektion 31 zu rekrutieren (Deep Space Nine: Inquisition). Dennoch wird Bashir später als Marionette in einem Komplott von Sektion 31 eingesetzt, um sicherzustellen, dass das romulanische Imperium die Föderation im Krieg unterstützt (Deep Space Nine: Unter den Waffen schweigen die Gesetze). Bashir deckt später auf, dass Sektion 31 den Krieg gegen das Dominion beenden wollte, indem die Gründer mit einem tödlichen Virus infiziert wurden (Deep Space Nine: Extreme Maßnahmen).
Geführt von der Imperatorin Philippa Georgiou aus dem Spiegeluniversum, verhindert die Sektion einen Staatsstreich auf Qo’nos gegen die Kanzlerin L’Rell und rekrutiert Voq/Tyler (Discovery: Lichtpunkt).
Sektion 31 taucht das erste Mal in Deep Space Nine und später auch in den Prequels Enterprise und Discovery sowie in Lower Decks auf. Auch im Film Star Trek Into Darkness spielt Sektion 31 eine wichtige Rolle, ebenso in Star Trek: Sektion 31 (2025).

### Föderationsmitglieder

#### Andorianer

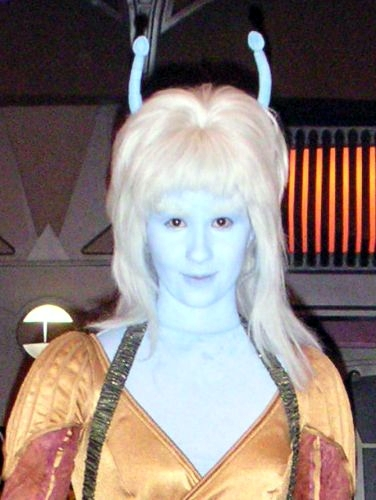
Andorianerkostüm

Die Andorianer sind eine kriegerische Spezies, die vor der Gründung der Vereinigten Föderation der Planeten mit den Vulkaniern im ständigen Konflikt lag. Wesentliche äußere Merkmale sind ihre weißen, hellblonden oder grauen Haare, ihre hell- bis dunkelblaue Haut und die Fühler über der Stirn oder am Hinterkopf, welche nachwachsen, wenn sie abgetrennt werden. Ihre Heimatwelt ist Andoria bzw. Andor, ein Eismond, der einen Gasriesen umkreist. Die Andorianer führten um 2150 Krieg gegen die Vulkanier. Bekannte Vertreter der Andorianer sind Thy’lek Shran aus Star Trek: Enterprise, Jennifer Sh’reyan aus Star Trek: Lower Decks und Commander Tysess aus Star Trek: Prodigy.
Nach dem Brand im 31. Jahrhundert verlassen die Andorianer die Föderation und gehen eine Allianz mit den Orionern (Smaragdkette genannt) ein.
Die Andorianer tauchen erstmals in Raumschiff Enterprise, aber später auch in Die Enterprise, Raumschiff Enterprise – Das nächste Jahrhundert, Deep Space Nine, Enterprise, Discovery, Star Trek: Picard, Lower Decks, Prodigy und zwei Star-Trek-Filmen auf.
In der Science-Fiction-Zeichentrickserie Galaxy Rangers gibt es ebenfalls eine Spezies namens Andorianer. Außer der Namensgleichheit gibt es aber keine weiteren Bezüge zu der Star-Trek-Spezies.

#### Aenar
Eine Unterart der Andorianer sind die Aenar, die ebenfalls auf Andoria leben. Im Gegensatz zu ihren blauhäutigen Verwandten haben sie weiße Haut und sind blind. Die Aenar haben extrem ausgeprägte telepathische Fähigkeiten und sind strenge Pazifisten. Es gibt auf Andoria nur wenige Tausend von ihnen. Im Jahr 2259 dient ein Aenar namens Hemmer als Chefingenieur an Bord der USS Enterprise NCC 1701.
Die Aenar sind lediglich in Enterprise sowie in Strange New Worlds zu sehen.

#### Aurelianer
Die Aurelianer sind eine vogelartige Spezies. Ihre Heimat ist der Planet Aurelia. Sie sind etwas größer als Menschen und besitzen Arme, Beine, ein Flügelpaar, aber keinen Schwanz. Eine Unterart der Aurelianer ist flügellos. Ihr Federkleid, das den ganzen Körper bedeckt, kann unterschiedliche Färbungen aufweisen. Ein aurelianischer Historiker namens Aleek-Om führt im Jahr 2269 mithilfe des Wächters der Ewigkeit Forschungen zur Vergangenheit von Orion durch. Ende des 24. Jahrhunderts dient ein Aurelianer names Adreek-Hu als erster Offizier der USS Protostar unter dem Kommando von Captain Chakotay.
Die Aurelianer traten erstmals 1973 in der Zeichentrickserie Die Enterprise auf und wurden dann erst wieder ab 2020 in den beiden animierten Serien Star Trek: Lower Decks und Star Trek: Prodigy aufgegriffen.
In Die Enterprise wurde noch eine zweite vogelartige Spezies namens Skorr gezeigt, für die das nur geringfügig abgeänderte Design der Aurelianer wiederverwendet wurde. Gemäß Brad Winters, einem Co-Produzenten von Lower Decks, sollen die Aurelianer und die Skorr verwandt sein.

#### Benziten
Die Benziten sind eine humanoide Spezies mit blauer Haut und markanten Knochenwülsten von den Wangen bis zum Schädel. Sie entwickeln sich aus Geostrukturen und benötigen zum Atmen offenbar einen speziellen Luftzusatz, der über ein auf der Brust befestigtes Gerät verströmt wird.
Die Benziten tauchen in Raumschiff Enterprise – Das nächste Jahrhundert, Deep Space Nine und Lower Decks auf, sind aber auch in Enterprise gelegentlich als Statisten im Hintergrund zu sehen.

#### Betazoiden
Die Betazoiden sind eine humanoide Spezies und äußerlich meist nicht von den Menschen zu unterscheiden; lediglich die Iris der Augen ist völlig schwarz. Heimat ist der Planet Betazed (Klasse M, Alpha-Quadrant), auch genannt Beta Veldonna V oder Beta Zeta V. Betazed ist Mitglied der Föderation. Die Hauptstadt von Betazed ist Rixx.
Betazoide verfügen über telepathische Fähigkeiten, die sich etwa ab dem fünften Lebensjahr ausprägen. Seltener kommt es vor, dass ein Betazoide bereits als voll entwickelter Telepath geboren wird (zum Beispiel Tam Elbrun); ein solcher muss therapeutisch betreut werden, um die Überflutung mit fremden Gedanken verarbeiten zu können. Für die Gedanken von Individuen mit vier Gehirnlappen wie Ferengi und Daphterianern oder auch Breen sind Betazoiden unempfänglich.
Die Kultur der Betazoiden gründet auf Offenheit und Wahrheit und ist sehr traditionsbewusst. Im Laufe des vierten Lebensjahres werden den Kindern ihre künftigen Ehepartner zugeteilt, welche sie mit 26 heiraten, wobei dies jedoch nicht zwangsläufig notwendig ist. Bei der Trauungszeremonie sind nach altem Brauch die künftigen Ehepartner wie auch alle Gäste nackt.
Betazoide sind mit Menschen genetisch kompatibel, Mischlinge sind meist nicht telepathisch, sondern nur empathisch veranlagt. Im mittleren Alter durchlaufen weibliche Betazoiden eine Phase gesteigerten sexuellen Triebs. Die zehnmonatige Schwangerschaft verläuft ähnlich wie bei Menschen, allerdings ist die Geburt wesentlich schwerer.
Im Dominion-Krieg wird der Planet Betazed vom Dominion erobert, später jedoch von der Föderation wieder befreit.
Die bekanntesten Vertreter sind Lwaxana Troi, Botschafterin von Betazed, Tochter des fünften Hauses, Halterin des heiligen Kelches von Rixx, Erbin der heiligen Ringe von Betazed und ihre halbmenschliche Tochter Deanna Troi.
Die Betazoiden treten erstmals in Raumschiff Enterprise – Das nächste Jahrhundert auf, später aber auch in Deep Space Nine, Voyager und Picard.

#### Bolianer
Die Bolianer sind ähnlich wie die Andorianer blauhäutig, weisen aber im Gegensatz zu den Andorianern keine Fühler auf, sondern eine Teilung des Gesichts in der Mitte, entlang der Nase, die durch eine Art Wulst entsteht. Die Bolianer sind ein friedliebendes Volk. Sie stammen von Bolarus X. Auffällig ist vor allem ihre Geselligkeit und ihre Neugierde. Sie sind dafür bekannt, viel und oft zu reden und sich für andere Dinge zu interessieren. Die Bolianer haben oftmals ein Talent für die Mechanik und sind auch kreativ. Viele Künstler, seien es Musiker, Maler oder Architekten, sind Bolianer, die für ihre verspielte Kunst bekannt sind. Sie bevorzugen bereits leicht verwestes Fleisch, ihre Kochkunst wird jedoch auch von anderen Völkern nach einer Eingewöhnungsphase durchaus als schmackhaft empfunden.
Das erste Auftreten der Bolianer findet in Raumschiff Enterprise – Das nächste Jahrhundert statt, weitere Auftritte folgten in Deep Space Nine, Voyager (Das Crewmitglied der Voyager Chell ist einer der bekanntesten Vertreter des Volkes) und Lower Decks.

#### Caitianer
Die Caitianer sind eine katzenartige Spezies, deren Körper vollständig behaart ist. Sie verfügen über für Katzen typische Nasen, Ohren und zum Teil über eine ausgeprägte Mähne. Außerdem besitzen sie einen langen, löwenartigen Schwanz. Sie müssen einmal im Jahr intim sein, weil ihre Hormone sie sonst verrückt machen. Wenn sie keinen aktuellen Partner zur Verfügung haben, nutzen sie einen Libido-Pfosten.
Eine Caitianerin namens MRess dient in der Zeichentrickserie Die Enterprise als festes Besatzungsmitglied auf der Brücke der USS Enterprise. Weitere Angehörige dieser Spezies sind als Statisten in Star Trek IV: Zurück in die Gegenwart und in Star Trek Into Darkness zu sehen. In Lower Decks gibt es mit Dr. T’Ana erstmals eine Hauptfigur, die Caitianerin ist.
Der Name dieses Volkes stammt aus einer 1974 von Lincoln Enterprises veröffentlichten und nicht als Canon zu betrachtenden Biografie von M’Ress. Er war daher lange Zeit etwas problematisch, da er in den Serien und Filmen zunächst nicht genannt wurde. Die erste Erwähnung erfolgte erst 2019 in Discovery (Folge 2.01).

#### Coridaniten
Die Coridaniten sind eine humanoide Spezies aus dem Alpha-Quadranten. Sie sind Menschen recht ähnlich, unterscheiden sich aber deutlich durch ihre geschuppte Haut. Ihr Heimatplanet Coridan ist reich an Dilithium, was ihn strategisch sehr bedeutsam macht. Coridan pflegt seit langem Handelsbeziehungen zum Orion-Syndikat. 2155 nehmen Abgesandte von Coridan an einer Konferenz teil, die der Bildung einer Koalition der Planeten, einem Vorläufer der Föderation, dienen soll. Der Föderation tritt Coridan aber erst 2268 bei. 2374 wird der Planet durch das Dominion angegriffen.
Der Planet Coridan wurde bereits für die 1967 ausgestrahlte Raumschiff-Enterprise-Folge Reise nach Babel erdacht, doch erst 2002 wurden in der Serie Enterprise erstmals Coridaniten gezeigt. Weitere Auftritte folgten in Discovery.

#### Deltaner

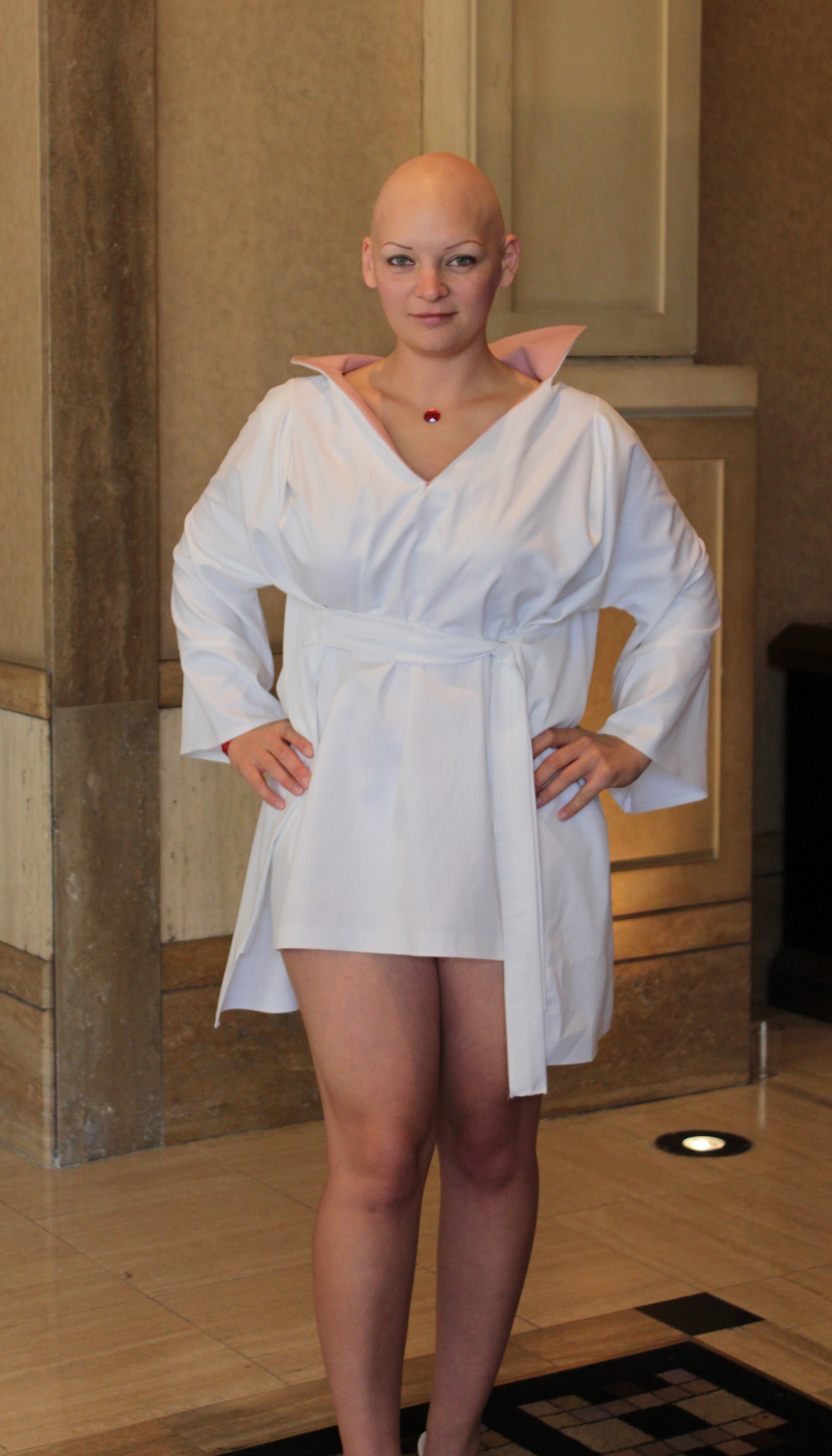
Eine Cosplayerin als Deltanerin

Die Deltaner sind eine äußerlich sehr menschenähnliche Spezies, jedoch sind sowohl Männer als auch Frauen kahlköpfig. Sie sind sexuell äußerst aufgeschlossen und besitzen die Fähigkeit, anderen Personen durch Berührung Schmerzen zu nehmen. Ihr Heimatplanet heißt Delta IV.
Die Deltaner waren ursprünglich als wichtige Spezies für die letztlich nicht produzierte Serie Star Trek: Phase Two konzipiert worden. Eine Deltanerin namens Ilia sollte hier als festes Besatzungsmitglied auf der USS Enterprise dienen. Ihr Charakter wurde nach Einstellung des Projekts als Hauptrolle für Star Trek: Der Film übernommen. Weitere Deltaner sind als Statisten in Star Trek III: Auf der Suche nach Mr. Spock und in Star Trek IV: Zurück in die Gegenwart sowie als Nebenfiguren in Picard zu sehen.

#### Efrosianer
Die Efrosianer sind ein Volk aus dem Alpha- oder Beta-Quadranten, deren Heimatwelt spätestens seit dem 23. Jahrhundert Mitglied der Föderation ist. Sie besitzen Stirnwülste, langes Haar und buschige Augenbrauen. Die männlichen Mitglieder dieser Spezies tragen zudem lange Schnurrbärte. Die Stirnwülste sind bei den Frauen etwas stärker ausgeprägt als bei den Männern. Die Efrosianer haben eine leichte Ähnlichkeit mit den Klingonen, allerdings fehlen ihnen die charakteristischen Furchenmuster der klingonischen Stirnen und ihr Haar ist weiß, während es bei den Klingonen für gewöhnlich dunkel ist und erst bei sehr alten Klingonen weiß werden kann. Weiterhin haben die Efrosianer auffällig blaue Augen.
Die Efrosianer tauchten bisher nur in zwei Kinofilmen und in einer Folge von Star Trek: Discovery auf. In Star Trek IV: Zurück in die Gegenwart dient ein Efrosianer als Steuermann an Bord der USS Saratoga, in Star Trek VI: Das unentdeckte Land ist ein Efrosianer (gespielt von Kurtwood Smith) der Präsident der Föderation. In Star Trek: Discovery tritt eine efrosianische Archivarin namens Hy’Rell auf.
Das Volk wurde von Kirk Thatcher, dem Aufnahmeleiter von Star Trek IV nach seinem Kollegen Mel Efros benannt. Der Name Efrosianer wurde zwar zunächst auf einigen Promo-Fotos verwendet, tauchte dann aber weder in den Drehbüchern noch in den fertigen Filmen auf und ist somit nicht kanonisch. Er wurde zunächst 1986 mit mehreren anderen Spezies-Bezeichnungen für das Rollenspiel-Buch Star Trek IV Sourcebook Update übernommen und fand danach Eingang in mehrere Star-Trek-Romane. In einigen frühen Romanen werden die Efrosianer allerdings auch als Deltaner oder Albino-Deltaner bezeichnet.

#### Kobheerianer
Die Kobheerianer sind eine Spezies aus dem Alpha- oder Beta-Quadranten. Sie sind kahlköpfig und besitzen eine bräunliche bzw. blasse Haut, einen fleckigen Schädel und einen Knochenkamm, der sich von den Schläfen um den gesamten Hinterkopf zieht. Die Kobheerianer ähneln in ihrem Aussehen weitgehend den Dopterianern und unterscheiden sich nur durch ihre Nasenform, die bei den Dopterianern ähnlich wie bei ihren entfernten Verwandten den Ferengi eher breit und faltig ist, bei den Kobheerianern hingegen flach mit zwei sehr langen Nasenlöchern. Über eine mögliche Verwandtschaft zwischen Dopterianern und Kobheerianern werden in den Serien und Filmen keine Angaben gemacht. Sie scheinen Föderationsmitglieder zu sein, da Benjamin Sisko im Jahr 2369 einen kobheerianischen Frachter als Föderationsraumschiff bezeichnet. Mittels gefälschter Signale tarnt Sisko das Sternenflottenraumschiff USS Defiant 2371 als kobheerianischen Frachter, um unbemerkt in den Raum der Cardassianer einfliegen zu können.
Die Kobheerianer tauchen in mehreren Folgen von Star Trek: Deep Space Nine und Star Trek: Raumschiff Voyager als Nebenfiguren und Statisten auf.

#### Ktarianer
Die Ktarianer sind eine humanoide Spezies. Sie besitzen gelbe Augen und zwei Wülste auf der Stirn, die durch einen Nasenkamm voneinander getrennt werden. Naomi Wildman, ein Besatzungsmitglied der USS Voyager, ist eine Halb-Ktarianerin. Ihre Physiologie weicht aus nicht erklärten Gründen deutlich hiervon ab. Sie hat im Wesentlichen ein menschliches Aussehen. Nur ihre Stirn wird durch eine vertikale Reihe kleiner Hörner geteilt.
Obwohl die Ktarianer offenbar Mitglieder der Föderation sind, ist das Verhältnis zu ihr etwas kompliziert. Noch kurz vor ihrer Aufnahme versucht eine Gruppe Ktarianer mittels eines Spiels, das Gedanken beeinflussen kann, die Kontrolle über die Enterprise NCC-1701D zu erlangen. Später sympathisieren sie mit dem Maquis.
Die Ktarianer tauchen in Raumschiff Enterprise – Das nächste Jahrhundert, Deep Space Nine, Voyager und Enterprise auf.

#### Menschen

Das Emblem der Weltregierung der Vereinigten Erde, die um das Jahr 2150 entstand.

Laut der Historie von Star Trek begannen im Jahr 1992 die „Eugenischen Kriege“, in denen genetisch „verbesserte“ Menschen die Weltherrschaft an sich reißen wollten, was aber scheiterte. Der Diktator Khan Noonian Singh und seine Gefolgschaft flohen mit einem primitiven Raumschiff in den Weltraum. Die Eugenischen Kriege wurden in der Episode Der schlafende Tiger erstmals erwähnt. Darauf folgte ab 2026, der dritte Weltkrieg. Welche Parteien in diesen Krieg involviert waren, ist nicht vollständig bekannt; einige Beteiligte waren die USA und die „östliche Koalition“. Im Film Star Trek: Der erste Kontakt wird das Ende des Krieges auf das Jahr 2053 datiert.
Am 5. April 2063 vollführte ein Wissenschaftler namens Zefram Cochrane einen Testflug mit seinem Prototyp eines überlichtschnellen Raumschiffes, das er und seine Assistentin aus den Überresten einer Titan-Interkontinentalrakete bauten und „Phoenix“ tauften. Der Flug wurde zufällig von den Vulkaniern bemerkt, welche daraufhin den Kontakt zu den Menschen aufnahmen. Dieses Szenario basiert vor allem auf der Grundhaltung mit keiner Spezies den Erstkontakt herzustellen, die nicht zu interstellaren Flügen imstande ist. Im Jahr 2079 lösten sich die USA auf, doch erst 2150 traten die letzten unabhängigen Staaten der Weltregierung der Vereinigten Erde bei. Während dieser Zeit pflegten die Menschen ihre Beziehungen zu den Vulkaniern und den Denobulanern. Die Vulkanier unterstützten die Menschen, weigerten sich aber, die vulkanische Technologie mit den Menschen zu teilen. Am 16. April 2151 ging das Raumschiff Enterprise NX-01 auf seinen Jungfernflug, um einen Klingonen, der mit seinem Raumschiff in Oklahoma abgestürzt war, zurück auf dessen Heimatwelt zu bringen. In den nächsten drei Jahren ist die Enterprise Zeuge eines Temporalen Kalten Krieges, bei dem mehrere Parteien in der Zukunft versuchen, die Macht zu erlangen, indem sie die Zeitlinie manipulieren. Dabei kommt es 2153 zu einem Angriff der Xindi auf die Erde, dem ein kurzer Krieg folgt. In den folgenden Jahren gehen die Menschen, Vulkanier, Andorianer und Tellariten mehrere Bündnisse ein. 2156 beginnt ein Krieg mit den Romulanern, der mit Atomwaffen ausgetragen wird.
Nach dem Brand im 31. Jahrhundert verlässt die Erde die Föderation und betreibt eine isolationistische Politik.

##### Augments

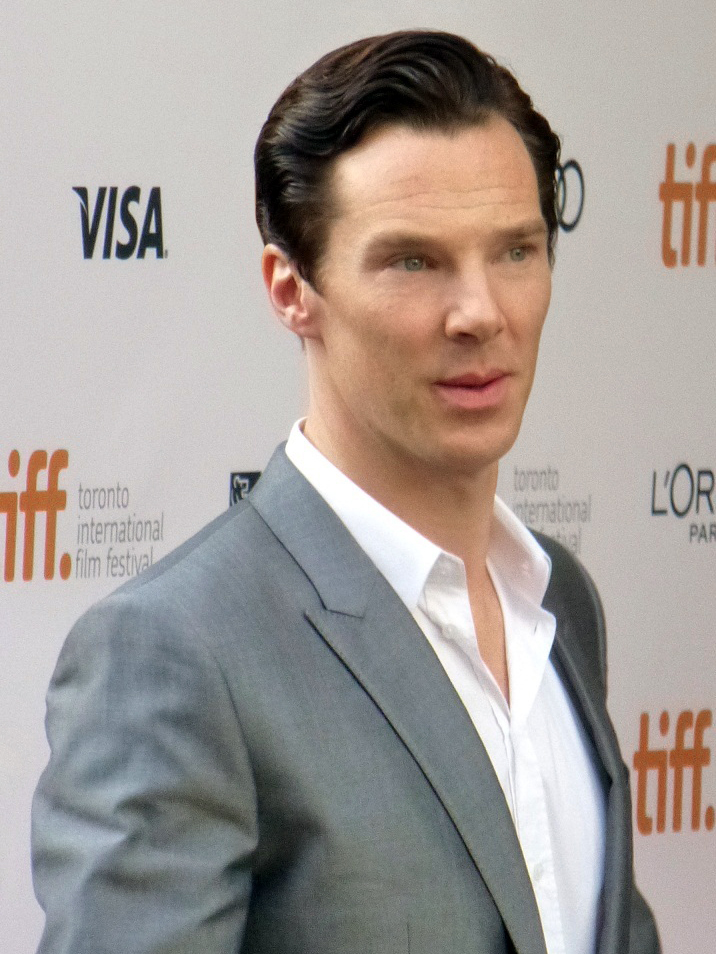
Benedict Cumberbatch verkörperte in Star Trek Into Darkness den Augment Khan Noonien Singh der alternativen Zeitlinie

Augments sind Menschen, deren geistige und körperliche Fähigkeiten durch Genmanipulation stark verbessert wurden. Die ersten Augments wurden im 20. Jahrhundert erschaffen. Durch ihre überlegenen Fähigkeiten gelang es ihnen, in den 1990er Jahren in über 40 Staaten die Macht zu erlangen. Bis 1996 wurden sie schließlich in den „Eugenischen Kriegen“ besiegt und der weitere Einsatz von Genmanipulationen an Menschen wurde streng untersagt. Einem ihrer mächtigsten Anführer, Khan Noonien Singh, gelang mit einer Gruppe von Anhängern allerdings die Flucht von der Erde mit dem Raumschiff SS Botany Bay.
Im 22. Jahrhundert gelingt es dem Wissenschaftler Dr. Arik Soong, einige tiefgefrorene Augment-Embryonen nochmals genetisch aufzuwerten und aufzuziehen. Nachdem Soong festgenommen worden ist, überleben die auf sich gestellten Augments, um 2154 im Alter von 20 Jahren ein klingonisches Kriegsschiff zu erobern. Mithilfe von Dr. Soong soll die Enterprise NX-01 die Augments ausschalten, doch Soong gelingt die Flucht zu diesen, und gemeinsam wollen sie die Herausgabe tausender Augment-Embryonen erzwingen. Letztlich kann dies durch die Zerstörung des Klingonen-Schiffs verhindert werden.
Im gleichen Jahr experimentieren auch die Klingonen mit menschlicher Augment-DNS. Als sie diese auf ein Virus übertragen, kommt es allerdings zu einer unerwarteten Mutation, und eine aggressive Epidemie breitet sich im gesamten klingonischen Reich aus. Hierdurch verändert sich das äußere Erscheinungsbild der Klingonen und sie verlieren ihre charakteristischen Stirnwülste. Dieser Makel kann erst Mitte des 23. Jahrhunderts wieder behoben werden.
Im 23. Jahrhundert trifft die Enterprise NCC-1701 unter Captain Kirk auf das Raumschiff SS Botany Bay und findet dort Khan Noonien Singh und seine Gefährten im Kälteschlaf vor. Nach dem vergeblichen Versuch, die Kontrolle über die Enterprise zu erlangen, werden sie auf dem Planeten Ceti Alpha V ausgesetzt. Einige Zeit später stößt die Enterprise auf einen Klon des Augments Dr. Stavos Keniclius, der mithilfe vulkanischer DNS versucht, eine überlegene, aber friedliche Spezies zu erschaffen. Keniclius stellt seine Versuche schließlich ein.
2285 gelingt Khan Noonien Sing die Flucht von Ceti Alpha V. Nachdem sich die Umweltbedingungen durch eine Änderung der Umlaufbahn dramatisch verschlechtert haben und ein großer Teil seiner Gefährten gestorben ist, sinnt Khan nun auf Rache an Captain Kirk und entwendet mit der gekaperten USS Reliant das Genesis-Projektil, das er als Waffe einsetzen will. Kirk gelingt letztlich jedoch die Zerstörung der Reliant.
Im 24. Jahrhundert gibt es erneut Versuche, menschliche Fähigkeiten genetisch zu verbessern. Die Versuchspersonen sind jedoch streng abgeschirmt und weisen neben ihren überlegenen geistigen Fähigkeiten ausgeprägte psychische Störungen auf. Julian Bashir, Arzt auf Deep Space Nine und selbst genetisch verbessert, hat gelegentlich mit einer Gruppe solcher Augments zu tun.
Auch in der alternativen Zeitlinie spielen die Augments eine wichtige Rolle. Hier weckt Admiral Marcus Khan Noonien Singh aus dem Kälteschlaf, damit dieser für die Föderation neue Waffen für den Kampf gegen die Klingonen entwickelt.

#### Pelianer
Die Pelianer sind eine humanoide Spezies vom Planeten Peliar Zel II im Alpha-Quadranten. Sie sind hochgewachsen, haben eher blasse Haut und eine durch Knochenwülste gekennzeichnete Stirn, die der von Klingonen ähnelt. Sie sind bartlos und besitzen teilweise Haupthaar oder einen kahlen Kopf. Ihre Nasen weisen zwei zusätzliche Löcher an der Wurzel auf. Im Jahr 2367 befördert die USS Enterprise NCC 1701-D den Trill-Botschafter Odan nach Peliar Zel II, um Streitigkeiten zwischen den Bewohnern zweier Monde des Planeten zu schlichten.
Die Pelianer hatten nur einen größeren Auftritt in Raumschiff Enterprise – Das nächste Jahrhundert, kamen aber als Statisten in zahlreichen Folgen von Star Trek: Deep Space Nine, Star Trek: Raumschiff Voyager und Star Trek: Enterprise vor.

#### Risaner
Die Risaner sind eine äußerlich sehr menschenähnliche Spezies, die sich von diesen nur durch ein markantes Zeichen auf der Stirn unterscheidet. Ihren Heimatplaneten Risa haben sie durch Umweltkontrollsysteme flächendeckend in ein tropisches Paradies verwandelt, wodurch er zum beliebtesten Urlaubsziel in der Föderation wurde.
Die Risaner haben mehrere Auftritte in Raumschiff Enterprise – Das nächste Jahrhundert, Deep Space Nine, Enterprise und Lower Decks.

#### Tellariten
Die Tellariten stammen vom Planeten Tellar bzw. Tellar Prime und gehören zu den Gründungsmitgliedern der Föderation. Sie sind eine humanoide Spezies mit korpulenter Gestalt, drei Fingern an jeder Hand, einer breiten Nase sowie kräftigem Haar- und Bartwuchs. Sie sind im Durchschnitt etwas kleiner als Menschen und gelten als äußerst streitlustig. Weibliche Tellariten waren in Star Trek bislang nicht zu sehen. Die Tellariten führten mehrere Kriege mit den Andorianern. Durch die Aufdeckung eines Versuchs der Romulaner mehrere Völker gegeneinander aufzubringen, kommt es jedoch zu einer Entspannung des Verhältnisses, was einige Jahre später zur Gründung der Föderation führt.
Die Tellariten tauchten erstmals in Raumschiff Enterprise auf, wurden aber in den weiteren Produktionen bis auf einige kurze Szenen in Die Enterprise und zwei Spielfilmen weitgehend ignoriert. Erst bei Enterprise spielten sie wieder eine größere Rolle. Auch in Discovery, Picard und Lower Decks wurde diese Spezies wieder aufgegriffen. In Prodigy gibt es mit Jankom Pog erstmals eine tellaritische Hauptfigur.

#### Trill
Trill bezeichnet zwei verschiedene Spezies, die vom gleichnamigen Heimatplaneten im Alpha-Quadranten stammen und von denen wenige symbiotisch leben.
Die Wirte sind eine humanoide Spezies, die von der Schläfe über den Rumpf bis zu den Knöcheln seitwärts verlaufende charakteristische schwarze oder braune Flecken aufweist. Eine ursprüngliche Darstellungsweise mit Flecken und hervorstehender Stirn tauchte nur in einer einzigen Episode von Raumschiff Enterprise – Das nächste Jahrhundert auf.
Die Symbionten sind eine wurmartige, etwa armdicke Lebensform, die nur in Wirtskörpern oder sogenannten Bruttümpeln (Becken mit nährstoffreicher Flüssigkeit auf der Trill-Heimatwelt) überlebensfähig ist. Sie werden von Wirt zu Wirt nach deren Ableben weitergereicht und besitzen die Erinnerungen aller ihrer vorherigen Wirte. Die Symbionten werden chirurgisch im Unterkörper (in der Nähe des Zwerchfells) des Wirts eingesetzt. Die resultierende Lebensform wird als neues, eigenständiges Individuum angesehen.
Obwohl sich die Trill insbesondere durch ihre symbiotische Lebensform auszeichnen, ist diese Vereinigung nur einem geringen Teil der humanoiden Trill vorbehalten, u. a. deswegen, weil weniger Symbionten als Wirte existieren. Die Möglichkeit zur Symbiose wird deshalb als große Ehre betrachtet. Einmal verbunden, führt eine Trennung vom Symbionten für den Wirt zum Tod. Die Wirte tragen daher den Symbionten meist bis zu ihrem natürlichen Ableben in sich. Aber auch der Symbiont ist auf die Verbindung mit dem humanoiden Trill angewiesen, da er außerhalb eines Wirtskörpers nur in den beschriebenen Bruttümpeln existieren kann. Eine Vereinigung des Symbionten mit Nicht-Trill-Humanoiden ist prinzipiell möglich, aber mit Problemen verbunden (Raumschiff Enterprise – Das nächste Jahrhundert: Odan, der Sonderbotschafter).
Sowohl die wurmähnlichen Wesen als auch die unvereinigten Humanoiden und die vereinigten Lebensformen werden Trill genannt.
Ein vereinigter Trill trägt den Namen des humanoiden Trill und des Symbionten; z. B. änderte sich der Name von Ezri Tigan bei der Vereinigung mit dem Symbionten Dax zu Ezri Dax.
Nach dem Brand im 31. Jahrhundert verlassen die Trill die Föderation. Sie hatten unter dieser Katastrophe sehr zu leiden. Ihre humanoide Bevölkerung wurde stark dezimiert, was zur Folge hat, dass nun zu wenige Wirte für die Symbionten vorhanden sind.
Die meisten Details über Kultur und Lebensweise der Trill werden in Star Trek: Deep Space Nine erwähnt. Sie tauchen außerdem (zumeist als Hintergrundcharaktere) in den Serien Voyager, Discovery, Short Treks, Picard und Lower Decks sowie in dem Spielfilm Star Trek: Der Aufstand auf.

##### Der Aussehenswechsel der Trill zwischenRaumschiff Enterprise – Das nächste JahrhundertundDeep Space Nine
Nachdem für die neue Star-Trek-Serie Deep Space Nine festgelegt worden war, dass ein Trill zur Kernmannschaft gehören würde, erwiesen sich einige der Motive, mit denen man in Raumschiff Enterprise – Das nächste Jahrhundert die Trills eingeführt hatte, als hinderlich. Mit Terry Farrell war ein ehemaliges Model für die Rolle der Jadzia Dax engagiert worden und man befürchtete, dass ein Nasenaufsatz wie ihn Odan in Raumschiff Enterprise – Das nächste Jahrhundert getragen hatte ihr Aussehen beeinträchtigen würde. Auch dass man Trills nicht beamen konnte, weil das dem Symbionten nicht bekam, war für die Story eher hinderlich. Um die Konsistenz zu wahren, hätte man eigentlich mit einer völlig neuen Spezies anfangen müssen, aber auf das Motiv des Symbionten, der mehrere Jahrhunderte Weisheit mit sich umhertrug, wollte man nicht verzichten, da es Storymaterial bot. Daher beschloss das Produktionsteam, auf das Bild der Trills, das für Raumschiff Enterprise – Das nächste Jahrhundert entworfen worden war, nicht weiter einzugehen. Testweise waren zwar noch Szenen mit Terry Farrell und einem „feminisierten“ Stirnstück gedreht worden, aber das letzte Wort war dann ein an jedem Drehtag per Hand aufgetragenes (und daher immer leicht unterschiedliches) Fleckenmuster, wie es schon Famke Janssen als kriosianischer Metamorph in Raumschiff Enterprise – Das nächste Jahrhundert getragen hatte. Die Frage, wie weit die Flecken nach unten am Körper reichen, bot Anlass, Terry Farrell in einigen Szenen auch einmal in Badeanzügen oder nur mit einem Handtuch zu zeigen. Während der Laufzeit von Deep Space Nine wurde außerdem etabliert, dass die Trill-Gesellschaft ein Tabu gegen die Fortführung von Beziehungen habe, wenn die Symbionten bereits in früheren Wirten eine gemeinsame Beziehung hatten, da jedes Leben einzigartig bleiben sollte. Dieses Motiv wurde dazu benutzt, um homosexuelle Beziehungen in Star Trek zu thematisieren.

#### Vulkanier

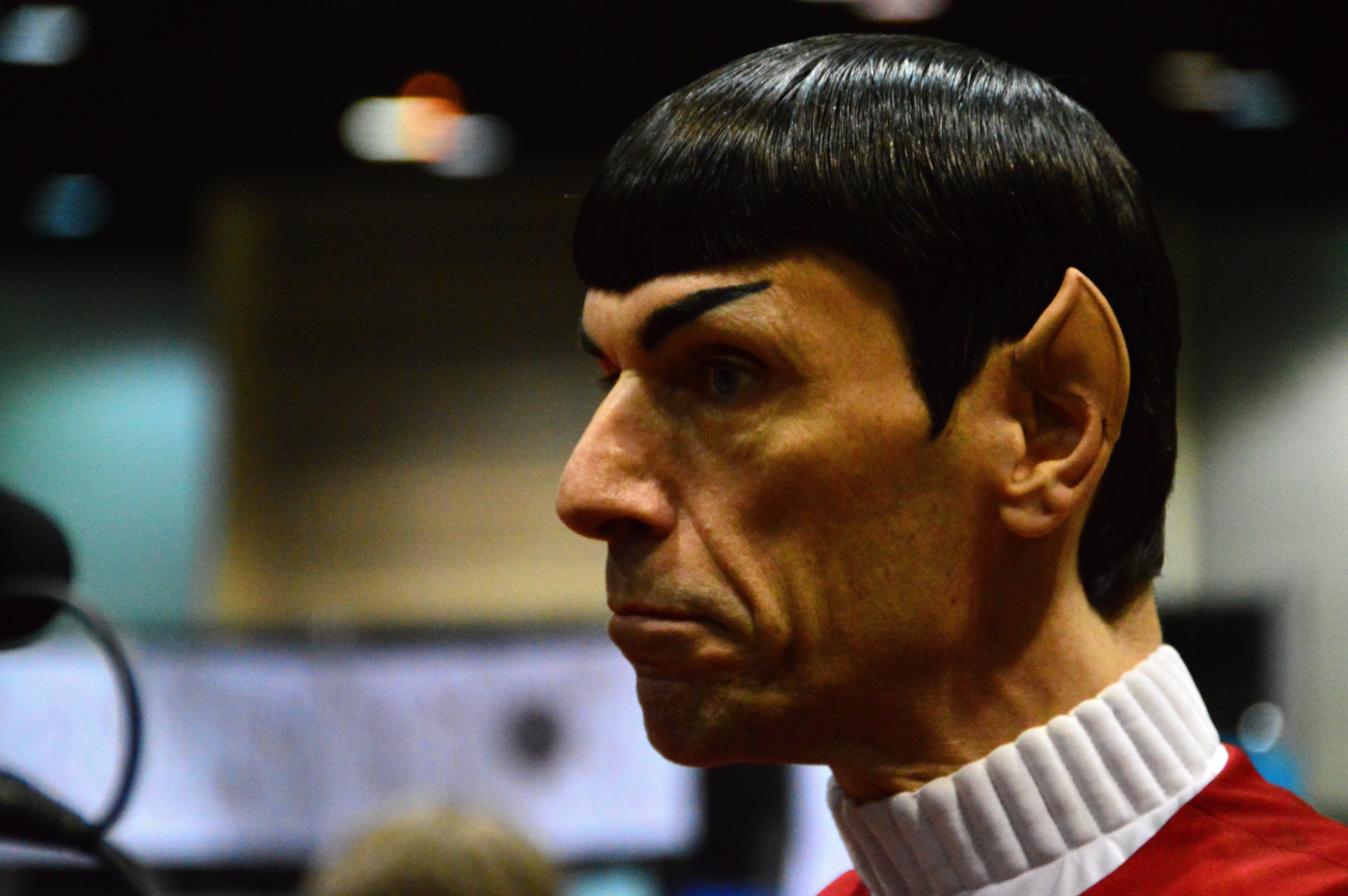
Ein Cosplayer als Mister Spock, bekanntester Vertreter der Vulkanier

Die Vulkanier stammen vom Planeten Vulkan. Sie sind schon im beginnenden 21. Jahrhundert wesentlich fortgeschrittener als die Menschen. Während auf der Erde Mitte des 21. Jahrhunderts der Dritte Weltkrieg tobte, erforschten die Vulkanier friedlich den Alpha-Quadranten und betrieben Handel mit umliegenden Völkern. Die Erde gilt als ein unterentwickelter Planet, der eines Besuches bisher nicht würdig erschien. Erst als ein von Zefram Cochrane gebautes Warpschiff durch die Vulkanier bemerkt wird, beschließen diese, einen ersten Kontakt zu wagen (zu sehen im Film Star Trek: Der erste Kontakt). In den folgenden fünfzig Jahren halfen die Vulkanier, die Erde zu dem Paradies aufzubauen, das sie im 22. Jahrhundert ist, wenn sie auch den Menschen bis zur Gründung der Föderation sehr misstrauisch und bevormundend gegenüberstehen.
Vulkan ist Gründungsmitglied der Vereinigten Föderation der Planeten (im Jahr 2161), zu der unter anderem auch die Erde gehört. Bis zu dieser Allianz und auch noch danach gibt es immer wieder Sezessionisten auf Vulkan, die der Meinung sind, dass Vulkan sich aus allen interstellaren Angelegenheiten heraushalten sollte. Meist sind diese Bewegungen mitmotiviert durch die Ansicht, die Vulkanier seien den Menschen durch ihre nur auf Logik basierende Lebensweise überlegen. Diese Vorurteile lösen sich aber in den folgenden Jahrzehnten der Zusammenarbeit bis ins Ende des 24. Jahrhunderts auf.
Äußerlich sind Vulkanier den Menschen sehr ähnlich: Der Unterschied beschränkt sich im Wesentlichen auf die nach oben hin spitz zulaufenden Ohren und die nach oben gewölbten Augenbrauen. Außerdem besitzen sie grünes, auf Kupfer basierendes Blut. Allerdings haben Vulkanier im Laufe ihrer Evolution in der sogenannten „Zeit des Erwachens“ gelernt, ihre Emotionen unter Kontrolle zu halten und ihre Religiosität weitgehend abzulegen. Damit folgen sie den Lehren des Philosophen Surak; die starken Emotionen der Vulkanier hatten in der Zeit vor Surak unter anderem zu zahlreichen Kriegen auf dem Planeten geführt, die fast die Ausrottung der Spezies zur Folge gehabt hätten. Durch die emotionale Zurückhaltung, die Uneingeweihten oft als Gefühlskälte erscheint, will ein Vulkanier seine Umgebung und sich selbst schützen. Diese emotionale Zurückhaltung verlieren die Vulkanier als Erwachsene in der alle sieben Jahre wiederkehrenden Pon farr („Paarungszeit“) und im Falle einer sehr seltenen Krankheit (Bendii-Syndrom) ab einem Alter von 200 Standardjahren. Ein zentrales Thema der Star-Trek-Serien und -Kinofilme sind daher die Auseinandersetzungen, die sich aufgrund ihrer rein rationalen, auf Logik aufgebauten Handlungs- und Denkweise mit der emotionalen, widersprüchlicheren menschlichen Mentalität ergeben.
Mit ihren hochentwickelten Fähigkeiten nutzen Vulkanier einige spezielle Techniken. Beispielsweise ist der Vulkanische Nervengriff ein einhändig ausgeübter starker Druck auf die Nerven in der Halsbeuge, durch den bei richtiger Anwendung die humanoide Zielperson sofort bewusstlos wird. Außerdem können Vulkanier als Kontakttelepathen ihren Geist (katra) mit dem eines anderen Wesens durch Berührung (zum Beispiel des Gesichts) mit den Fingern verschmelzen und so ihr gesamtes Wissen und alle Erfahrungen mit diesem teilen. Die katra kann auch an jemand anderen übertragen werden, in der Regel vor dem eigenen Tod an einen anderen Vulkanier. Dieser kann dann mithilfe einer Hohepriesterin die katra in das vrekatara übertragen, einen Behälter, in dem die katra des (körperlich) Verstorbenen noch sehr lange ruhen und von Hohepriestern und Adepten weiterhin konsultiert werden kann – dadurch können Vulkanier einen gewissen Grad an Unsterblichkeit erlangen. Weitaus ungewöhnlicher ist Fal-tor-pan, die Refusion, bei der die katra zurück in einen (anderen) Körper übertragen wird; erstmals verlässlich dokumentiert und erfolgreich ist dies zwischen Dr. Leonard McCoy (dem Spock zuvor seine katra übertragen hatte) und dem durch den Genesis-Effekt verjüngten Spock durch die Hohepriesterin T’Lar auf dem Berg Seleya.
In der Original-Serie, in Deutschland bekannt als Raumschiff Enterprise, spielt Leonard Nimoy den Halbvulkanier Spock, den wohl bekanntesten Vulkanier des Star-Trek-Universums. Ein Reiz dieser Serie und der ersten Star-Trek-Kinofilme liegt in dem ständigen „Kleinkrieg“ zwischen Spock und dem humanistisch geprägten, menschlichen Bordarzt „Pille“ (engl. „Bones“), Dr. Leonard McCoy (DeForest Kelley), sowie der Freundschaft und Loyalität zum häufig emotional gesteuerten Schiffskapitän James Tiberius Kirk (William Shatner). In den diversen Ablegern spielen Vulkanier oft eine mehr oder weniger wichtige Rolle – so der Sicherheitsoffizier Tuvok in der Serie Voyager oder T’Pol als 1. Offizier in der Serie Enterprise.
Im 30. Jahrhundert kommt es zu einer Wiedervereinigung der Vulkanier und der Romulaner. Der gemeinsame Heimatplanet wird in Ni’Var umbenannt. Nach dem Brand im 31. Jahrhundert verlassen die Vulkanier die Föderation, obwohl die Romulaner an der Mitgliedschaft festhalten wollten.
Im Film Star Trek aus dem Jahr 2009 nimmt das Schicksal der Vulkanier eine andere Wendung. Hier wird der Planet Vulkan durch den Romulaner Nero im Jahre 2258 zerstört. Allerdings spielt dieser Film in einer alternativen Zeitlinie, hervorgerufen durch einen Zeitsprung von Nero.

##### Grußgeste der Vulkanier

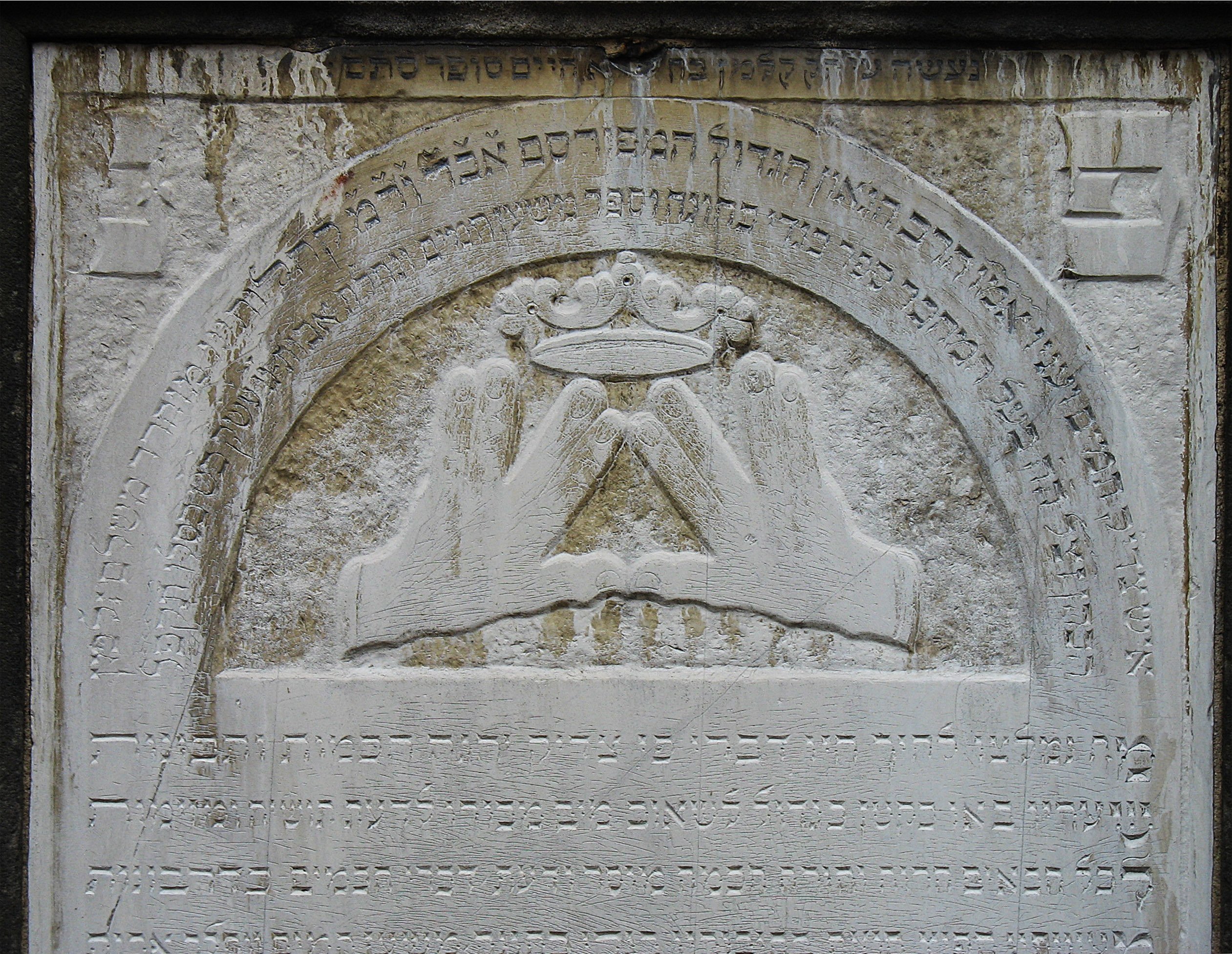
Der vulkanische Gruß wurde aus dem Aaronitischen Segen der jüdischen Kohanim abgeleitet.

Bekannt ist die Grußgeste der Vulkanier, bei der die flache Hand hochgehoben wird (ähnlich als wolle man schwören), und dann das Zeige- und Mittelfinger-Paar vom Ringfinger- und kleiner-Finger-Paar abgespreizt wird, wobei die Geste üblicherweise mit der Grußformel Lebe lang und in Frieden oder Lebe lang und erfolgreich (Live long and prosper, vulkanisch Dup dor a'az Mubster) begleitet wird. Der vulkanische Gruß wurde von Leonard Nimoy eingeführt und stammt ursprünglich aus den Gebräuchen des Judentums. Die Geste symbolisiert den hebräischen Buchstaben ש (Shin), den ersten des Wortes Shaddai (Gott). Nimoy hatte als kleines Kind an einem jüdischen Gottesdienst teilgenommen, bei dem dieser Aaronitische Segen gespendet worden war. Als es 1966 darum ging, eine vulkanische Grußgeste zu entwerfen, erinnerte er sich an dieses Jugenderlebnis und schlug die Geste vor. Sie ist unter Fans verbreitet und wird beispielsweise im Animationsfilm Ice Age zitiert: in einer Höhle ist ein eingefrorenes UFO zu sehen. Das Menschen-Baby zeigt den V-Gruß.
Die Grußgeste ist im Unicode-Standard seit Version 7.0 als Emoji 🖖 unter dem Codepoint U+1F596 mit dem Namen „Raised Hand With Part Between Middle and Ring Fingers“ enthalten.

##### Prinzip „UMUK“

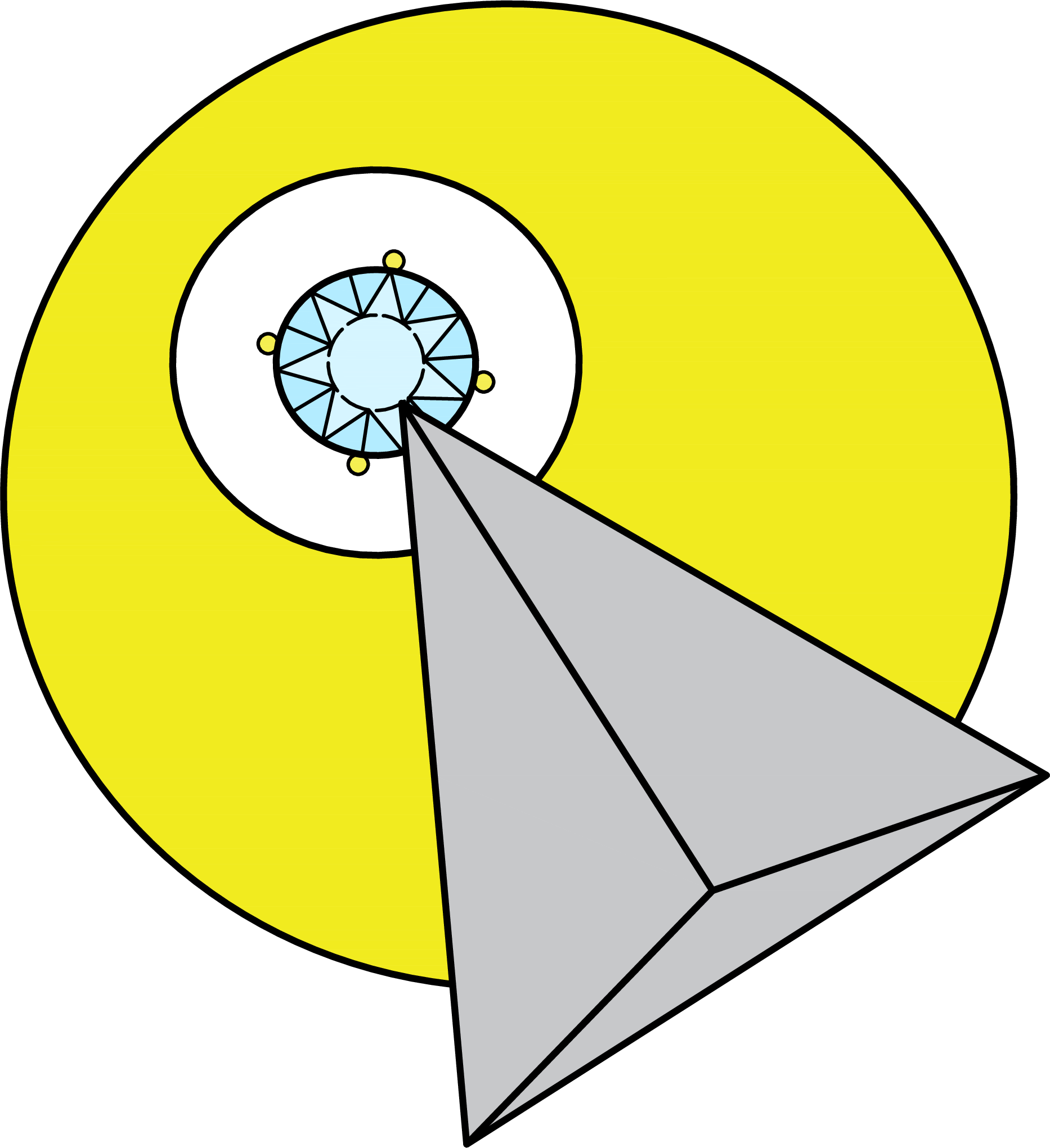
UMUK-Symbol

Ein zentrales Prinzip der Philosophie der Vulkanier ist Unendliche Mannigfaltigkeit in Unendlichen Kombinationen (UMUK, engl. IDIC = Infinite Diversity in Infinite Combinations). Es bedeutet die Offenheit der Vulkanier gegenüber anderen Kulturen und Ideen und zeigt in seiner Aufforderung zur Toleranz Parallelen zu den Menschenrechten. Gleichzeitig steht der Begriff UMUK/IDIC auch für das Symbol, das dieses Prinzip bildlich darstellen soll. Es besteht im Groben aus einem Dreieck und einem Kreis, die miteinander verschmelzen. So soll verdeutlicht werden, wie aus zwei sehr unterschiedlichen Formen ein ästhetisches Ganzes entstehen kann.

##### Sprache
Die vulkanische Sprache ist eine konstruierte Sprache aus dem Star-Trek-Universum, die vom Volk der Vulkanier gesprochen wird.
Im Gegensatz zur klingonischen Sprache machte sich Paramount nicht die Mühe, diese Sprache umfangreich entwickeln zu lassen, wie es bei den Klingonen durch Marc Okrand geschehen war. Es gibt aus diesem Grund keine offizielle und einheitliche Version der vulkanischen Sprache. In Fan-Kreisen entstanden deshalb bald eigene Versuche, eine vulkanische Grammatik und ein vulkanisches Vokabular zu entwickeln, aufbauend auf den kurzen Dialogen, die in den Spielfilmen in vulkanischer Sprache gesprochen worden und mit Untertiteln versehen waren. Erstmals war die vulkanische Sprache im Spielfilm Star Trek: Der Film zu hören.
Die drei bekanntesten Versionen der Sprache, die dabei entstanden, sind Marketa Zvelebils Modern Standard Vulcan, Joel Andersons Vulcan und die vermutlich umfangreichste und am besten ausgearbeitete Version von Mark R. Gardner Golic Vulcan. Weit verbreitet ist auch der Vulcan Language Guide, der um 1977 entstand, sich stark an der japanischen Sprache orientierte, aber wenig mit der dann im Spielfilm gesprochenen Sprache zu tun hatte. Aus diesem Grund wurde die Entwicklung dieser Version von ihren Schöpfern aufgegeben. Insbesondere im deutschen Sprachraum sind Übersetzungen dieser aufgegebenen Variante weit verbreitet.

#### Zakdorn
Die Zakdorn sind eine humanoide Spezies, die Menschen ähneln, aber drei auffällige Hautlappen auf jeder Wange besitzen. Sie gelten als meisterhafte Strategen und fühlen sich dadurch den meisten anderen Spezies überlegen. Die Zakdorn betreiben ein Depot, in dem ausgemusterte Föderationsraumschiffe eingelagert werden. Ein Zakdorn namens Sirna Kolrami nimmt 2365 an Bord der USS Enterprise NCC 1701-D als Beobachter an einem Manöver teil.
Die Zakdorn kommen als Nebenfiguren in mehreren Folgen von Raumschiff Enterprise – Das nächste Jahrhundert sowie als Statisten in Star Trek: Enterprise und Star Trek: Lower Decks vor.

#### Weitere Mitglieder
In der Episode Azati Prime wurden das Klingonische Reich und die Xindi als Mitglieder im 26. Jahrhundert genannt.

## Gorn

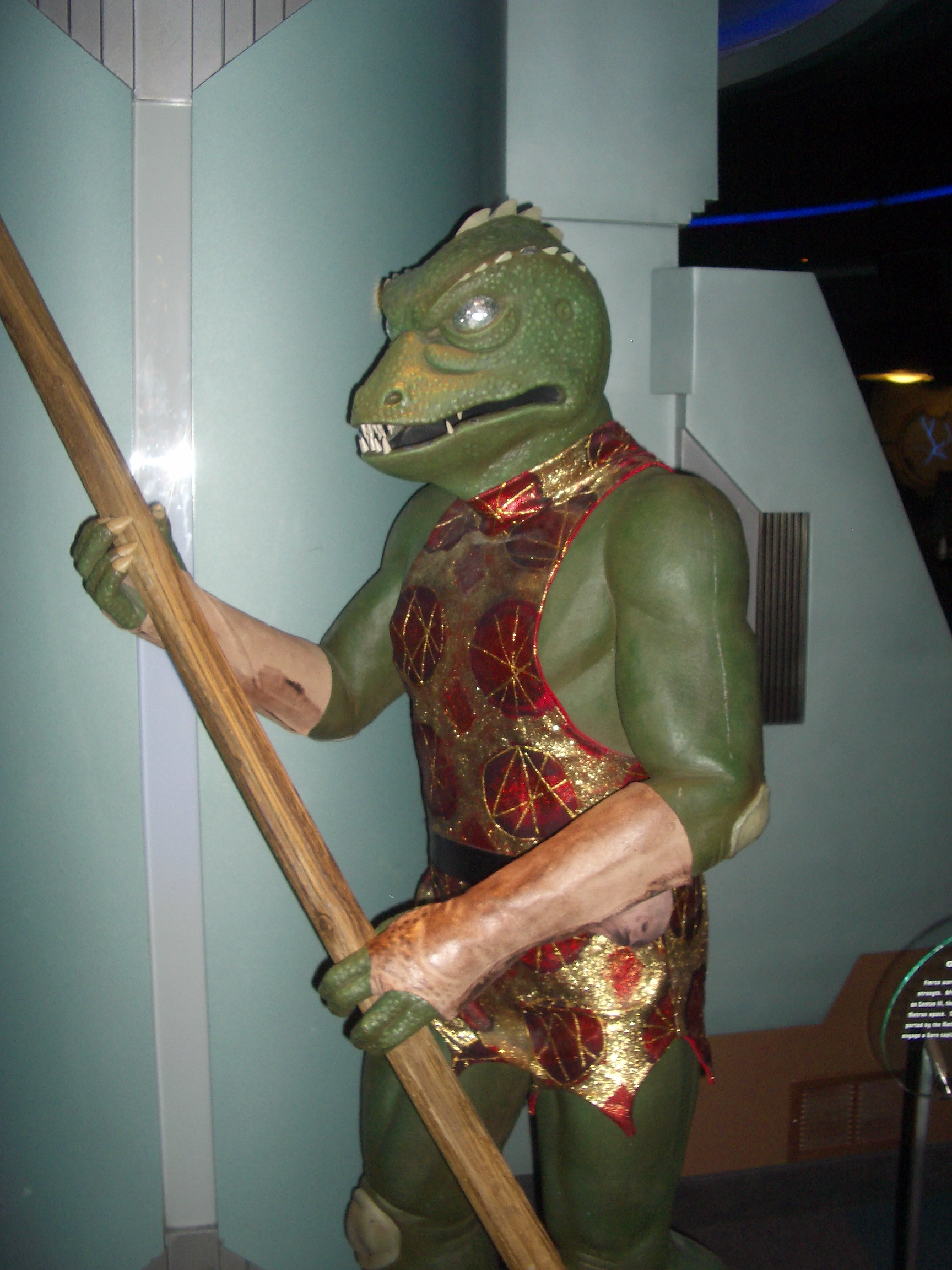
Ein Gorn

Die Gorn sind eine reptiloide Spezies und etwas größer als Menschen. Sie besitzen eine schuppige grüne Haut und einen Kopf mit einem langen, zahnbewehrten Mund. Sie verfügen über enorme körperliche Stärke, sind aber auch recht langsam.
Die Gorn haben Auftritte in Raumschiff Enterprise, Die Enterprise, Enterprise, Lower Decks und Strange New Worlds, werden aber auch in Deep Space Nine und Picard erwähnt. In Discovery ist in mehreren Folgen das Skelett eines Gorn zu sehen.

## Haliianer
Die Haliianer sind eine humanoide Spezies aus dem Alpha- oder Beta-Quadranten. Sie sind äußerlich recht menschenähnlich und besitzen einen leichten Nasenkamm zwischen den Augenbrauen sowie zwei individuell unterschiedlich stark ausgeprägte Buckel über den Augenbrauen. Haliianer besitzen telepathische Fähigkeiten.
Im Jahr 2369 muss die Crew der USS Enterprise NCC 1701-D einen Mordfall auf Relaisstation 47 aufklären, bei der die Haliianerin Aquiel Uhnari verdächtigt wird, ihren Kollegen getötet zu haben. In Lower Decks dient ein männlicher Haliianer als Kellner an Bord der USS Cerritos. In Picard dienen 2401 die Haliianerinnen Kemi und Esmar als Steuermann an Bord der USS Stargazer bzw. als Kommunikationsoffizierin an Bord der USS Titan A.
Obwohl alle bislang gezeigten Haliianer auf Raumschiffen der Sternenflotte dienen, ist nicht klar, ob ihr Volk Mitglied der Föderation ist.

## Hupyrianer
Die Hupyrianer sind eine humanoide Spezies aus dem Alpha- oder Beta-Quadranten. Sie sind deutlich größer als Menschen, haben eine blasse Haut, eine relativ breite Nase und dunkle Haare. Hupyrianer, die als Diener arbeiten, werden für ihre hohe Loyalität geschätzt. Sie unterliegen einer Art Schweigegelübde, das ihnen untersagt, mit einer anderen Person als ihrem Herrn zu reden. Der bekannteste Vertreter dieser Spezies ist Maihar’du, der Diener von Zek, dem Großen Nagus der Ferengi in den 2360er und 2370er Jahren.
Die Hupyrianer treten nur in Star Trek: Deep Space Nine und Star Trek: Lower Decks auf.

## Hirogen
Die Hirogen sind eine Spezies aus dem Delta-Quadranten. Sie haben keinen Heimatplaneten, sondern leben als Nomaden. Ihre gesamte Kultur beruht auf der Jagd, seien es nun Kunst, Rituale oder religiöse Fragen. Die Hirogen sehen andere Humanoide nicht als gleichwertig an, sondern eher als jagdbares Tier. Wenn sie einer neuen Spezies begegnen, dann sehen sie die Jagd auf diese Spezies als ehrenvolle Verpflichtung an. Stellt sich die Beute als deutlich unterlegen heraus, so sind sie enttäuscht. Die Hirogen sind der Überzeugung, dass der Jäger seine Beute genau studieren muss, um deren Fähigkeiten zu erfassen und zu verhindern, dass aus dem Jäger letztlich der Gejagte wird. Sie glauben auch, dass die Art und Weise, wie die Beute sich nach ihrer Verwundung verhält, den Schlüssel zu ihrer Vernichtung darstellt.
Die Hirogen sind deutlich größer als andere humanoide Spezies (über 2,50 m). Sie schützen sich durch eine spezielle Körperpanzerung mit eigenem Lebenserhaltungssystem und spezieller Waffenausstattung. Ihre Schiffe besitzen eine spezielle Monotanium-Panzerung, die in der Lage ist, Angriffsenergie zu zerstreuen. Meistens streifen eines oder einige wenige Schiffe durch den Raum, die sich gelegentlich zu einem gemeinsamen Angriff zusammenschließen. Jede Gruppe wird von einem als Alpha bezeichneten Anführer geleitet. Die soziale Rangstruktur innerhalb der Gruppe wird durch erfolgreich bestandene Kämpfe, kenntlich an erworbenen Trophäen, zumeist Körperteile oder andere Besitztümer der erjagten Gegner, bestimmt.
In einer längeren Auseinandersetzung zwischen der USS Voyager und den Hirogen gelingt es Captain Janeway, einen provisorischen Waffenstillstand mit den Hirogen auszuhandeln. Von der Voyager erhalten die Hirogen die Holotechnologie, um zum einen die Jagd, die bei den Hirogen fast rituellen Charakter hat, weiterführen zu können, andererseits jedoch auch Möglichkeiten der Weiterentwicklung zu eröffnen, die bei ausschließlicher Konzentration auf die Jagd nicht möglich wären. Im Gegensatz zu anderen Kriegervölkern, wie z. B. den Klingonen, haben die Hirogen keine Ehrverpflichtungen im Umgang mit ihren Gegnern. Sie vermeiden es, wenn möglich, mit ihrer „Beute“ zu sprechen. Captain Janeway gerät mit den Worten „Ich bin niemandes Beute“ arg außer sich, als sie von den Hirogen als „Beute“ eingestuft wird. Die Hirogen verfügen nicht über weit entwickelte Technik. Mit einem großen Schiff der Hirogen kann die USS Voyager es allerdings nicht aufnehmen.
Durch unvernünftigen und fehlerhaften Umgang mit der Holotechnik werden einige von ihnen Gejagte ihrer eigenen Hologramme und benötigen die Hilfe der Voyager-Crew.
Die Hirogen besitzen ein über 60.000 Lichtjahre reichendes Kommunikationsnetzwerk, mit dem die Voyager erfolgreich ein Föderationsschiff im Alpha-Quadranten kontaktierte.

## Iconianer
Die Iconianer sind eine ausgestorbene Spezies, deren Heimatwelt Iconia später in der Neutralen Zone zwischen Föderation und Romulanischen Sternenimperium liegt. Eine Besonderheit dieser Spezies ist ihre eigenwillige Art der Raumfahrt. Soweit bekannt, haben die Iconianer keine Raumfahrzeuge, sondern ihre Universalportale (Gateways) benutzt. Es handelt sich dabei um stationäre Transportvorrichtungen, welche es einer Person ermöglichen, auf einen anderen Planeten oder ein Raumschiff teleportiert zu werden. Aufgrund ihres plötzlichen Auftretens auf fremden Welten haben sie von anderen Völkern die angsterfüllte Bezeichnung Dämonen der Luft und der Dunkelheit erhalten. Aufgrund dieser Dämonisierung wurde die Heimatwelt etwa 200.000 Jahre vor Gründung der Föderation bombardiert und nahezu alles Leben ausgelöscht. Nur eine einzelne Anlage mit einem funktionsfähigen Portal bleibt bis ins 24. Jahrhundert der menschlichen Zeitrechnung erhalten. Die Ausdehnung ihres Reiches ist nicht überliefert, aber etwa sieben Jahre nach der Entdeckung des Portals auf Iconia wird ein weiteres Portal im Gamma-Quadranten auf der anderen Seite der Galaxis gefunden. Ob Iconianer die Bombardierung ihrer Heimatwelt überlebt haben, ist ebenfalls nicht bekannt. Aufgrund der beiden Funde an zwei gegenüberliegenden Orten in der Milchstraße und der allgemein beschränkten Reichweite von warpfähigen Raumschiffen der allermeisten bekannten Völker auf Teilbereiche der Galaxis, ist ein Überleben von Individuen dieses Volkes mittels Flucht auf andere Planeten durchaus denkbar.
Die Iconianer wurden für die Episode „Die Iconia-Sonden“ der Serie Raumschiff Enterprise – Das nächste Jahrhundert erfunden. Diese Folge handelt von der Entdeckung der Heimatwelt der Iconianer in der Neutralen Zone und darauf aufbauend dem Konflikt zwischen Romulanern und Föderation bezüglich der Beanspruchung der hochentwickelten iconianischen Technologie. Am Ende der Episode wird das einzig noch verbliebene Universalportal von der Crew der USS Enterprise vernichtet, damit sich niemand einen Vorteil verschaffen kann und der technische Status quo der Sternenflotte und des romulanischen Militärs beibehalten wird. Die zweite und letzte kanonische Erwähnung findet sich in der Episode „Die Abtrünnigen“ der Serie Star Trek: Deep Space Nine. Die Handlung dreht sich um eine Gruppe abtrünniger Jem’Hadar, die im Gamma-Quadranten einen Planeten unter ihre Kontrolle gebracht haben, welcher ein funktionsfähiges iconianisches Gateway besitzt. Am Ende der Episode wird in einer gemeinsamen militärischen Operation von Sternenflotte (unter dem Kommando von Sisko) und Dominion-Militär (unter dem Kommando des Vorta Weyoun 3) dieses Portal vernichtet, aus Angst vor Terroranschlägen durch die abtrünnigen Dominion-Soldaten. Die Iconianer als Volk tauchen aber in keiner Episode auf. Es geht in ihrem Zusammenhang nur um hinterlassene technische Artefakte.
Darüber hinaus existiert eine nichtkanonische serienübergreifende Romanreihe namens „Gateways“, in denen die Iconianer und ihre Portale eine Hauptrolle spielen. Dort wird auch klar, dass die Iconianer nicht völlig ausgestorben sind und die Überlebenden lediglich den Kontakt zu anderen Völkern aufgegeben haben.
Ebenso haben die Iconianer im Online-Rollen-Spiel Star Trek Online mehrere Auftritte und treten dort als Antagonisten auf.
Bereits in der Originalserie Raumschiff Enterprise spielt in der Episode „Gefährliche Planetengirls“ ein verlassener Außenposten eines anscheinend ausgestorbenen und technologisch hoch entwickelten Volkes eine große Rolle. Die Kalandaner waren ebenfalls in der Lage, Personen mit einem Überlichttransporter über viele hundert Lichtjahre hinweg auf Raumschiffe zu beamen. Die USS Enterprise NCC-1701 wird mehrmals von kalandanischen Androiden heimgesucht, während sie sich Hunderte von Lichtjahren vom Außenposten entfernt befindet. Hier sind gewisse inhaltliche Parallelen zu den später eingeführten Iconianern zu finden. Ob die Iconianer aber von den Kalandanern direkt abgeleitet worden sind, ist von den Autoren nicht bestätigt worden.

## Illyrianer
Die Illyrianer sind eine Spezies aus dem Alpha-Quadranten. Der Erstkontakt mit der Menschheit findet im Jahr 2154 während der Xindi-Krise statt, als sich die Besatzungen der Enterprise NX-01 und eines illyrianischen Schiffes gegenseitig bei Reparaturen helfen. Captain Archer möchte dabei die Warpspule der Illyrianer erwerben, um die Enterprise wieder voll einsatzfähig zu machen, was die Illyrianer aber ablehnen, da ihre Heimreise sonst mehrere Jahre dauern würde. Da von Archers Mission letztlich das Schicksal der Erde abhängt, entschließt sich Archer, die Warpspule mit Gewalt zu entwenden.
Mitte des 23. Jahrhunderts wird das eigentlich friedfertige Volk der Illyrianer von der Föderation gemieden, da sie an sich Genmanipulation vornehmen, was in der gesamten Föderation verboten ist. Als die USS Enterprise NCC-1701 unter dem Kommando von Christopher Pike eine verlassene illyrische Kolonie besucht, entdecken Pike und Spock Hinweise, dass die Bewohner des Planeten Versuche unternommen haben, diese Genveränderungen rückgängig zu machen, um so der Föderation beitreten zu können. Dieser Versuch schlug aber fehl. Das Außenteam bringt unbeabsichtigt eine von diesem Versuch hervorgerufene Infektion mit an Bord der Enterprise, die bei der gesamten Besatzung eine Sucht nach Licht auslöst. Durch diese Infektion kommt schließlich heraus, dass die erste Offizierin der Enterprise, Una Chin-Riley, kein Mensch, sondern eine Illyrianerin ist.
Das Aussehen der Illyrianer wird in den verschiedenen Serien unterschiedlich dargestellt. In Enterprise besitzen sie eine plattenartige Wölbung auf der Stirn, die von zwei Wülsten begrenzt wird, die schräg von der Nasenwurzel bis etwa zu den Enden des Stirnbeins verlaufen. Una Chin-Riley gleicht äußerlich hingegen einem Menschen, was damit erklärt wird, dass sich Illyrianer mit genetischer Manipulation an Planeten und Umgebungen anpassen und nicht andersherum. Daher bleibt offen, wie Illyrianer tatsächlich ursprünglich aussehen.

## jahSepp
Die jahSepp sind eine intelligente Pilz-Spezies. Sie bewohnen das Myzel-Netzwerk, das im Subraum das gesamte Multiversum miteinander verbindet. Sie erscheinen in ihrer natürlichen Form als grünliche Lichtpunkte und leben von der Umwandlung normaler Materie, die in das Netzwerk eindringt. Als die Sternenflotte in den 2250er Jahren mit einem Sporenantrieb experimentiert, der Reisen durch das Myzel-Netzwerk ermöglicht, wird der Lebensraum der jahSepp stark geschädigt. Ein Mitglied der Spezies nistet sich daher an Bord der USS Discovery im Körper von Sylvia Tilly ein und nimmt in Form einer Halluzination ihrer Schulfreundin May Ahearn Kontakt mit ihr auf.
Die jahSepp treten nur in Discovery auf.

## Kazon

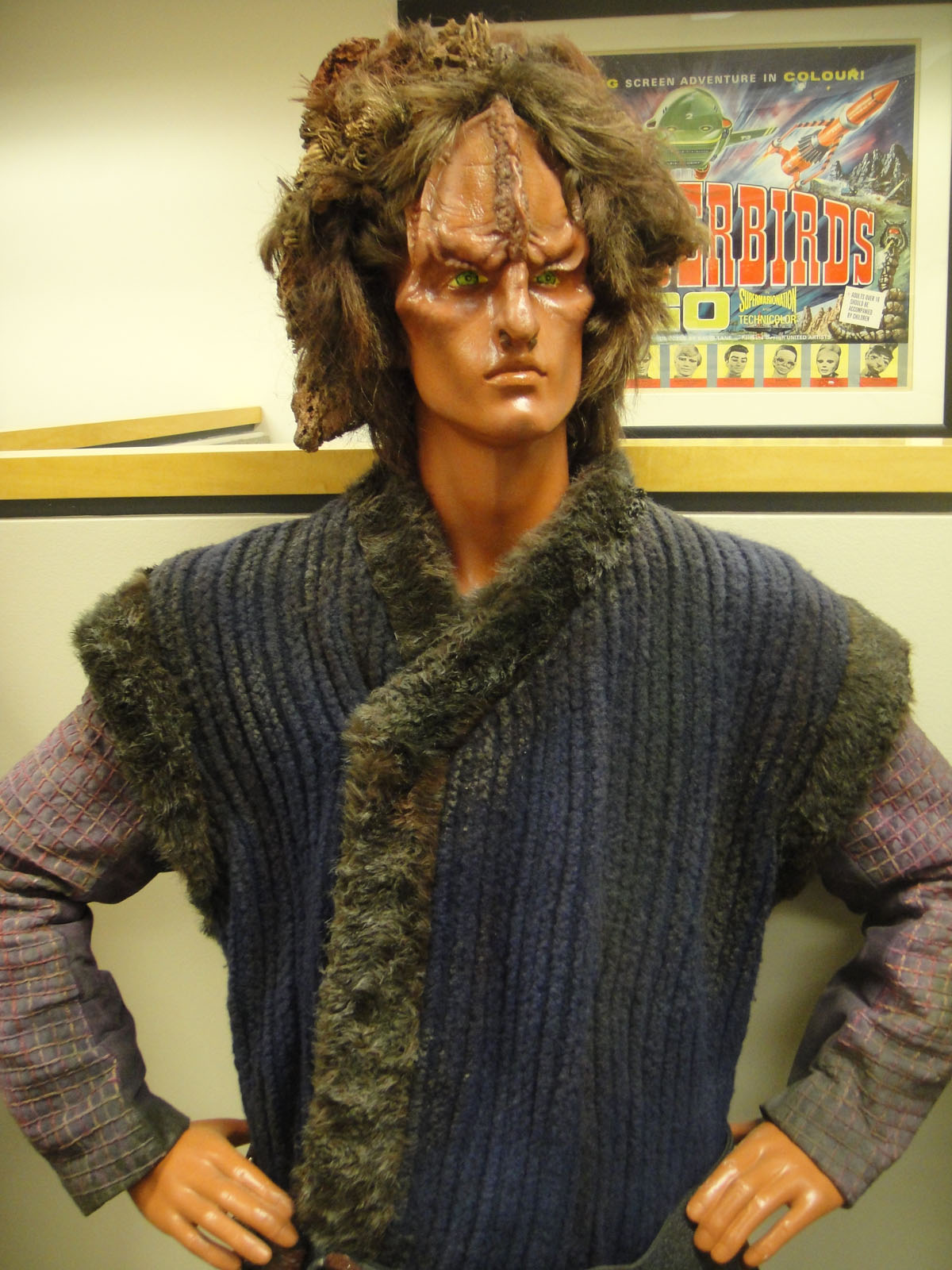
Ein Kazon

Die Kazon sind ein rückständiges piratenähnliches Volk. Sie leben in clanartigen Sekten, die sich über den Kazonraum verstreuen, der im Delta-Quadranten liegt. Die meisten führen Krieg gegeneinander, andere treiben Handel. Dieses kriegerische Volk lässt sich jedoch so gut wie nie auf diplomatischer Ebene auf Verhandlungen ein.
Die Technik ihrer Schiffe ist rückständig, sie haben sie auch nicht selbst entwickelt, sondern von einer Spezies, den Trabe, übernommen, die die Kazon als Sklaven hielt, bis sich diese durch Gewalt befreiten. Ihre Disruptoren sind gegen viele Schiffe machtlos, und nur ihre schnelle Feuerrate bietet ihnen einen Vorteil gegen ihre Feinde. Auch die Schilde der Kazonschiffe sind leicht zu überwinden. Sie setzen eher auf eine starke Panzerung. Die äußere Hülle eines Kazonkriegsschiffs ist sehr robust, doch ansonsten sind ihre Schiffe eher schwach und träge. Die Stärke der kleinen Kampfshuttles beruht auf ihrer Wendigkeit. Ihre Phaser sind jedoch schwach und basieren auf demselben Prinzip wie die der Kriegsschiffe. Sie können auch in Atmosphären eindringen. Die Transportertechnik sowie die Replikatortechnik waren den Kazon völlig fremd, bevor die U.S.S. Voyager den Sektor erreichte. Sie hielten es für Zauberei und Magie.
Ihre innere Struktur ist streng hierarchisch aufgebaut. Jede Sekte hat ein Oberhaupt, den Maje. Er ist vergleichbar mit dem Commodore einer kleinen Flotte. Seine Sekte hat ihm blind zu gehorchen und seine Befehle nicht infrage zu stellen. Wer es tut, könnte mit dem Leben bezahlen. Die Frauen in ihrer Gesellschaft haben keine Rechte. Die Kinder der Kazon werden mit den Werten des Krieges und des Kampfes erzogen. Bevor ein Kazonkind in der Gesellschaft als Krieger bzw. Erwachsener angesehen wird, muss es sich einen Namen verdienen durch eine besondere Tat, wie etwa die Ermordung eines Feindes oder einen ehrenhaften Tod (ähnlich wie bei den Klingonen, siehe unten). Wenn es seinen Namen verdient hat, darf es in den Dienst eines Schiffes der Sekte eintreten und wird als vollwertiges Mitglied der Sekte angesehen.

## Kelleruner
Die Kelleruner sind eine humanoide Spezies aus dem Alpha-Quadranten. Sie sind recht menschenähnlich und besitzen spitze Ohren, die denen der Vulkanier und Romulaner ähneln. Im 24. Jahrhundert führen sie einen brutalen Krieg gegen die benachbarten T’Lani. In diesem Krieg kommt es zum Einsatz von chemischen Massenvernichtungswaffen, sogenannten Harvestern. Im Jahr 2370 schließen die beiden Völker Frieden. Um diesen dauerhaft zu sichern, wird mit Unterstützung der Föderation ein Programm zur Vernichtung aller verbliebenen Harvester eingeleitet. Dabei gehen die beiden Völker äußerst radikal vor, denn neben den Waffen selbst wollen sie auch das Wissen über ihre Herstellung auslöschen. Um dies zu erreichen, wollen sie nach dem erfolgreichen Abschluss des Vernichtungsprogramms alle hieran beteiligten Wissenschaftler töten.
Im 32. Jahrhundert dient ein Kelleruner namens Rayner in der Sternenflotte, zunächst als Captain der USS Antares, danach als erster Offizier der USS Discovery.
Die Kelleruner und die T’Lani sehen fast identisch aus und unterscheiden sich nur durch ihre Frisuren. Ob sie miteinander verwandt sind, wurde allerdings im Star-Trek-Kanon bislang nicht thematisiert.
Die Kelleruner hatten ihren ersten und für lange Zeit einzigen Auftritt in Folge 2.13 (Das Harvester-Desaster) von Star Trek: Deep Space Nine aus dem Jahr 1994. 2024 wurde das Volk in der fünften Staffel von Star Trek: Discovery wieder aufgegriffen.

## Kelpianer
Die Kelpianer (im englischen Original: Kelpiens) sind eine humanoide Spezies des Alpha-Quadranten. Sie bewohnen den Planeten Kaminar, den sie sich mit den Ba’ul teilen. Die Kelpianer sind von hohem und schlankem Wuchs, haben einen leicht orangen Hautton und keine Körperbehaarung. Die Kelpianer haben sich aus Tieren entwickelt, die einer anderen Art als Beute dienten, was auch nach ihrer Entwicklung zu einer intelligenten Spezies so blieb. Hieraus resultiert ein insgesamt sehr bedachtsames und vorsichtiges Verhalten sowie eine gesteigerte Sinneswahrnehmung gegenüber nahenden Gefahren. Zudem sind sie in der Lage, sehr schnell zu laufen und verfügen über eine übermenschliche Kraft und Kondition. Sie sind zudem sehr geräuschempfindlich.
Zwischen den Kelpianern und den Ba’ul gab es ursprünglich ein wechselseitiges Jäger-Beute-Verhältnis, bei dem beide Spezies um die Vorherrschaft kämpften. Im 1. Jahrhundert n. Chr. hatten die Kelpianer die Ba’ul an den Rand der Ausrottung gebracht, doch diese konnten durch ihre technologische Überlegenheit die Kelpianer letztlich doch noch besiegen. Um ihre eigene Vorherrschaft dauerhaft zu sichern, machten sie sich eine biologische Eigenschaft der Kelpianer zunutze: Jeder Kelpianer macht in einem bestimmten Alter eine körperliche und geistige Veränderung durch, das sogenannte „Vahar’ai“. Nur vor diesem Zeitpunkt sind Kelpianer friedfertig und äußerst sensibel für Gefahren. Erst danach entwickeln sich bei ihnen Furchtlosigkeit und Aggressivität. Die Ba’ul töteten alle Kelpianer, die das „Vahar’ai“ bereits durchlebt hatten und etablierten ein religiöses System namens „Großes Gleichgewicht“, das die Kelpianer glauben lässt, sie wären die natürliche Beute der Ba’ul. Sobald ein Kelpianer die Anzeichen des „Vahar’ai“ verspürt, muss er sich selbst den Ba’ul opfern. Dieses System funktioniert so gut, dass die Ba’ul bis ins 23. Jahrhundert die dominierende Spezies auf Kaminar bleiben und die Kelpianer ihre frühere Geschichte völlig vergessen.
Die Kelpianer tauchen nur in den Serien Star Trek: Discovery und Star Trek: Short Treks auf. Ein Mitglied dieses Volkes, Saru, dient zunächst als Wissenschaftsoffizier auf der USS Shenzhou und danach als erster Offizier und später als Captain auf der USS Discovery. Saru ist der erste Kelpianer, der Kaminar verlassen hat und zugleich der erste, der sein „Vahar’ai“ durchläuft. Als dies geschieht, wird ihm die wahre Bedeutung dieser Veränderung klar. Als er sein Volk darüber aufklärt, kommt es zu einem Aufstand gegen die Ba’ul. Letztendlich finden die beiden Spezies aber einen Weg der friedlichen Koexistenz. Im 31. Jahrhundert sind beide Spezies Mitglied der Föderation.
Im Spiegeluniversum, in das die Discovery versehentlich springt, werden Kelpianer als Sklaven gehalten und auch von den Terranern (Menschen der Spiegelerde) verspeist.

## Klingonen

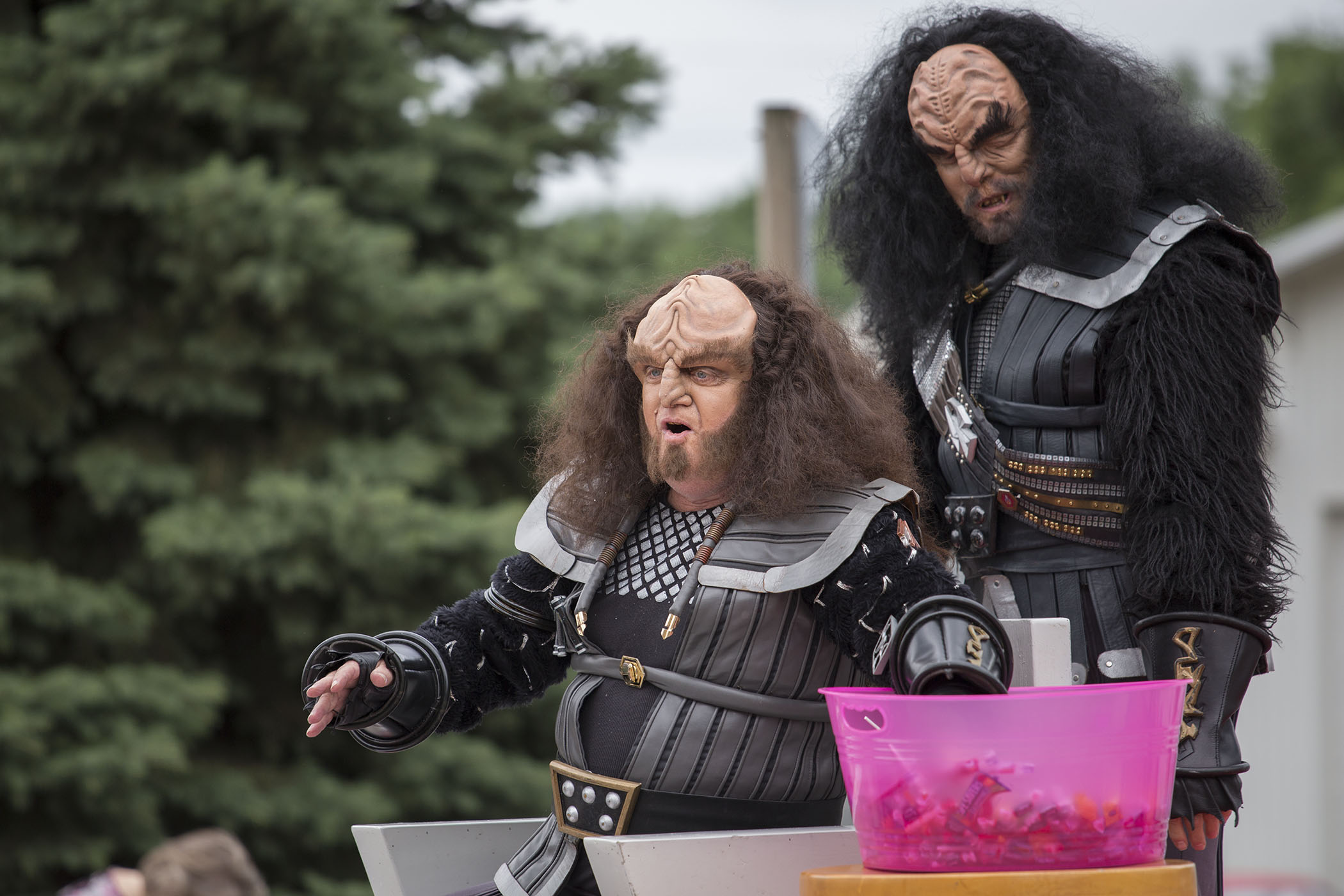
John Garman Hertzler (rechts) 2014 als „Martok“ und Robert O’Reilly als „Gowron“ auf einer Star-Trek-Convention

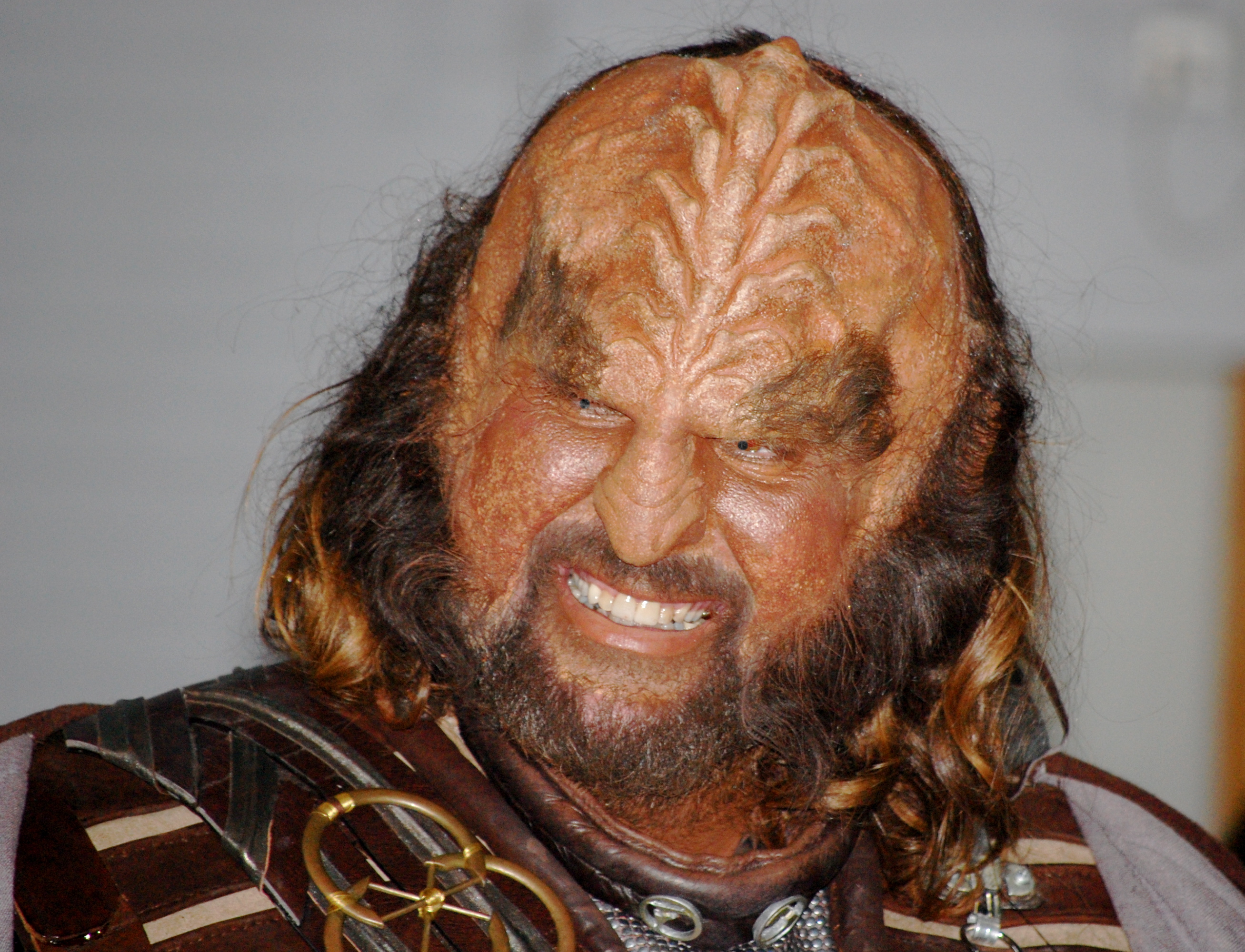
Klingonen-Cosplayer

Die Klingonen gelten allgemein als aufbrausend, temperamentvoll und leicht reizbar bis aggressiv. Ihre Heimatwelt ist der Planet Qo’noS (Kronos). Außerdem gibt es sehr feste Vorstellungen von Ehre, die wichtiger sind als die meisten anderen Werte dieser Kultur – im Mittelpunkt der klingonischen Moralvorstellungen steht der Krieger und sein streng geregeltes Verhalten.
Bekannteste Vertreter sind Worf, General Martok und Kanzler Gowron.
Das Zeichen der Klingonen ähnelt einer Bauart des afrikanischen Wurfeisens oder Shuriken-Wurfmessers.

### Klingonische Physiologie
Das Aussehen von Klingonen ähnelt weitgehend dem der Menschen, weist jedoch einige bedeutende Unterschiede auf: Klingonen haben typischerweise sehr üppige Mähnen als Haupthaar. Bei den Männern sind auch lange Bärte und teils kunstvoll gestaltete Barttrachten sehr beliebt. Das auffälligste und bekannteste äußere Merkmal ist die von Klingone zu Klingone unterschiedlich stark zerfurchte Stirn, die knochenartig bzw. schädelähnlich wirkt und tatsächlich aus Knochen besteht. Diese komplizierten knochigen Muster sind ein Überbleibsel der Evolution aus der prähistorischen Zeit der Klingonen, als sie noch ein ausgeprägtes Exoskelett (äußeres Skelett) besaßen und ihr Aussehen eher an Krebse erinnerte. Klingonen haben mehrere Lungen, Mägen und zwei Lebern, und die meisten Körperfunktionen werden mehrfach abgedeckt. Diese Eigenschaft physischer Redundanzen, die „brak’lul“ genannt wird, macht Klingonen sehr widerstandsfähig. Ein klingonisches Leben dauert im Normalfall mindestens 150 Jahre. Gemeinsame Fortpflanzung mit Menschen (B’Elanna Torres) und Romulanern (Ba’el) ist möglich.
Während einer kurzen Zeit in den 2260ern (zu sehen in der ursprünglichen Serie Raumschiff Enterprise) zeigten sie äußere Merkmale, die eher menschlich aussahen und trugen ihr Haar zurückhaltender, eher wie bei Angehörigen der Föderation. In der Serie Enterprise werden die Klingonen von Anfang an so gezeigt, wie wir sie aus den neueren Serien (ab Star Trek: Der Film) kennen. Diese „evolutionäre“ Besonderheit wird in der vierten Staffel von Enterprise erklärt: Das „menschliche“ Aussehen ist auf fehlgeschlagene Genmanipulations-Experimente mit aufgewerteter menschlicher DNS zurückzuführen. Diese soll mithilfe von veränderten Viren übertragen werden, was schließlich zu einer seuchenartigen Ausbreitung der eigentlich unerwünschten Umbildungen unter der klingonischen Bevölkerung führt, die sich erst nach einigen Generationen wieder zurückbildet. Dies erklärt auch, weshalb Klingonen in späteren Serien, die im 24. Jahrhundert spielen, nur sehr ungern über die Phase menschlichen Aussehens sprechen.
Tatsächlich hatte man in den 1960er Jahren, als die klassische Serie produziert wurde, nicht genug Geld, um das auch damals bereits geplante Aussehen zu verwirklichen.
In der ersten Staffel der Serie Discovery, die im Star-Trek-Universum etwa 10 Jahre vor Raumschiff Enterprise spielt, wurden die Klingonen mit einem deutlich anderen Aussehen versehen. So ist der Kopf nun fast völlig ohne Haare, die knochigen Muster ziehen sich um den gesamten Kopf, und die Kleidung weist deutlich mehr Sporne auf. In der zweiten Staffel wurden sie wieder mit Haaren dargestellt. Deren Fehlen wurde damit erklärt, dass die Klingonen sich zu dieser Zeit im Krieg den Kopf kahl scheren.
Das klingonische Volk ist sehr stolz auf seine Traditionen und das Leben der Klingonen wird von zahlreichen Ritualen begleitet. Das Ehrgefühl bildet die Grundlage für einen Großteil der rituellen Kultur.

### Klingonisches Recht
Das klingonische Recht ist der im klingonischen Reich vorherrschende Gesetzeskodex. Ein Großteil dessen, was über klingonisches Gesetz bekannt ist, kommt aus dem Film Star Trek VI: Das unentdeckte Land, in dem der Zuschauer Zeuge eines Mordprozesses wird, und der Deep-Space-Nine-Folge Das Haus des Quark, in der Quark in den Tod eines Klingonen verwickelt ist.
Das klingonische Gesetz ist mit dem der Föderation vergleichbar, mit einigen wenigen Unterschieden:
- In der Prozessordnung sieht das klingonische Gesetz vor, dass der Kläger und der Angeklagte ihren Fall gleichzeitig präsentieren.
- Das klingonische Gesetz bietet einige Rechte, die nach den Standards der Föderation ungewöhnlich erscheinen:
  - Die rechtliche Einordnung von Tötungsdelikten als Mord unterscheidet sich stark von der in der Föderation gültigen. Es wird zwischen ehrenhafter und unehrenhafter Tötung unterschieden. Für eine ehrenhafte Tötung – also das Töten in Zweikämpfen (Duellen) oder unter durch den Ehrenkodex gebotenen Umständen – existieren strafausschließende Rechtfertigungsgründe.
  - Wenn der Vorstand eines Hauses den eines anderen Hauses in Ehre tötet, hat er das Recht, die Witwe des Getöteten zur Frau zu nehmen und dadurch auch die Herrschaft über das andere Haus zu übernehmen. Dieses Ritual wird „bIreqtal“ genannt. Ob dies auch mit vertauschten Geschlechterverhältnissen gleichermaßen gilt, ist nicht hinreichend belegt.
  - Wenn ein Mitglied eines Hauses unehrenhaft getötet wird, hat ein anderes Mitglied dieses Hauses das Recht zur Blutrache, genannt „bortaS DIb“ (Übers.: „Recht auf Rache“), das heißt, er darf den Mörder seines Verwandten umbringen (es ist unklar, ob dieses Recht weiteren Einschränkungen darüber unterliegt, wer genau in einem Haus dazu berechtigt ist). Das Recht zur Blutrache darf auch von Klingonen ausgeübt werden, die sonst keine Ehrenrechte mehr besitzen.
  - In der klingonischen Rechtsprechung wird die Todesstrafe sehr häufig verhängt, unter anderem bei Kapitalverbrechen, wenn das Recht auf Blutrache durch einen Angehörigen des Opfers nicht zum Tragen kommt.
- Bei den Klingonen ist, der Sippenhaft nicht unähnlich, der Captain eines Raumschiffes für die Handlungsweise seiner Mannschaft verantwortlich. Ist ein Mannschaftsmitglied zum Zwecke des Prozesses unauffindbar, wird an seiner Stelle dem Captain der Prozess gemacht.
- In ähnlicher Weise kann einem oder allen Familienmitgliedern die Ehrenschuld für Verfehlungen bereits verstorbener Vorfahren auferlegt werden. Allerdings handelt es sich bei dieser Entehrung um keine Strafe, sondern um eine Nebenfolge.
- Auf positiver Ebene wird den meisten Klingonen eine sehr offene Wesensart zugesprochen. Lügen, Intrigen und Hinterhalte sind ihnen verhasst, auch wenn es gelegentlich „schwarze Schafe“ gibt. Jeder Klingone, der eine Intrige gegen das Reich plant, lebt nicht lange genug, um damit Ruhm zu ernten. Dabei wird auch bei hohen Adeligen keine Ausnahme gemacht.

### Die Klingonen als militärische Macht

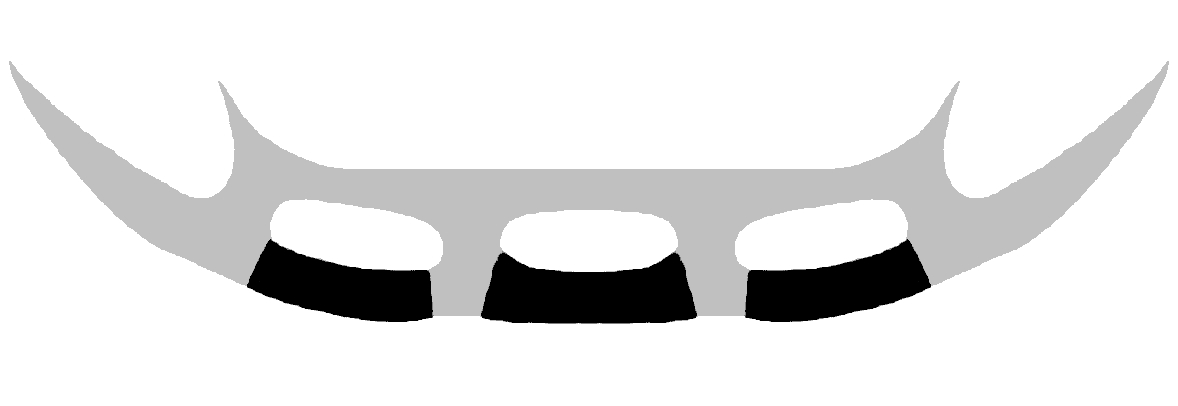
Bat’leth

Das Klingonische Reich wurde von „Kahless dem Unvergesslichen“, dem ersten Imperator der Klingonen, gegründet. Damit wurde eine die gesamte Kultur durchziehende militaristische Tradition mit dem Stellenwert begründet, den bei der Föderation die Erforschung fremder Welten einnimmt – das Führen von Waffen ist zentraler Bestandteil dieser Kultur. Die Klingonen sind als Gegner gefürchtet: Eine häufige Taktik ist das Entern feindlicher Schiffe, Gefangene zu machen, gilt als sehr unüblich, was im klingonischen Ehrenkodex zu fußen scheint. Nicht nur widerspricht es der klingonischen Auffassung von Ehre, Gefangene zu machen, sondern im Umkehrschluss auch, sich zu ergeben – der Tod (insbesondere im Kampf) wird der Gefangenschaft fast immer vorgezogen.
Klingonische Kampftaktik zielt hauptsächlich auf den Nahkampf Mann gegen Mann ab: Klingonen kämpfen bevorzugt mit scharfen Hieb- und Stichwaffen, wie etwa das betleH (klingonisch für „Bat’leth“, eine Art Schwert; laut Marc Okrand kam das Wort „Bat’leth“ durch einen Druckfehler zustande und prägte die Schreibweise der Föderationsstandardumschrift des Klingonischen) oder Dolchen wie dem Daqtagh (auch: D’k tahg) sowie dem meqleH (auch: Mek’leth, ein breites, einhändig geführtes Kurzschwert) – siehe hierzu auch Klingonische Sprache. Den individuellen Nahkampf zu ermöglichen, ist auch einer der Hauptgründe für das Entern feindlicher Schiffe. Zusätzlich zu diesen traditionellen Waffen tragen die Krieger jedoch auch Disruptorpistolen, deren Energieausstoß einen humanoiden Gegner in Sekundenschnelle einäschert.
Klingonische Kriegsschiffe sind mit Tarnvorrichtungen ausgestattet, wodurch sie sich unentdeckt nähern und überraschend angreifen können. Als Bewaffnung werden primär Disruptorkanonen und Photonentorpedos verwendet. Zur Verteidigung sind starke Deflektorschilde und eine schwere Rumpfpanzerung installiert. Abgesehen von den ersten Tarnvorrichtungen, die sie im 23. Jahrhundert von den Romulanern im Austausch gegen eine Anzahl D-7 Schlachtkreuzer erhielten, verwenden sie in der Regel keine Technik anderer Kulturen.
Im 23. Jahrhundert gab es 2256 einen rund einjährigen Krieg mit der Föderation, der fast zur Auslöschung dieser geführt hat. Einen weiteren Krieg mit der Föderation gab es 2267, welcher jedoch nur wenige Tage dauerte. In der ersten Hälfte des 24. Jahrhunderts entspannte sich das Verhältnis wieder, als die USS Enterprise (NCC-1701-C), ein Raumschiff der Ambassador-Klasse, sich in einem Versuch opferte, den Außenposten der Klingonen bei Narendra III gegen vier romulanische Schlachtkreuzer zu verteidigen. Dies schlug erwartungsgemäß fehl, zeigte den Klingonen aber, dass die Föderation nicht ohne Ehre ist.
In der zweiten Hälfte des 24. Jahrhunderts hingegen gab es erneute Spannungen, als die Klingonen, inzwischen von Agenten des Dominion unterwandert, die Cardassianische Union angriffen. Dies wurde von der Föderation verurteilt und es entbrannte ein neuer Krieg. Dieser endete erst, als sich die Cardassianische Union dem Dominion anschloss – die Klingonen allein wären dieser Übermacht chancenlos unterlegen gewesen, wenn auch ehrenvoll. Im Dominion-Krieg klärten sich die Fronten und die Beziehung des Klingonischen Imperiums zur Föderation und den Romulanern festigte sich wieder.
Dass die klingonische Kultur und das klingonische Staatssystem nicht von Anfang an die bekannte militaristische Qualität hatte, wird in der Serie 'Enterprise' erwähnt; hier erklärt der klingonische Rechtsverteidiger Captain Archers (der sich in dieser Folge vor einem klingonischen Tribunal für die Zerstörung eines klingonischen Schiffes verantworten muss), dass sich ebenjene Gesellschaftsstruktur erst in den letzten Jahrzehnten entwickelt hat. Dies ist eine logische Erklärung, denn eine rein auf die militärische Versorgung ausgerichtete Wirtschaft sowie eine puristisch/militärische Kultur wäre nicht in der Lage gewesen, eine stabile Regierung zu konstruieren, ganz zu schweigen von ziviler Forschung und (Weltraum-)Erkundung.
Die Beziehungen zwischen der Föderation und dem Klingonischen Imperium ähneln teilweise den Beziehungen zwischen den Vereinigten Staaten und Russland bzw. der Sowjetunion zum Zeitpunkt der Entstehung der jeweiligen Serie oder des jeweiligen Films, besonders augenfällig bei Star Trek 6.

## Klingonisch-Cardassianische Allianz
Die Klingonisch-Cardassianische Allianz beherrscht im Spiegeluniversum einen Großteil der bekannten Galaxie. Am Ende des 23. Jahrhunderts bzw. Anfang des 24. Jahrhunderts eroberte sie das Terranische Imperium und versklavte darauf die Terraner (so werden die Menschen hier genannt) und die anderen ihm angehörigen Völker. In den Jahren danach schlossen sich weitere Völker, wie z. B. die Bajoraner, an. Im Jahre 2370 kam es jedoch erneut zum Kontakt zwischen der Föderation und der Allianz. Aus dieser Begegnung entstand die Terranische Rebellion, welche zuerst Terok Nor einnahm und später sogar Worf, den Regenten der Allianz, gefangen nahm. Die weitere Entwicklung der Ereignisse ist jedoch unbekannt.

## Krenim
Die Krenim sind eine technologisch hoch entwickelte Spezies aus dem Delta-Quadranten. Sie ähneln äußerlich Menschen, besitzen aber mehrere bunte Flecken an den Schläfen. Sie besitzen Raumschiffe, die in der Lage sind Zeitlinien zu verändern.
Die Krenim tauchen nur in Star Trek: Raumschiff Voyager auf. In Star Trek: Discovery werden sie erwähnt.

## Kriosianer
Die Kriosianer sind eine humanoide Spezies des Alpha- oder Beta-Quadranten. Sie leben auf dem Planeten Krios Prime, ihre ursprüngliche Heimat ist aber Valt Minor. Seit ihrer Auswanderung vor vielen Jahrhunderten leben sie im Streit mit ihrem Brudervolk. Die Kriosianer sind äußerlich menschenähnlich, unterscheiden sich aber durch ein Fleckenmuster, das von den Schläfen bis auf den Rücken reicht. Sie können über 200 Jahre alt werden. Einige Kriosianer sind empathische Metamorphe, das heißt, sie spüren die Gefühle und Begierden ihres Gegenübers und können ihr Verhalten darauf anpassen. Während männliche Metamorphe vergleichsweise häufig sind, werden weibliche nur einmal alle sieben Generationen geboren. Das macht sie zu extrem begehrten Lebenspartnern und auch zu einem Mittel der Diplomatie. Der Erstkontakt mit der Menschheit erfolgt im Jahr 2152, als die Enterprise NX-01 zufällig auf die designierte Monarchin von Krios Prime trifft, die auf dem Rückweg von einer diplomatischen Mission entführt wurde. Irgendwann später gerät Krios Prime unter die Herrschaft der Klingonen. Gegen diese bricht 2367 eine Rebellion aus, die die Klingonen weitgehend gewähren lassen. Allerdings versorgen die Romulaner die Kriosianer mit nachgebauten Föderationswaffen und versuchen dadurch, einen Keil zwischen die Klingonen und die mit ihnen verbündete Föderation zu treiben. Die Besatzung der USS Enterprise NCC 1701-D kann diese Verschwörung aber aufdecken. Im folgenden Jahr hat Krios Prime offenbar seine Unabhängigkeit wiedererlangt. Die Enterprise D transportiert nun einen weiblichen Metamorph namens Kamala. Sie soll den Kanzler von Valt Minor heiraten und dadurch die Feindschaft zwischen beiden Welten beenden.
Die Kriosianer treten nur in Raumschiff Enterprise – Das nächste Jahrhundert und in Star Trek: Enterprise auf. Ihr Fleckenmuster diente als Inspiration für die Neugestaltung des Aussehens der Trill bei der Konzeption der Serie Star Trek: Deep Space Nine.

## Kwejianer

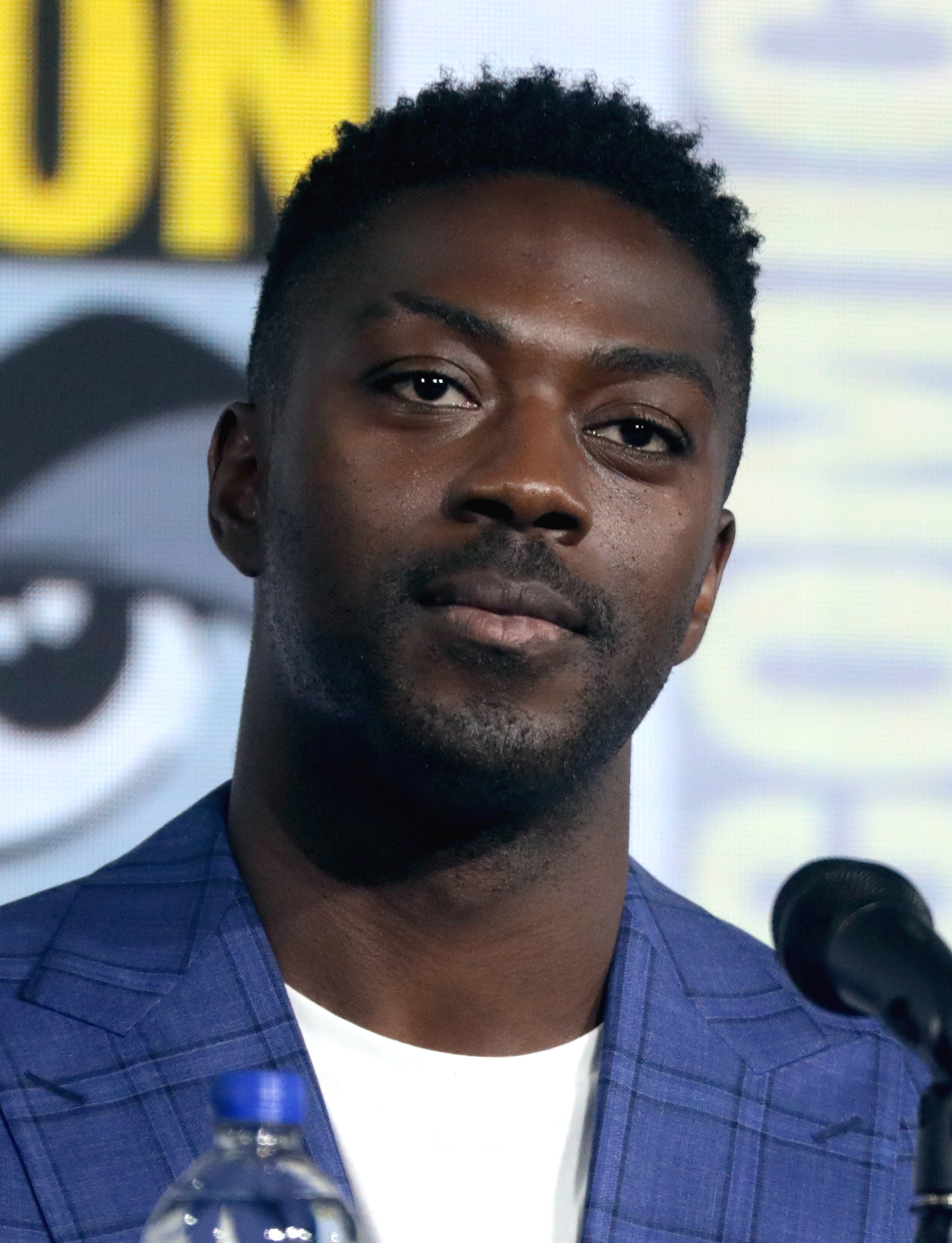
David Ajala, Darsteller des Kwejianers Cleveland Booker

Die Kwejianer sind eine Spezies vom Planeten Kwejian, die äußerlich Menschen gleichen. Die Mitglieder dieses Volkes können eine empathische Verbindung mit Pflanzen und Tieren aufbauen. Während dieses Vorgangs erscheint ein glühendes Muster auf ihrer Stirn. Im 32. Jahrhundert schließt sich Cleveland Booker, ein Mitglied dieser Spezies, der Besatzung der USS Discovery an. Im Jahr 3190 wird der Planet Kwejian durch die Gravitationswellen einer geheimnisvollen Anomalie vollständig vernichtet, wodurch Cleveland Booker zum mutmaßlich letzten Überlebenden seines Volkes wird.
Die Kwejianer tauchen nur in Discovery auf.

## Kzinti
Die Kzinti sind – ähnlich den Caitianern – eine katzenartige Spezies, jedoch von kräftigerer Statur. Sie gehen meist gebückt, haben rötliches Fell, eine etwas dunklere Maske um die Augen und gezackte Ohren. Anscheinend besitzen nur die männlichen Angehörigen dieser Spezies eine höhere Intelligenz. Einige Kzinti besitzen telepathische Fähigkeiten. Sie sind eine recht aggressive Spezies und führen im 21. Jahrhundert vier Kriege gegen die Menschheit (diese Zeitangabe ist etwas problematisch, da später etabliert wurde, dass die Menschheit erstmals 2063 Kontakt zu einer außerirdischen Spezies – den Vulkaniern – erlangte).
Die Kzinti unterscheiden sich von allen anderen Spezies dadurch, dass sie nicht direkt für das Star-Trek-Franchise erfunden wurden. Der Science-Fiction-Autor Larry Niven schrieb 1973 das Drehbuch für die Folge Das Geheimnis der Stasis-Box der Zeichentrickserie Die Enterprise und übernahm hierfür eine Spezies, die er bereits für sein eigenes Known Space- bzw. Ringwelt-Universum erdacht hatte. In einer weiteren Folge von Die Enterprise ist ein Kzinti als Hintergrundfigur zu sehen. In den folgenden Filmen und Serien wurde die Spezies weitgehend ignoriert. Erst 2020 wurden die Kzinti in Picard wieder erwähnt. In Lower Decks dient im Jahr 2381 ein Angehöriger dieser Spezies namens Taylor als Sternenflotten-Offizier an Bord der USS Cerritos.

## Lanthaniten

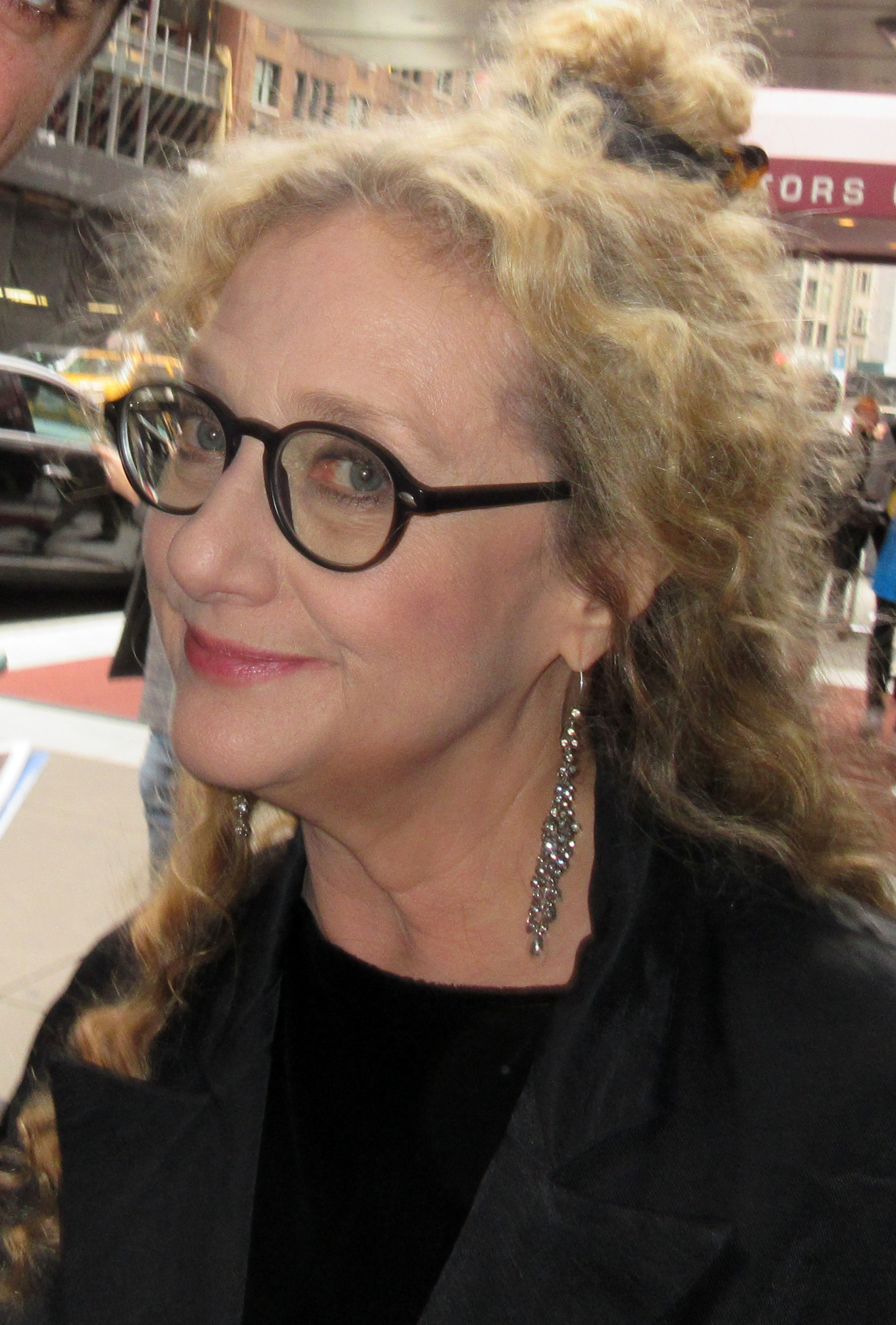
Carol Kane, Darstellerin der Lanthanitin Pelia

Eine Gruppe von Lanthaniten lebt bis ins 22. Jahrhundert unentdeckt unter den Menschen auf der Erde. Ihre Herkunft wird nicht näher erläutert. Äußerlich kaum von den Menschen zu unterscheiden, verrät sie allein ihr einzigartiger Akzent. Sie besitzen eine extrem lange Lebensspanne, die als „fast ewig“ beschrieben wird.
Die Lanthaniten werden erstmalig in Star Trek – Strange New Worlds thematisiert. Spocks Mutter Amanda Grayson gehörte zu den ersten Menschen, denen die Lanthanitin Pelia zum ersten Mal ihre Speziesidentität offenbarte. Spock gibt zu, dass er ihr Volk schon immer faszinierend gefunden habe. Im Gegenzug erzählt Pelia, dass das, was sie an ihrer langen Lebensspanne am meisten störe, nicht der Verlust von Freunden und geliebten Menschen durch die Zeit ist, da dieses allen Lebewesen passiert, sondern Langeweile.

## Lurianer
Die Lurianer sind eine humanoide Spezies vom Planeten Luria im Hyundite-Nebel, dessen Lage in den Filmen und Serien nicht genauer erwähnt wird. Sie sind etwas größer als Menschen und von breiter, kräftiger Statur. Sie haben keinen klar abgesetzten Hals, sondern ihr Kopf scheint direkt in den Rumpf überzugehen. Lurianer besitzen gräuliche oder hellbraune Haut, einen sehr breiten Mund, Knollennasen, tiefliegende Augen, weit hinten am Kopf sitzende Ohrmuscheln und nur sehr wenig Haupthaar. Ihre Heimatwelt ist eine Monarchie.
Der bekannteste Vertreter dieser Spezies ist Morn, ein Stammgast in Quarks Bar auf der Raumstation Deep Space Nine. Morn war lange Zeit der einzige Lurianer, der in Star Trek zu sehen war. Er trat in zahlreichen Folgen von Deep Space Nine, in einer Folge von Raumschiff Enterprise – Das nächste Jahrhundert und im Pilotfilm von Voyager auf. Weitere Lurianer sind als Hintergrundfiguren in Discovery, Lower Decks und Prodigy zu sehen.

## Malon
Die Malon sind eine im Delta-Quadranten beheimatete humanoide Spezies; ihr Hauptplanet ist Malon Prime. Auch wenn ihre Raumschiffe der Technik der Föderation ebenbürtig sind, betreiben sie offenbar eine Industrie, bei der enorme Mengen Antimaterieabfälle entstehen. Diese emittieren für Lebensformen hochgefährliche Thetastrahlung. Daraus resultiert eine ausgeprägte Entsorgungsindustrie: Die Malon nutzen gigantische Tanker-Raumschiffe, um den strahlenden Müll fern ihrer Heimat zu entsorgen. Selten wird dabei Rücksicht auf eventuelle Bewohner oder Risiken für andere Spezies genommen. Die Malon kommen nur in Voyager vor.

## Maquis
Das Wort Maquis kommt aus dem Französischen und bezeichnet den undurchdringlichen Buschwald in den Mittelmeerländern. Dort versteckten sich traditionell Banditen und Gesetzlose, daher wird das Wort Maquis auch häufig als Synonym für eine Untergrundbewegung verwendet.
Der Maquis wurde nach der französischen Widerstandsbewegung im Zweiten Weltkrieg benannt.
Der Maquis in Star Trek ist eine Gruppe aus abtrünnigen Föderationsbürgern und Außenweltlern, die, nachdem ihre Welten infolge eines Friedensvertrages an die Cardassianische Union gefallen sind, gegen die Cardassianer, aber auch gegen die Sternenflotte kämpft. Der Maquis wird von den Klingonen mit Tarnvorrichtungen und Waffen unterstützt, auch andere Spezies wie die Ktarianer sympathisieren offen mit dem Maquis, jedoch gibt es keine offizielle Unterstützung.
Einige der späteren Mitglieder willigen bei der Übergabe ihrer Welten an die Cardassianer ein, dort unter deren Herrschaft zu leben. Da sie von diesen aber schikaniert werden, entschließen sie sich zum Kampf.
Ihr Militär beschränkt sich auf veraltete und meist zivile Raumschiffe, die schon oft geflickt wurden und den Schlachten kaum noch standhalten. Auch sind es oft kleinere Schiffe, modifizierte Transporter oder Scouts, die von Schrottdeponien geborgen oder gekauft und wieder flugtauglich gemacht wurden. Demnach ist ihre militärische Stärke sehr gering und sie sind abhängig von ihren Listen und Tricks, um den Großmächten zu trotzen.
Die Organisation des Maquis basiert auf sogenannten „Zellen“, es sind Grüppchen, die miteinander agieren. Jede Zelle hat einen Anführer und besitzt etwa ein bis zwei Schiffe. Der Maquis hat ein Oberhaupt, welches meistens aus drei bis fünf Personen besteht und beinahe wie eine Art Rat fungiert. Entscheidungen, das Militär und die Diplomatie betreffend, werden gemeinsam ausdiskutiert und getroffen. Diese Entscheidungen werden dann an die Zellenführer weitergegeben, die sie dann umsetzen.
Für die Rekrutierung ist jede Zelle selbst verantwortlich, jeder Zellenführer muss sich selber Personal suchen, es prüfen und darf die Person erst bei Vertrauen in die Geheimnisse des Maquis einweihen. Da der Maquis keine Struktur hat, die mit der Sternenflotte oder der Unionsflotte vergleichbar wäre, ist Vertrauen und Ehrlichkeit überlebenswichtig für ihn.
Die Durchsetzung der Befehle wird meist nach der „Faustformel“ vollstreckt. Ähnlich wie in einem Wolfsrudel, wird der, der nicht auf verbale Anweisung gehorcht, mit Hieben und Tritten dazu motiviert. Somit herrscht innerhalb der Zelle eine Abart der Gesetzlosigkeit, nur dass nicht nur der Stärkste das Kommando hat, sondern auch Wissen und Erfahrung als wirksames Argument gilt. Auch Ausbildung und frühere Tätigkeit spielen eine Rolle, somit wird zum Beispiel Chakotay, welcher eine Sternenflottenausbildung und Kommandoerfahrung im Range eines Commanders hat, als Zellenführer nicht infrage gestellt.
In Folge 4x15 von Voyager erhält Chakotay die Nachricht, dass die Maquis durch Massenvernichtungswaffen der Cardassianer ausgelöscht worden sind und einige wenige inhaftiert sind. Hier wird die Präsenz des Dominions im Alpha-Quadranten als „Macht aus dem Gamma-Quadranten“ angedeutet, die den Cardassianern bei der Ausrottung der Maquis behilflich war. Die der Voyager-Crew zugehörigen Maquis sind damit die letzten Freien dieser Gruppe.

## Meduser
Die Meduser oder Medusen sind eine hochintelligente körper- und geschlechtslose Spezies. Sie sind hervorragende Navigatoren. Im Umgang mit anderen Spezies sind sie auf ein blickdichtes Schutzbehältnis angewiesen, da der bloße Anblick eines Medusers seinen Gegenüber in den Wahnsinn treiben würde; es reicht bereits der Anblick des Spiegelbilds. Vulkaniern ist es mithilfe einer speziellen Schutzbrille möglich, Blickkontakt mit Medusern aufzunehmen. Die Kommunikation mit ihnen erfolgt mittels Telepathie oder Gedankenverschmelzung.
Die Meduser sind nach der Gorgonin Medusa aus der griechischen Mythologie benannt. Sie hatten ihren ersten und für lange Zeit einzigen Auftritt in der Originalserie Raumschiff Enterprise. In Prodigy wurden sie wieder aufgegriffen, in dieser Serie ist ein Angehöriger dieses Volkes namens Zero eine der Hauptfiguren.

## Mizarianer
Die Mizarianer sind eine humanoide Spezies vom Planeten Mizar II im Alpha-Quadranten. Sie haben eine blassblaue Haut, faltige Wangen und markante Überaugenwülste, von denen aus zwei leichte Wülste vertikal über ihre Stirn verlaufen. Sie tragen gewöhnlich ein Kopftuch. Die Mizarianer verabscheuen Gewalt und leisten auch feindlichen Invasoren keinerlei Widerstand. Dies hat zur Folge, dass ihr Planet zwischen dem 21. und 24. Jahrhundert sechs Mal erobert wird. Die Mizarianer überleben dabei stets durch Kooperation mit den Eroberern.
Die Mizarianer hatten ihren ersten Auftritt in Folge 3.18 (Versuchskaninchen) von Raumschiff Enterprise – Das nächste Jahrhundert aus dem Jahr 1990. Sie waren später noch als Statisten in zwei weiteren Folgen dieser Serie und im Spielfilm Star Trek: Treffen der Generationen von 1994 sowie in einer kleineren Nebenrolle in Folge 2.05 (Die Doopler-Verwirrung) der animierten Serie Star Trek: Lower Decks von 2021 zu sehen.

## Nacene
Die Nacene sind eine langlebige, hoch entwickelte Spezies und stammen aus einer anderen Galaxie. Sie existieren normalerweise als nicht körperliche Energiewesen außerhalb des Raum-Zeit-Kontinuums, sie können aber auch im Subraum und im Normalraum leben. Im Normalraum erscheinen sie als gelatinöse Masse, sie sind aber in der Lage ihr Aussehen zu verändern und können daher auch eine humanoide Form annehmen. Wenn ein Angehöriger dieses Volkes stirbt, wird sein Körper zu einer Art Stein, der durch Vibrationen immer noch auf die Anwesenheit anderer Nacene reagieren kann.
Zu einer nicht näher genannten Zeit besuchen einige Wissenschaftler der Nacene die Milchstraße. Bei einem missglückten Experiment wird die Atmosphäre der im Delta-Quadranten gelegenen Heimatwelt der Ocampa so sehr in Mitleidenschaft gezogen, dass eine Dürre ausbricht und die Oberfläche des Planeten lebensfeindlich wird. Zwei Nacene bleiben zurück, errichten unterirdische Siedlungen für die Ocampa und versorgen diese von einer als Phalanx bezeichneten Raumstation aus mit Energie. Dass die Ocampa nun völlig von ihnen abhängig sind, wird von einem der Wesen, Suspiria, bald als Fehler angesehen. Sie verlässt die Phalanx im 21. Jahrhundert mit einigen Ocampa und lehrt diese, ihre Fähigkeiten weiterzuentwickeln. Der letzte verbliebene Nacene, der von den Ocampa als „Fürsorger“ bezeichnet wird, erkennt im 24. Jahrhundert, dass er nicht mehr lange zu leben hat. Er sucht verzweifelt nach einer kompatiblen Lebensform, mit der er Nachkommen zeugen kann, die sein Werk fortführen. Zu diesem Zweck entführt er zahlreiche Raumschiffe aus der gesamten Milchstraße zu seiner Phalanx, darunter das Maquis-Schiff Val Jean und die Sternenflotten-Raumschiffe USS Equinox und USS Voyager.
Die Nacene treten nur in Voyager auf.

## Na’kuhl
Die Na’kuhl sind eine humanoide Spezies mit grauer, faltiger, von Adern durchzogener Haut, spitzen Ohren und roten Augen. Ihr Blut ist Gelb. Über die Herkunft und die Geschichte dieses Volks ist nichts Näheres bekannt. Während der Haupthandlungszeit von Star Trek zwischen dem 22. und dem 25. Jahrhundert treten sie nicht in Erscheinung. Die Na’kuhl sind eine wichtige Fraktion im Temporalen Kalten Krieg und gehören zu den Gegenspielern der Suliban. In der Absicht, die Zeitlinie zu ihren Gunsten zu ändern, reist eine Gruppe von Na’kuhl unter der Führung von Vosk zurück ins Jahr 1944 und will dort Nazi-Deutschland helfen, den Zweiten Weltkrieg zu gewinnen. Die Besatzung der USS Enterprise NX-01, die versehentlich ebenfalls in diese Zeit verschlagen wird, kann die Änderungen der Zeitlinie aber rückgängig machen.
Die Na’kuhl treten nur in drei Folgen von Star Trek: Enterprise auf.

## Napeaner
Die Napeaner sind eine humanoide Spezies aus dem Alpha- oder Beta-Quadranten. Sie haben einen auffälligen, blattförmigen Knochenwulst auf der Stirn und besitzen telepathische Fähigkeiten. Im Jahr 2370 müssen die Führungsoffiziere der Enterprise D den Tod eines ihrer Schiffskameraden, dem Halb-Napeaner Daniel Kwan, aufklären.
Obwohl die meisten bislang gezeigten Napeaner auf Raumschiffen der Sternenflotte Dienst tun, ist unklar, ob ihr Heimatplanet Mitglied der Föderation ist. Das Referenzwerk Star Trek: Sternen-Atlas verzeichnet zwar eine Föderationswelt namens Napea (mutmaßlich die Heimat der Napeaner), diese Angabe ist jedoch nicht kanonisch.
Der in einer Folge von Raumschiff Enterprise – Das nächste Jahrhundert auftretende Kwan ist der bislang einzige Napeaner mit einer Sprechrolle. Weitere Napeaner sind als Hintergrundfiguren in mehreren Folgen von Star Trek: Deep Space Nine und Star Trek: Lower Decks zu sehen; zu ihnen gehört ein regelmäßig auftretender Sicherheitsoffizier der USS Cerritos.

## Nausicaaner
Die Nausicaaner kommen zum ersten Mal in Raumschiff Enterprise – Das nächste Jahrhundert vor und sind eine kräftig gebaute und gewalttätige humanoide Spezies. Wegen ihrer Rücksichtslosigkeit werden sie oft als Söldner angeheuert (beispielsweise vom FCA-Inspektor der Ferengi Brunt, Serie Deep Space Nine). Im 22. Jahrhundert, vor der Gründung der Föderation, überfielen sie irdische Frachter. Die frühe Sternenflotte musste deswegen viel Zeit aufwenden, um die nausicaanischen Piraten zu überwachen.
Jean-Luc Picard, der spätere Captain der Enterprise-D, wurde als Fähnrich in einem Kampf mit Nausicaanern von diesen von hinten ins Herz gestochen, weshalb sein Herz durch ein künstliches ersetzt werden musste.
Nausicaaner tauchen auch gelegentlich als streitbare Gäste in Quarks Bar in Deep Space Nine auf.
Der Name „Nausicaaner“ leitet sich von der Hauptfigur des Anime-Kinofilms Nausicaä aus dem Tal der Winde ab. Etliche Mitglieder des Star-Trek-Produktionsteams sind Fans von japanischen Zeichentrickfilmen und haben viele subtile Anime-Referenzen eingebaut.

## Norcadianer
Die Norcadianer sind eine Spezies aus dem Delta-Quadranten. Ihre Heimatwelt heißt Norcadia Prime. Im Jahr 2376 durchfliegt die USS Voyager den norcadianischen Raum und besucht den Heimatplaneten des Volks. Dort lernt die Besatzung die Kampfsportart Tsunkatse kennen, muss aber bald erfahren, dass die Kämpfer nicht freiwillig an den Turnieren teilnehmen. Kurz darauf rettet die Voyager das norcadianische Mädchen Mezoti zusammen mit den beiden Wysanti-Zwillingen Azan und Rebi und dem Brunali Icheb aus dem Borg-Kollektiv. Sie bleibt einige Monate auf der Voyager, bis diese 2377 auf ein Wysanti-Schiff trifft. Auf diesem begleitet sie Azan und Rebi in deren Heimat.
Mezoti ist das einzige Individuum, das explizit als Norcadianerin bezeichnet wird. Auf Norcadia Prime hat die Besatzung der Voyager einige Begegnungen mit einem Mann namens Penk, dem Organisator der Tsunkatse-Kämpfe. Ob er selbst Norcadianer ist, wird nicht erwähnt. Sollte dies der Fall sein, gibt es erhebliche Unterschiede im äußeren Erscheinungsbild, die entweder zwischen Männern und Frauen oder zwischen Kindern und Erwachsenen bestehen. Mezoti ist menschenähnlich und hat einen leichten Nasenkamm, der dem der Brunali ähnelt, jedoch weniger stark ausgeprägt ist und nicht über die komplette Stirn, sondern nur bis auf Höhe der Augenbrauen reicht. Bei Penk hingegen fehlt der Nasenkamm. Stattdessen hat er zwei Wülste zwischen Stirn und Schläfen.
Die Norcadianer treten nur in Star Trek: Raumschiff Voyager auf.

## Ocampa

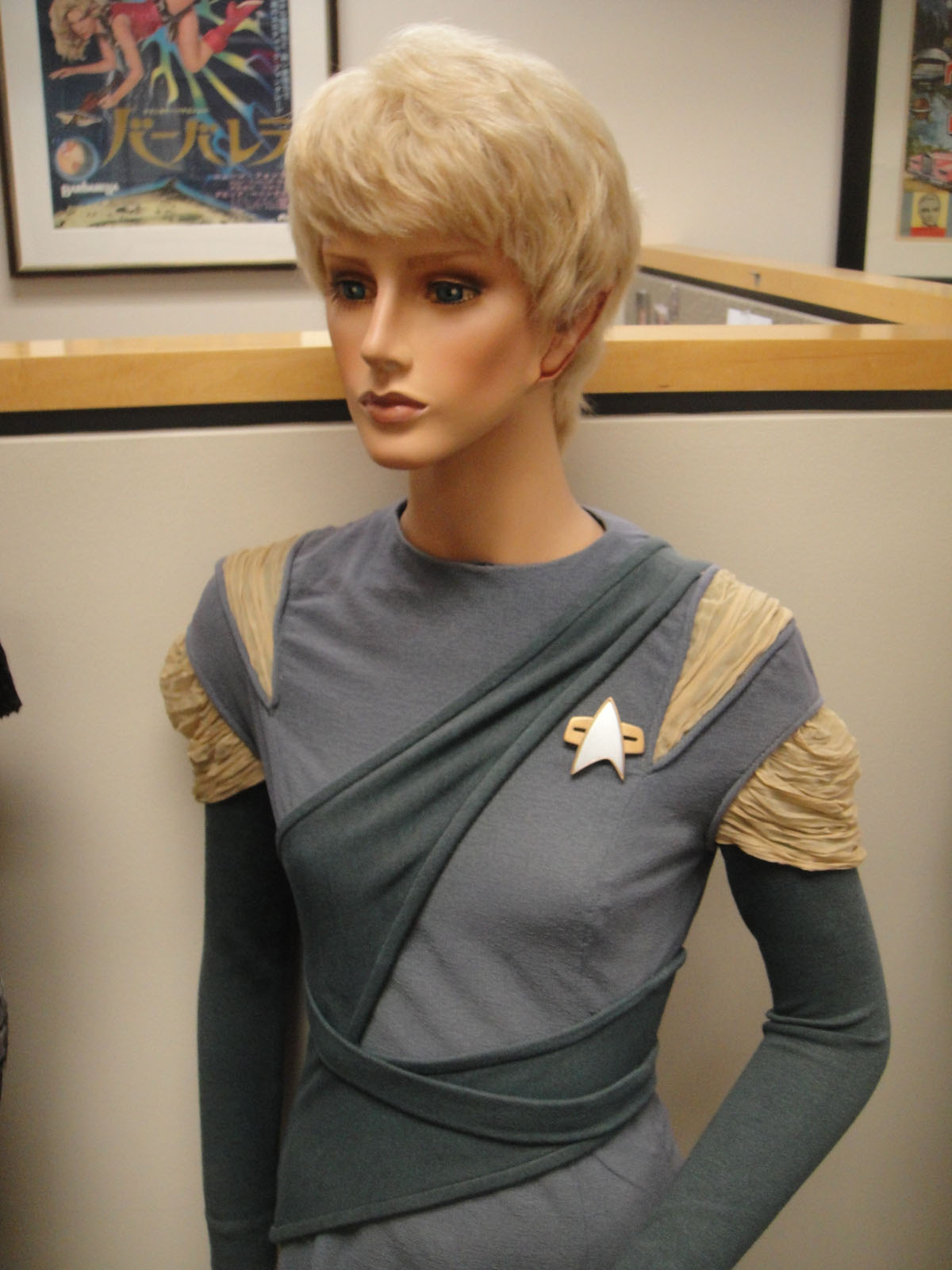
Eine Ocampa

Die Ocampa sind eine Spezies aus dem Delta-Quadranten, wo sie ursprünglich vom „Fürsorger“ mit Energie versorgt wurden, bis dieser starb. Ursprünglich lebten die Ocampa auf der Oberfläche ihres Planeten. Diese mussten sie allerdings verlassen, da der Fürsorger und andere seiner Art unabsichtlich eine Dürre auf dem Planeten auslösten und somit die Bevölkerung zwangen, unter die Oberfläche zu fliehen. Ihr kurzes Leben (ca. 9 Jahre) verbringen die meisten unterirdisch (Ausnahme ist eine Kolonie auf einer Raumstation), ihre einst übernatürlichen Fähigkeiten sind bei den meisten verkümmert. Ihre Fähigkeiten können allerdings durch intensives Training zu einem großen Teil wieder zurückgerufen werden.
Ocampa-Frauen werden normalerweise nur einmal im Leben schwanger. Während ihrer fruchtbaren Phase verändert sich das Aussehen der weiblichen Ocampa. Sie weisen dann gelbliche Färbung des Gesichtes und der Handinnenseiten auf. Ihre Kinder tragen sie auf ihren Rücken aus. Aus Voyager ist die Ocampa Kes näher bekannt; ihr gelingt es auch, die übernatürlichen Fähigkeiten zu entwickeln.

## Organier
Die Organier sind eine hoch entwickelte, körperlose Spezies. Ihre Heimat ist der Planet Organia im Grenzgebiet zwischen der Föderation und dem Klingonischen Reich. Der inoffizielle Erstkontakt mit der Menschheit findet im Jahr 2154 statt, als zwei Organier eine heimliche Beobachtungsmission auf der Enterprise NX-01 durchführen, indem sie die Körper mehrerer Besatzungsmitglieder übernehmen. Sie werden zwar entdeckt, löschen aber die Erinnerungen der Enterprise-Crew an diesen Vorfall. Der offizielle Erstkontakt erfolgt schließlich im Jahr 2267. Zu dieser Zeit gibt es Streitigkeiten zwischen der Föderation und den Klingonen um mehrere Grenzgebiete. Die Organier tarnen sich als eine humanoide Spezies mit vorindustrieller Gesellschaft. Als eine klingonische Streitmacht unter dem Kommando von Kor den Planeten Organia besetzt und annektiert, bricht ein offener Krieg mit der Föderation aus. Diese schickt nun das Raumschiff USS Enterprise NCC 1701 unter dem Kommando von James T. Kirk, um die vermeintlich primitiven Organier gegen die Klingonen zu unterstützen. Als die Lage schließlich zu eskalieren droht, geben die Organier ihre wahre Natur zu erkennen und machen alle am Konflikt beteiligten Raumschiffe kampfunfähig. Mittels ihrer überlegenen Kräfte gelingt es ihnen, den Krieg zwischen Klingonen und Föderation bereits kurz nach seinem Ausbruch zu beenden. Sie handeln den Vertrag von Organia aus, in dem sich beide Parteien verpflichten, künftig auf Gewalt zu verzichten und Streitigkeiten friedlich zu lösen.
Die Organier treten nur in jeweils einer Folge von Raumschiff Enterprise und Enterprise auf. Die Spezies, ihr Heimatplanet und der Vertrag von Organia werden aber in mehreren weiteren Folgen verschiedener Serien erwähnt.
In der animierten Serie Star Trek: Prodigy ist eine der Hauptfiguren, Dal R’El, ein Hybrid aus mehreren Spezies, darunter den nicht genauer definierten „Proto-Organiern“.

## Orioner

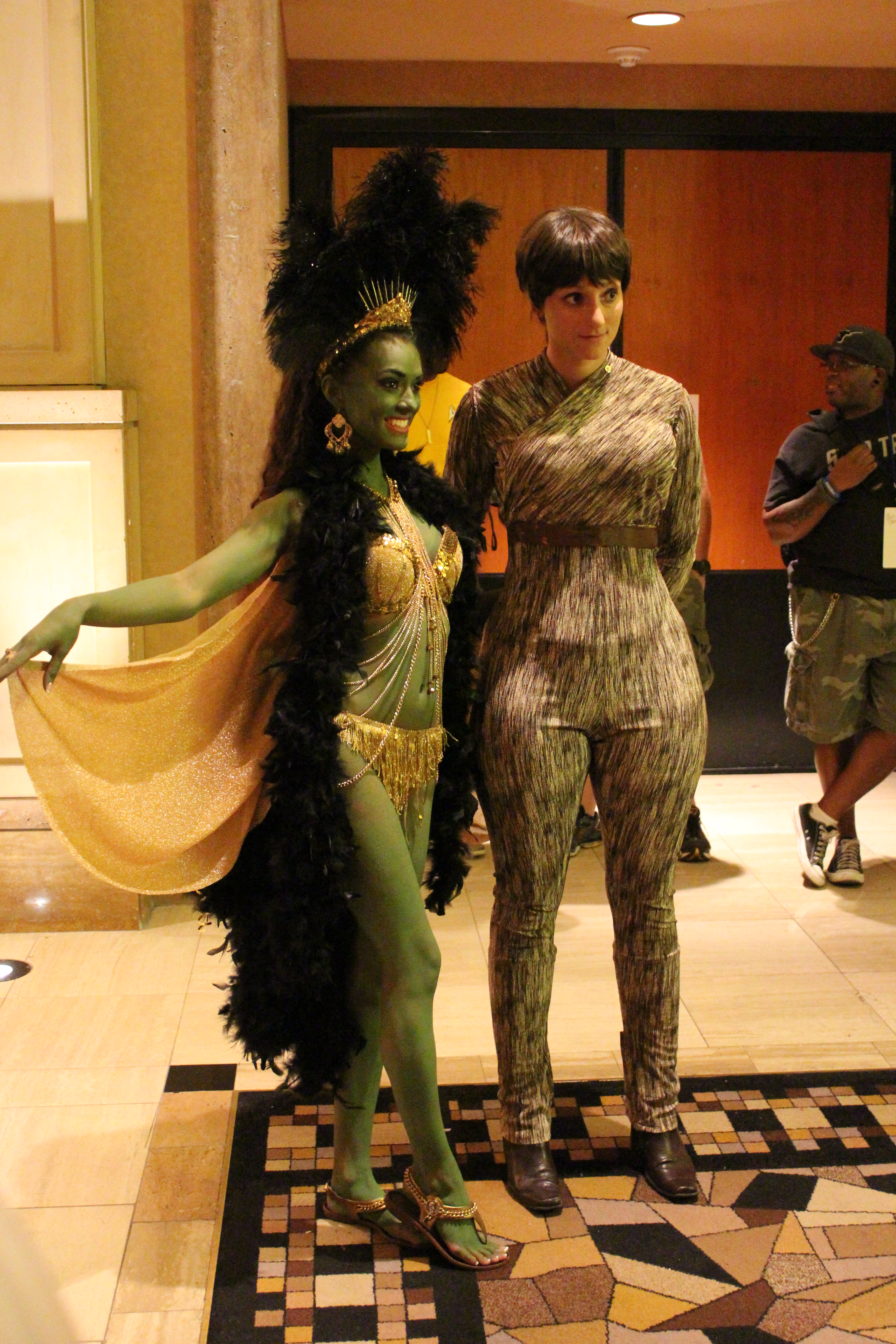
Eine Cosplayerin als orionische Tänzerin (links)

Die Orioner sind eine humanoide Spezies, die äußerlich sehr menschenähnlich ist, sich aber durch eine kräftige, grüne Hautfarbe unterscheidet. Frauen sind zierlich gebaut und besitzen langes, schwarzes Haar. Männer sind in Die Enterprise und Enterprise deutlich größer als ein durchschnittlicher Mensch, sehr muskulös und kahlköpfig dargestellt, in Discovery hingegen mit normaler menschlicher Statur und schwarzen Haaren. Die Orioner betreiben zwar auch friedlichen Handel, einen wichtigen Teil ihrer Kultur machen aber auch Piraterie, organisiertes Verbrechen und Sklavenhandel aus. Sie sind bekannt für ihre Sklavenmädchen, die aufgrund ihrer Pheromone und der meist spärlichen Bekleidung auf männliche Angehörige verschiedener Spezies, darunter auch Menschen, äußerst anziehend wirken. Eine wichtige Organisation ist das Orion-Syndikat, bei dem es sich offenbar sowohl um eine Regierung als auch eine Verbrecherorganisation handelt. Es ist bereits im 22. Jahrhundert aktiv. Im 24. Jahrhundert gehören ihm neben Orionern auch Mitglieder zahlreicher anderer Spezies an. Im 32. Jahrhundert bilden die Orioner und die Andorianer eine Allianz, die als Smaragdkette bezeichnet wird.
Der Heimatplanet der Orioner ist Orion, ein Planet im gleichnamigen Sternbild. Es existieren jedoch widersprüchliche Angaben dazu, welchen Stern er umkreist. Innerhalb der Serien und Filme werden keine genauen Angaben gemacht. Nach dem Referenzwerk Die Welten der Föderation ist er der achte von zwölf größtenteils bewohnten Planeten im Rigel-System. Laut dem Star Trek Sternenatlas umkreist Orion hingegen den Stern π³ Orionis.
Die Orioner treten in Raumschiff Enterprise, Die Enterprise, Enterprise, Discovery und Lower Decks sowie zwei Spielfilmen auf, in den anderen Serien werden sie lediglich erwähnt. In Lower Decks gibt es mit D’Vana Tendi erstmals eine Hauptfigur, die Orionerin ist.

## Osnullus
Die Osnullus sind eine Spezies mit einem humanoiden Körper und einem sehr großen Kopf, der zwei große und vier kleine Augen sowie keinen sichtbaren Mund aufweist. Über ihre Heimatwelt, ihre Kultur und Geschichte ist bislang nichts bekannt. In den 2250er Jahren dienen mehrere Mitglieder dieser Spezies an Bord der USS Discovery und im 32. Jahrhundert im Hauptquartier der Sternenflotte.
Die Osnullus treten nur in Discovery auf. Der Name dieses Volkes wurde innerhalb der Serie bislang nicht erwähnt, wurde aber von verschiedenen Mitgliedern des Produktionsstabs mehrfach genannt.

## Overlooker
Die Overlooker sind eine Spezies aus dem Delta-Quadranten. Sie sind füllig und untersetzt, besitzen braune Haut und einen recht hohen, haarlosen Kopf mit flacher Nase und rundlichen Wangen. Die Overlooker gehören einer nicht genauer beschriebenen politischen Einheit namens „Die Hierarchie“ an und betreiben für diese Spionage und Überwachung. Zum Erstkontakt mit der Föderation kommt es, als sich eine Gruppe von Overlookern in das Programm des holografischen Doktors der USS Voyager einklinkt, um einen Überfall auf das Schiff zu planen. Dabei merken sie nicht, dass sie nicht nur die realen Erlebnisse des Doktors empfangen, sondern auch dessen Phantasien und Tagträume.
Die Overlooker haben Auftritte in drei Folgen der Serie Star Trek: Raumschiff Voyager. Der Name dieser Spezies steht zwar in den Drehbüchern, wird aber nicht in Dialogen genannt. Eine deutsche Übersetzung ihres Namens (bspw. „Aufseher“) existiert daher nicht.
Durch ihre Kopfform und ihre Kleidung haben die Overlooker optisch eine auffallende Ähnlichkeit mit den Sontaranern aus der britischen Science-Fiction-Serie Doctor Who.

## Pakleds
Die Pakleds sind eine humanoide Spezies aus dem Alpha- oder Beta-Quadranten. Sie sind von fülliger Statur, haben blasse Haut und sehr voluminöse Augenbrauen. Da sie technologisch etwas rückständig sind, versuchen sie sich Technologien anderer Völker anzueignen. Durch ein scheinbar leicht dümmliches Auftreten erreichen sie häufig, dass sie von anderen Völkern unterschätzt werden und können sich sogar deren Hilfe erschleichen. Dank dieser Strategie können sie bis zum Jahr 2380 mithilfe gestohlener Technologie eine Flotte mächtiger Raumschiffe aufbauen, die es auch mit Schiffen der Sternenflotte aufnehmen können.
Die Pakleds traten erstmals in Raumschiff Enterprise – Das nächste Jahrhundert auf. In Deep Space Nine sind sie häufig als Statisten zu sehen. Später wurde die Spezies in Lower Decks wieder aufgegriffen.

## Pandronier
Die Pandronier sind eine äußerlich humanoid wirkende Spezies mit grüner Haut und roten Haaren. Tatsächlich aber bestehen ihre Körper aus mehreren voneinander unabhängigen Teilwesen, die sich voneinander trennen können und sowohl zur zweibeinigen Fortbewegung als auch zur Levitation fähig sind. Ein Pandronier namens Ari bn Bem nimmt 2270 an einer Mission der USS Enterprise NCC 1701 teil, nachdem es kurz zuvor zum Erstkontakt zwischen seinem Volk und der Föderation gekommen war. Im Jahr 2381 leitet eine Pandronierin namens Shari yn Yem die Beurteilung der Crew der USS Cerritos.
Die Pandronier wurden ursprünglich von David Gerrold für die Originalserie Raumschiff Enterprise erdacht. Ihren ersten und für lange Zeit einzigen Auftritt hatten sie aber erst 1974 in der Zeichentrickserie Die Enterprise. 2021 wurde die Spezies in Star Trek: Lower Decks wieder aufgegriffen.

## Q

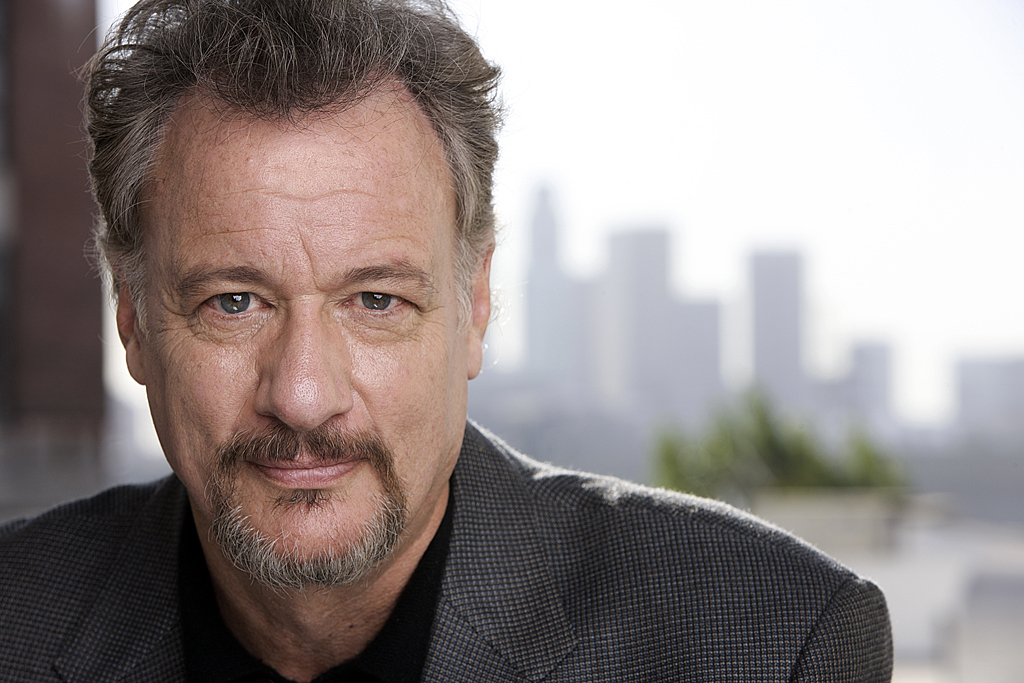
John de Lancie verkörperte den bekanntesten Vertreter der Spezies Q

Die Q sind nahezu omnipotente Wesen. Sie bewohnen eine andere Dimension außerhalb der bekannten Raumzeit, das Q-Kontinuum. Entwickelt haben sie sich aus einer uralten Spezies, die über Jahrtausende extreme körperliche und geistige Kräfte ausbildete. Dabei handelt es sich streng genommen nicht um Omnipotenz. Dennoch sind Q vielen anderen Spezies um ein Vielfaches überlegen.
Der erste Auftritt der Q findet in Raumschiff Enterprise – Das nächste Jahrhundert statt, wo ein Vertreter dieser Spezies (gespielt von John de Lancie) auf die Crew der Enterprise-D trifft, um sie, aus seiner überlegenen Perspektive, für ihre Unterentwickeltheit zu verurteilen, im Handlungsverlauf aber zunehmendes Interesse an der Menschheit entwickelt. Dabei setzt er die Menschen, auf die er trifft, jedoch immer wieder Problemen aus, die mit seinem Unverständnis für deren Fähigkeiten und seiner Geringschätzung zusammenhängen. Während dieser eine Vertreter der Q mehrfache Auftritte, auch in Deep Space Nine und Voyager, hat, tauchen im Handlungsverlauf auch andere Q auf.
Q sind an keine feste Gestalt gebunden, können aber jede beliebige Gestalt, auch menschliche, annehmen. Sie sind zum Suizid fähig und können von ihresgleichen getötet werden, was jedoch einen Tabubruch darstellt. Auch sterben ist möglich.
Das Q-Kontinuum kann zwar von Menschen betreten, jedoch in seiner Form nicht begriffen werden. Für diese und den Zuschauer wird es daher in Metaphern und Vergleichen dargestellt, z. B. als Szenario im Amerikanischen Bürgerkrieg. Innerhalb dieses Kontinuums sind die Q physikalischen Gesetzen unterworfen, die ihre Fähigkeiten begrenzen. Im Handlungsverlauf wird zudem beschrieben, dass die Q in ihrer Entwicklung einen toten Punkt erreicht haben, da sie alles bereits entdeckt und besprochen haben und sich daher in einer Phase der Degeneration befinden.
Q pflanzen sich nicht fort, sind dazu jedoch in der Lage. Nach einem Krieg im Q-Kontinuum führt ein auf diesem Wege gezeugtes Kind zur Entspannung des Konfliktes.
Da die Q keine festgeschriebene Gestalt haben, wurden die einzelnen Figuren jeweils von verschiedenen Darstellern verkörpert.

## Reisende
Die Reisenden sind Angehörige verschiedener Spezies, die die Fähigkeit haben, durch Raum und Zeit zu reisen. Der erste Angehörige dieser Gruppierung, der sich offen zu erkennen gibt, ist im Jahr 2364 ein Bewohner des Planeten Tau Alpha C, der sich selbst nur als „Der Reisende“ bezeichnet. An Bord der USS Enterprise NCC 1701-D erkennt er die Begabung von Wesley Crusher. In den folgenden Jahren begegnen sich die beiden noch mehrmals und 2370 wird Wesley Crusher schließlich selbst ein Reisender. Bei einer Zeitreise ins Jahr 2024 rekrutiert Crusher seinerseits Kore Soong als Reisende.
Eines der Ziele der Reisenden ist es, die Integrität der Zeitlinie zu bewahren. Zu diesem Zweck rekrutieren sie Agenten, sogenannte Aufseher, die verdeckt bestimmte historische Ereignisse überwachen oder Personen beschützen.
Die Reisenden spielen eine wichtige Rolle in mehreren Folgen von Raumschiff Enterprise – Das nächste Jahrhundert, in der zweiten Staffel von Star Trek: Prodigy und in der zweiten Staffel von Star Trek: Picard. Erst in Star Trek: Picard wurden die Reisenden mit den Aufsehern in Verbindung gebracht, die bereits für die Originalserie Raumschiff Enterprise erdacht wurden.

## Rigelianer
Die Rigelianer sind eine humanoide Spezies des Alpha-Quadranten. Sie besitzen eine blasse grüngelbliche oder fliederfarbene Haut, tiefliegende Augen und eine auffällige Musterung in Form von zwei großen Dreiecken oberhalb (manchmal auch ober- und unterhalb) ihrer Augen. Sie sollen vier oder fünf Geschlechter haben. Ihre innere Physiologie ähnelt derjenigen der Vulkanier und Romulaner.
Die Heimat der Rigelianer ist das dicht besiedelte Rigel-System. Im Star-Trek-Universum verfügt der Stern Rigel über wenigstens zwölf Planeten, von denen mindestens acht bewohnt sind. Welcher davon der Ursprungsplanet der Rigelianer ist, wurde bislang offen gelassen. Auf Rigel VII gibt es noch eine weitere intelligente Spezies namens Kaylar, die aber im 23. Jahrhundert erst einen Entwicklungsstand vergleichbar dem europäischen Mittelalter erreicht hat. Im Rigel-System leben auch viele Zuwanderer, darunter zahlreiche Menschen.
Das Rigel-System wurde erstmals im Pilotfilm Der Käfig, der 1965 produziert, aber zunächst nicht ausgestrahlt wurde, als Schauplatz verwendet. In den folgenden Filmen und Serien wurden die Rigelianer und verschiedene Planeten ihres Heimatsystems häufig erwähnt, aber erst 2005 waren in der vierten Staffel von Enterprise erstmals Rigelianer zu sehen. In Lower Decks wurde das Volk wieder aufgegriffen.

## Romulanisches Sternenimperium

### Romulaner

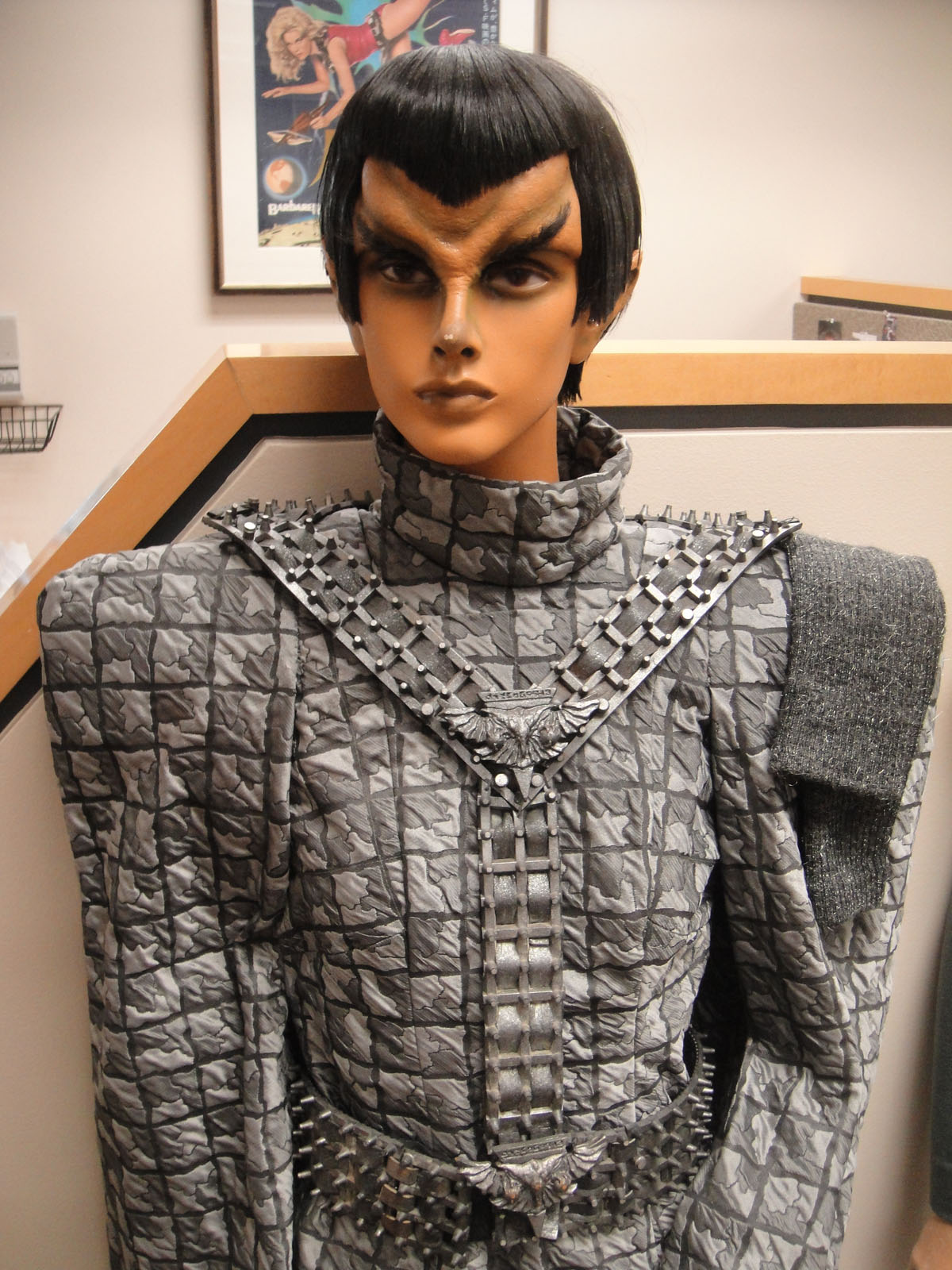
Eine Romulanerin

Das Romulanische Sternenimperium befindet sich hauptsächlich im Beta-Quadranten. Die Romulaner bewohnen das System der Planeten Romulus und Remus (eine Anspielung auf das Geschwisterpaar Romulus und Remus aus der römischen Mythologie), und diverse Kolonien. Der dunkle Planet Remus dient in erster Linie der industriellen Produktion und Rohstoffförderung und ist somit ein Arbeiterplanet. Die Regierungsform ist eine parlamentarische Repräsentation. Der Oberste Befehlshaber ist ein Prätor, der regelmäßig vom Senat gewählt wird. Das Militär ist dem strengen Kommando des Geheimdienstes Tal Shiar untergeordnet.
Äußerlich ähneln die Romulaner aufgrund ihrer gemeinsamen Abstammung sehr stark den Vulkaniern. Beide Völker besitzen spitze Ohren und außen hochstehende Augenbrauen. Manche Romulaner unterscheiden sich von den Vulkaniern durch ihre Wölbungen auf der Stirn und durch einen etwas grünlicheren Hautton.
Die Geschichte der Romulaner beginnt um ca. 300 n. Chr. auf dem Planeten Vulkan. Aufgrund zahlreicher Kriege unter den Vulkaniern drohte diesen vor Tausenden von Jahren die Selbstvernichtung. Die Lehren des Philosophen Surak brachte die Vulkanier dazu, ihre Emotionen zu unterdrücken und nur die Logik zuzulassen. Nachdem sich Lehren von Logik und Emotionslosigkeit allgemein durchzusetzen begannen, entschloss sich im 4. Jahrhundert eine große Gruppe von Vulkaniern, den Planeten zu verlassen, da sie sich mit den dogmatischen Lehren Suraks nicht identifizieren konnten oder wollten. Diese Vulkanier kolonisierten schließlich den unbewohnten Planeten Romulus. Dort gründeten sie eine neue Kultur und Gesellschaft.
In der Mitte der 2150er-Jahre kam es zwischen den Romulanern und der Erde zu einem Krieg, den beide Mächte noch mit Atomwaffen führten. Die entscheidende Schlacht war die Schlacht von Cheron, bei der beide Seiten so starke Verluste hinnehmen mussten, dass sie sich weitere Auseinandersetzungen nicht mehr leisten konnten. Die Waffenstillstandsverhandlungen wurden über Subraumfunk geführt, sodass die beiden Feinde sich nicht einmal gesehen hatten, bevor ein getarnter romulanischer Bird-of-Prey 2266 mehrere Außenposten der Föderation zerstörte.
Während einer kurzzeitigen Allianz mit den Klingonen gelangten die Romulaner in den Besitz der Konstruktionsunterlagen des klingonischen Kreuzertyps D-7, im Gegenzug erhielten die Klingonen die romulanische Tarntechnologie. Die Romulaner sind technisch weit fortgeschritten und bilden eine der stärksten Fraktionen im Quadranten. Obwohl sich die Romulaner ungern mit anderen Zivilisationen treffen, kam es im Jahre 2360 zu einem erneuten Kontakt mit der Föderation, als mehrere Kolonien des Romulanischen Imperiums und der Föderation von den Borg angegriffen wurden. Es folgte eine längere Phase der Konfrontation, in der beide Völker sich gegen den Angriff wehrten.
Eine weitere und kurzzeitige Allianz gingen Romulaner zum Ende des Dominion-Krieges ein. Der Krieg führte dazu, dass das Dominion und die Cardassianer gegen die Allianz aus Föderation und Klingonen den Krieg zu gewinnen drohten. Die Romulaner verhielten sich selbst in dieser äußerst prekären Lage zunächst weiterhin neutral. Das Interesse der Föderation war es, auch die Romulaner in den Krieg einzubeziehen, was ihnen schließlich gelang. Nach Beendigung des Krieges folgte eine Phase der gegenseitigen Entspannung, woraufhin sich die Romulaner erneut zurückzogen.
Nach den Ereignissen in Star Trek: Nemesis scheint sich die Situation zwischen dem Romulanischen Imperium und der Föderation zu bessern. Die Romulaner sind nun an Gesprächen interessiert.
Bei den Geschehnissen in Star Trek (dem 11. Kinofilm) wird die Heimatwelt der Romulaner 2387 durch eine Supernova vernichtet. Wie viele Romulaner diese Katastrophe überlebten, ist nicht bekannt. Auch die genaue Sternzeit wird nicht genannt. Einer der Überlebenden ist Nero, der mit einem Raumschiff in die Vergangenheit fliegt, um sich an der Föderation und insbesondere Spock zu rächen, welchem Nero die Schuld am Untergang des Planeten Romulus gibt. Hierdurch entsteht eine neue Zeitlinie.
Die Romulaner gelten als ein isoliertes Volk, das weder an freundlichen noch an feindlichen Beziehungen mit anderen Planeten interessiert ist. Sie ziehen es vor, sich neutral zu verhalten, um direkten Konfrontationen aus dem Weg zu gehen. Dennoch gelten sie als aggressiv, wenn es um die Verteidigung und das Erreichen eigener Interessen geht. In heiklen Situationen verhalten sie sich zunächst zurückhaltend, sind aber im Nachhinein auch oftmals bereit, gewaltsam vorzugehen. Trotz der Isolation ist auch bei Romulanern der Kontakt mit anderen Zivilisationen nötig, um weiterhin eine starke Macht innerhalb des Quadranten zu bleiben. Der romulanische Geheimdienst Tal Shiar ist daher auch stark auf Spionage ausgerichtet. Romulaner gelten als nicht kommunikationsfreudig und ihre Ziele sind für andere Mächte oftmals nicht vorhersehbar. Aufgrund ihrer Tarnvorrichtung ist ein Zusammentreffen meist überraschend. Daraus wird oft eine feindliche Absicht der Romulaner interpretiert. Das sind auch die Gründe für ein äußerst vorsichtiges Vorgehen beim Kontakt mit Romulanern. Die Sternenflotte sieht bei einem Kontakt mit den Romulanern vor, auf Alarm- oder Kampfbereitschaft zu gehen.
Im 30. Jahrhundert kommt es zu einer Wiedervereinigung der Romulaner und der Vulkanier. Der gemeinsame Heimatplanet wird von Vulkan in Ni’Var umbenannt.

### Remaner
Das Aussehen der Remaner dürfte für andere Humanoiden angsteinflößend und bedrohlich wirken. Mit dieser Angst spielen die Remaner und dienen deshalb auch als Leibwächter von Senatoren. Sie sind hervorragende Krieger, mutig und ihrem Führer gegenüber loyal. In manchen Geschichten sollen die Remaner im Gegensatz zu den Romulanern tatsächlich von Romulus stammen, wo später die Romulaner einwanderten und die Remaner versklavten und nach Remus vertrieben.
Die Remaner leben auf der dunklen Seite des Remus, der Nachbarwelt von Romulus. Dort werden sie von den Romulanern als Sklaven missbraucht und dienen ihnen als Arbeiter in den Dilithiumminen sowie in Waffenfabriken. Außerdem werden ihre kriegerischen Fähigkeiten in Kämpfen genutzt. Im Krieg gegen das Dominion waren die Remaner die Sturmtruppen des romulanischen Reiches, die als Kanonenfutter herhalten mussten. Einige Remaner besitzen telepathische Fähigkeiten. Einer ihrer größten Kriegsherren war jedoch ein Mensch. Sein Name war Shinzon, ein Klon des Sternenflottencaptains Jean-Luc Picard.

## Saurianer
Die Saurianer sind eine reptiloide Spezies mit grauer Haut und sehr großen gelben oder schwarzen Augen. Saurianischer Brandy ist ein beliebtes Getränk in der Föderation. Im Film Star Trek (2009) erwähnt McCoy gegenüber James T. Kirk, dass der Saurianische Brandy blind mache und außerdem illegal sei. Diese Spezies wurde in Star Trek: Der Film eingeführt. Hier sind zwei Saurianer als Statisten zu sehen. In den folgenden Filmen und Serien wurden sie häufig erwähnt, aber nie gezeigt. Erst in Discovery wurde mit Linus ein Saurianer eingeführt, der eine wiederkehrende Nebenrolle bekleidet. Auch in Lower Decks tritt ein Saurianer auf. Obwohl alle bekannten Vertreter dieses Volkes in der Sternenflotte dienen, wurde bisher offen gelassen, ob ihre Heimatwelt ein Mitglied der Föderation ist.

## Selay
Die Selay sind eine reptilienartige Spezies. Ihre Heimat ist der gleichnamige Planet im Beta-Renner-System, das im Alpha- oder Beta-Quadranten in der Nähe des Raums der Föderation und der Ferengi liegt. Sie besitzen grüne Haut und ihr Gesicht ähnelt dem einer Kobra. Obwohl sie mit den Anticanern, die von einem Nachbarplaneten im gleichen System stammen, verfeindet sind, beantragen beide Spezies im Jahr 2364 die Mitgliedschaft in der Föderation. Daraufhin bringt die USS Enterprise NCC 1701-D Mitglieder beider Spezies zu einer Konferenz auf dem Planeten Parliament, die aber ergebnislos verläuft, unter anderem deshalb, weil ein Mitglied der Selay-Delegation von den Anticanern getötet und verspeist wird.
Die Selay hatten nur einen größeren Auftritt in Raumschiff Enterprise – Das nächste Jahrhundert, traten aber später als Statisten mehrfach in der gleichen Serie auf.

## Sikarianer
Die Sikarianer sind eine humanoide Spezies vom Planeten Sikaris im Delta-Quadranten.
Der Erstkontakt zu den Sikarianern wird im Jahr 2371 von der Crew der USS Voyager unter Captain Kathryn Janeway hergestellt. Die Initiative für das Treffen geht jedoch von Magistrat Gathorel Labin, dem Kommandanten eines sikarianischen Schiffes aus.
Im Verlauf des Aufenthaltes der Crew auf Sikaris benutzt Fähnrich Harry Kim als erster Mensch zusammen mit Eudana, einer jungen Sikarianerin, den Raumtrajektor.
Die Sikarianer sind eine sehr vergnügungsorientierte Spezies. Sie treten fremden Völkern gegenüber als sehr gastfreundlich auf und „verlangen“ im Gegenzug nach ihren eigenen Angaben nur sehr wenig. Vor allem sind sie an neuen Geschichten interessiert, die sie als sehr wertvoll erachten. Als der Besatzung der Voyager klar wird, wie sehr die Trajektortechnologie ihre Heimreise verkürzen würde, versucht sie diese Technologie im Tausch gegen die Schiffsdatenbank von den Sikarianern zu erwerben, allerdings stellt sich heraus, dass die offiziellen Kontaktpersonen mehr darauf aus sind, die Besatzung auf ihrem Planeten zu halten, bis man an ihr die Lust verliert. Allerdings stellt sich heraus, dass die Trajektortechnologie inkompatibel zu der der Sternenflotte ist. (VOY: Das oberste Gesetz)
Irgendwann (wahrscheinlich zwischen 2371 und 2399) müssen einige oder alle Sikarianer von den Borg assimiliert worden sein. 2399 benutzen Soji Asha und Admiral a. D. Jean-Luc Picard den von den Borg in das Artefakt eingebauten Raumtrajektor, um zu fliehen. (PIC: Die Geheimnisvolle Box)

## Smaragdkette
Die Smaragdkette (englisch: Emerald Chain) ist ein Syndikat, das im 31. Jahrhundert nach dem „Brand“ entsteht, durch den der interstellare Raumflug weitgehend zum Erliegen kommt. Zahlreiche Mitglieder verlassen die Vereinigte Föderation der Planeten, darunter die Andorianer, die ein Bündnis mit den Orionern eingehen und sich mit ihnen zur Smaragdkette zusammenschließen. Die Smaragdkette baut ein Netzwerk aus Handelsstützpunkten auf, mit deren Hilfe sie versucht, möglichst große Mengen des verbliebenen Dilithiums unter ihre Kontrolle zu bekommen, das für den Betrieb von Warpantrieben benötigt wird. Sie setzt außerdem auf Sklaverei und Zwangsarbeit. Im 32. Jahrhundert gehört die Smaragdkette zu den Großmächten der Milchstraße und den wichtigsten Gegenspielern der geschwächten Föderation.
Im Jahr 3189 wird die Smaragdkette von der Orionerin Osyraa angeführt. Osyraa versucht durch die Entführung der USS Discovery ein Bündnis mit der Föderation zu erzwingen und hofft, dadurch an neue Technologien zu gelangen. Durch den Tod von Osyraa wird die Smaragdkette stark geschwächt. Sie bietet der Föderation einen Waffenstillstand an und schafft die Sklaverei ab.

## Spezies 8472
„Spezies 8472“ ist eine Lebensform. Die Bezeichnung Spezies 8472 stammt von den Borg, die alle Lebensformen mit einer Nummer versehen. Bei dem Versuch der Borg, Spezies 8472 zu assimilieren, wurde das Föderationsraumschiff USS Voyager im Delta-Quadranten in die Kämpfe verwickelt, als es auf seinem Rückweg in den Alpha-Quadranten zwischen die Fronten geriet (Staffel 3, Episode 26, Star Trek: Raumschiff Voyager, „Skorpion – Teil 1“). Die Borg hatten eine künstliche Singularität erzeugt, um in den Raum von Spezies 8472 vorzudringen.
Spezies 8472 stammt aus einer anderen Dimension, die der flüssige Raum genannt und in der Serie grünlich dargestellt wird. Es gibt dort anscheinend keine Sterne oder Planeten. Ihre ganze Technik, die Gebäude und die Schiffe sind aus organischer Materie und werden biogenetisch erzeugt. Alles, was diese Wesen benötigen, wird im Schnellverfahren „gezüchtet“. Deshalb versucht das Borgkollektiv, diese Spezies zu assimilieren, jedoch ohne Erfolg, da diese Spezies gegen die Assimilierungs-Nanosonden der Borg immun ist. Ihre Assimilierung hätte zur Perfektionierung des Kollektivs enorm beitragen können. Mithilfe von Nanosonden, die durch den holografischen Doktor der Voyager modifiziert werden, gelingt es den Borg, der Vernichtung durch Spezies 8472 zu entgehen.
Spezies 8472 wird von den Borg und anfangs von der Voyager-Crew als äußerst aggressiv und gefährlich eingestuft – ihr Ziel ist die vollkommene „Säuberung“ des Universums von „unreinen“ Lebensformen. Nach einem Angriff der Borg werden diese sowie die Föderation als Feinde angesehen. Die Spezies 8472 sieht sich als Perfektion; ironischerweise ähnelt sie damit den Borg.
Spezies 8472 kann beliebige Lebewesen mit ihren Zellen infizieren, die sich dann wie eine Art Virus verhalten, sodass der Gegner regelrecht von innen aufgefressen wird. Da Harry Kim durch die Zellen infiziert wird, entwickelt der Doktor die modifizierten Nanosonden, die Janeway und die Borg erfolgreich gegen Spezies 8472 einsetzen.
Captain Janeway gelingt es, im Delta-Quadranten Kontakt mit Spezies 8472 herzustellen und einen provisorischen Friedensvertrag zu vereinbaren (Staffel 5, Episode 4, Voyager, „In Fleisch und Blut“). Vor diesem Treffen mit Janeway hatte sich Spezies 8472 in einer Trainingsanlage, die San Francisco simuliert, auf eine Invasion der Föderation vorbereitet.
Die Anatomie der Spezies 8472 unterscheidet sich sehr von der anderer Spezies. Sie haben drei Beine, ihre Augen sind seitlich am Kopf. Sie sind stark genug, um die Außenhülle eines Raumschiffes aufzureißen, haben enorme telepathische Fähigkeiten und können selbst mit Phasern kaum getötet werden. Des Weiteren wird erwähnt, dass diese Spezies fünf Geschlechter hat. Spezies 8472 ruht niemals und empfindet Schlaf als seltsam.
Spezies-8472-Technik ist der Borgtechnik weit überlegen, was auch einer der Gründe war, warum die Borg ein großes Interesse an ihr entwickelt haben. 8472 drängte die Borg zurück und bewies damit ihre technische Überlegenheit. 8472 scheint manchmal auch auf nichtbiologische Stoffe wie Metall oder Eisen zurückzugreifen. (Seven of Nine entdeckt auf ihrer Trainingsanlage im Delta-Quadranten einige nichtbiologische Bauteile der Raumstation.) Obwohl die meisten von 8472 aggressive Krieger zu sein scheinen, so gibt es unter ihnen durchaus auch Pazifisten, die sich den Frieden mit anderen Spezies wünschen.
Anders als die meisten Spezies in Star Trek werden die Angehörigen von 8472 nicht von Menschen gespielt, sondern computergeneriert. Ähnlichkeiten mit den Schatten und Vorlonen aus der Konkurrenzserie Babylon 5 sind dabei keineswegs zufällig, da diese ebenfalls von Foundation Imaging entwickelt wurden.
Spezies 8472 wird später (in dem Online-Spiel Star Trek Online) als „Undinen“ bezeichnet.

## Sphärenbauer
Die Sphärenbauer (Sphere Builder), oder von den meisten Xindi auch Beschützer genannt und als Götter verehrt, sind eine transdimensionale Spezies, welche etwa im 21. Jahrhundert existiert. Da sie selbst in der Lage sind, den Verlauf ihrer eigenen Zeitlinie grob vorauszusagen – in der sie im 26. Jahrhundert einen für sie verheerend verlaufenden Krieg gegen die Föderation führen – hetzen sie die Xindi im 22. Jahrhundert gegen die Menschheit auf, indem sie ihnen die falsche Information geben, die Menschen seien im 26. Jahrhundert für die Vernichtung der Xindi verantwortlich. So schicken sie die Xindi los, damit sie die Erde vernichten und dadurch die Gründung der Föderation verhindern sollen.
Die Sphärenbauer sind – wie durch den Namen ausgedrückt – die Schöpfer der Sphären, die in der ganzen Delphischen Ausdehnung zu finden sind. Diese Sphären verändern den Raum so, dass die Sphärenbauer existieren können, er für andere aber unbewohnbar wird. Durch die Enterprise NX-01 werden diese Sphären zerstört und die Sphärenbauer können nicht aus ihrer Dimension eindringen. Die Sphärenbauer können offenbar nicht in einer bekannten Form von Atmosphäre überleben. Dr. Phlox’ Aufnahmen über ihre Physiologie waren der Medizin allerdings sehr nützlich.
Die Sphärenbauer tauchen ausschließlich in Enterprise auf.

## Suliban
Die Suliban sind ein Volk, das eine bedeutende Rolle in der Front des temporalen Kalten Krieges im 22. Jahrhundert hat. Nach der Vernichtung ihrer Heimatwelt lebten sie als Nomaden und bei anderen Völkern. Grundsätzlich biologisch nicht weiterentwickelt, konnten sie mit Hilfe aus der Zukunft gentechnische Veränderungen an sich durchführen, die ihnen atemberaubende körperliche Fähigkeiten verschaffen. Nicht alle Suliban sind „genetisch verbessert“, tatsächlich handelt es sich bei diesen aggressiven Suliban um eine militärische Untergruppe, die sogenannte Cabal.
Die Suliban tauchen ausschließlich in Enterprise auf, in Lower Decks werden sie erwähnt.

## Talaxianer

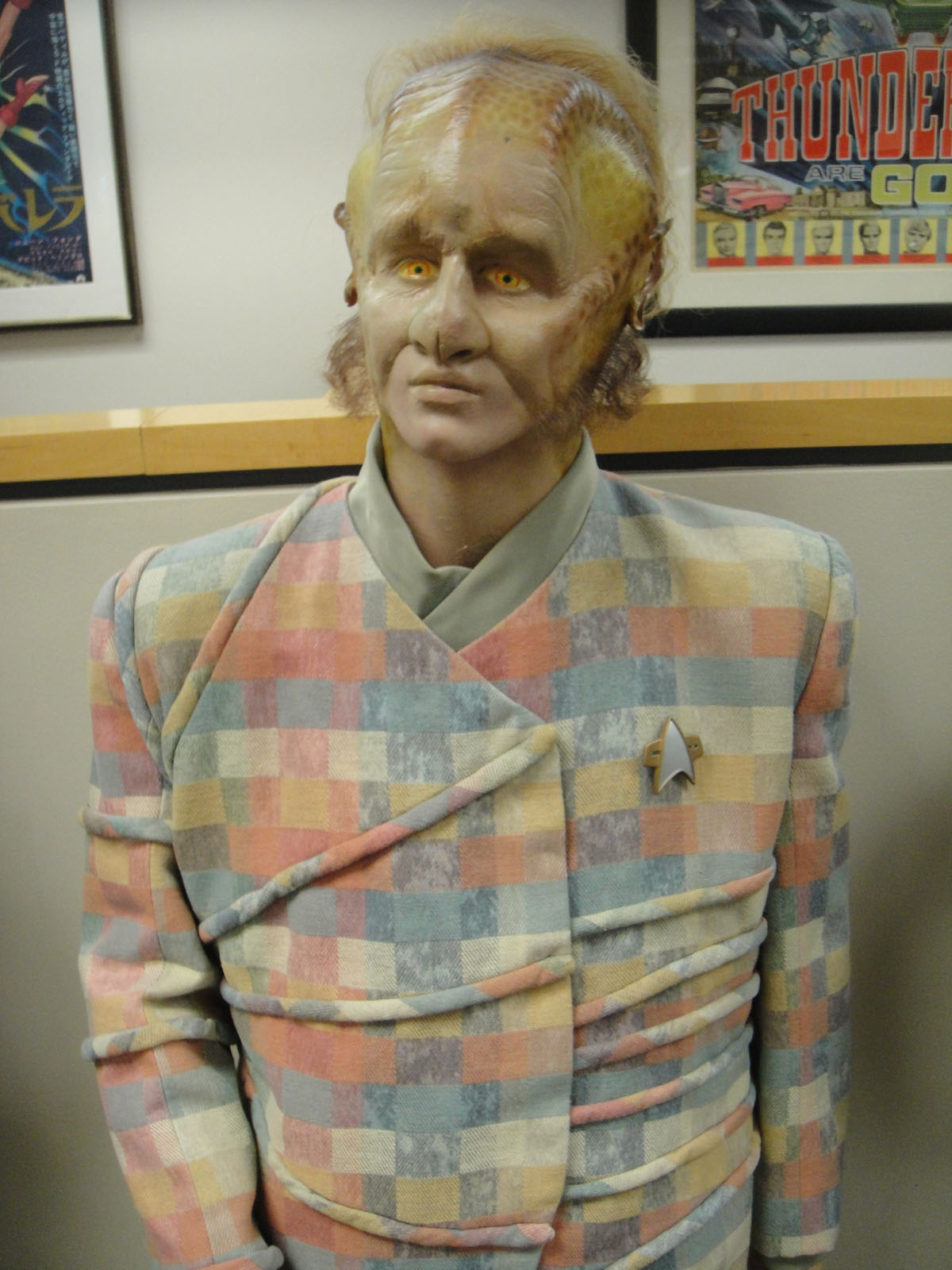
Ein Talaxianer

Charakteristische Eigenschaften dieser Spezies sind eine ockerfarbige, gefleckte Haut sowie viele Haare am ganzen Körper. Sie sind sehr hilfsbereit und haben ein freundliches Gemüt, was der Voyager oft zugutekam. Sie können allerdings im Kampf sehr effektive Krieger sein. Ihre Technik ist mittelmäßig bis gut entwickelt. Sie verfügen, wie viele Spezies im Delta-Quadranten, nicht über Transporter- oder Replikatortechnologie. Sie verfügen zwar über Warp-Antrieb, welcher aber nicht über Warp 6.0 beschleunigen kann.
Die Geschichte der Talaxianer ist bestimmt durch den Krieg mit den Haakonianern. Diese setzten eine Waffe, die Metreon-Kaskade, auf dem talaxianischen Mond Rinax ein, wodurch der gesamte Mond unbewohnbar wurde. Der Heimatplanet Talax ergab sich nun bedingungslos den Haakonianern, um Talax vor der vollständigen Vernichtung zu schützen. Talaxianer waren Verbündete des Raumschiffs Voyager, indem sie der Crew im Delta-Quadranten behilflich waren.
Bekanntester Talaxianer ist Neelix. Neelix entzog sich während des Krieges gegen die Haakonianer dem Militärdienst und überlebte dadurch. In der Nachkriegszeit war er bis zum Zusammentreffen mit der Voyager Raumschrotthändler. Sein Wissen, das er sich in langjährigen Handelsgeschäften angeeignet hatte, kam der Voyager-Besatzung zugute. Schließlich wurde er an Bord inoffiziell als Koch, Barkeeper und „Moraloffizier“ von ihr akzeptiert. Talax ist Teil des Haakonianischen Reiches.

## Talosianer
Die Talosianer sind eine hoch entwickelte humanoide Spezies vom Planeten Talos IV im Alpha-Quadranten. Sie besitzen sehr große Hirnschädel. Durch einen atomaren Holocaust wurde ihr Heimatplanet vor langer Zeit größtenteils unbewohnbar und ein Großteil der Bevölkerung wurde getötet. Die Überlebenden zogen sich in unterirdische Höhlensysteme zurück. Sie entwickelten überragende geistige Fähigkeiten, die sie in die Lage versetzten, sehr real wirkende Illusionen zu schaffen. Gleichzeitig verloren sie die Fähigkeit, die Technologie ihrer Vorfahren zu benutzen. Schließlich begannen sie, vorbeikommende Raumfahrer zu entführen, um die Auswirkungen ihrer Illusionen auf sie zu studieren. 2254 trifft die USS Enterprise unter dem Kommando von Captain Christopher Pike auf die Talosianer. Pike wird von ihnen entführt, in der Hoffnung, dass er gemeinsam mit einer menschlichen Frau namens Vina, die 18 Jahre zuvor auf Talos IV abgestürzt war, die hiesige Zivilisation wieder aufbauen könne. Die Talosianer lassen von diesem Plan jedoch ab, nachdem Pike ihnen klarmacht, dass Menschen den Tod der Gefangenschaft stets vorziehen würden. Aufgrund der Gefahren, die von den geistigen Fähigkeiten seiner Bewohner ausgehen, wird der Besuch von Talos IV nach Pikes Besuch durch die Föderation unter Androhung der Todesstrafe verboten.
Die Talosianer traten erstmals im Pilotfilm Der Käfig von 1965 auf. Sie sind damit neben den Vulkaniern die erste in Star Trek gezeigte außerirdische Spezies und die erste, die namentlich genannt wurde. Das Filmmaterial von Der Käfig wurde 1966 in der Raumschiff Enterprise-Doppelfolge Talos IV – Tabu wiederverwendet und um eine neue Rahmenhandlung ergänzt. 2019 wurde das Volk der Talosianer in Discovery wieder aufgegriffen.

## Tamarianer
Die Tamarianer oder, als metaphorische Selbstbezeichnung, „Kinder von Tama“ sind eine humanoide Spezies aus dem Alpha-Quadranten. Sie sind haarlos, haben rötlich-bräunliche Haut, langgezogene Nasenlöcher, einen Knochenkamm, der von der Nase bis zum Hinterkopf verläuft, und ein weiteres Paar Knochenkämme an den Seiten ihres Kopfes. Ihr Blut ist weiß. Die Tamarianer haben seit dem 23. Jahrhundert mehrmals versucht, mit der Föderation in Kontakt zu treten. Diese Versuche scheiterten jedoch alle, da ihre Sprache für die Universalübersetzer der Föderation stets unverständlich blieb. Erst im Jahr 2368 wird bei der Kontaktaufnahme eines tamarianischen Schiffs mit der USS Enterprise NCC-1701-D klar, dass dieses Volk eine einzigartige Sprache besitzt. Diese besteht ausschließlich aus Metaphern, die auf mythisch-historische Personen, Orte und Ereignisse verweisen. In der tamarianischen Sprache steht beispielsweise die Phrase „Darmok und Jalad auf Tanagra“ für Kooperation, „Temba, seine Arme weit“ steht für ein Geschenk und „Shaka, als die Mauern fielen“ für einen Fehlschlag. Das Zusammentreffen mit der Enterprise D bewirkt ein Ende der Verständigungsschwierigkeiten und eine dauerhafte Kontaktaufnahme. Einige Zeit später tritt Kayshon als erster Tamarianer der Sternenflotte bei. 2381 wird er Sicherheitschef der USS Cerritos.
Die Tamarianer traten erstmals in der Episode Darmok der Serie Raumschiff Enterprise – Das nächste Jahrhundert auf. In der zweiten Staffel von Lower Decks wurde das Volk wieder aufgegriffen.

## Terranisches Imperium
Das Terranische Imperium ist das von den „Terranern“ (so werden dort Menschen bezeichnet) gegründete Gegenstück der Föderation im Spiegeluniversum. Es ist unbekannt, wann es entstand, jedoch ist der erste bekannte Unterschied zu dem uns bekannten historischen Ablauf, dass der Erstkontakt zu den Vulkaniern nicht friedlich abläuft, sondern Zefram Cochrane einen Vulkanier erschießt und anschließend das Raumschiff stürmt. In den nächsten 100 Jahren führte das Imperium Krieg mit den Klingonen, Xindi und Tholianern und unterwarf die Vulkanier, Andorianer, Denobulaner und weitere Völker. Die versklavten Völker starteten später eine Rebellion, die bis 2155 immer mehr Erfolge für sich verbuchen konnte. Dies änderte sich erst, als Commander Archer sich mit der ISS Enterprise in den von den Tholianern kontrollierten Raum begab und dort die USS Defiant stahl. Mit der Technologie des 23. Jahrhunderts gelang es ihm, die Rebellion niederzuschlagen; er wurde jedoch von Hoshi Sato vergiftet, die daraufhin das Kommando der Defiant übernahm. Als sie zurück zur Erde flogen, verlangte Hoshi, die neue Imperatorin zu werden.
100 Jahre später kommt es wieder zum Kontakt mit der Föderation, als durch einen Transporterunfall Kirk, McCoy, Uhura und Scott mit ihren Gegenstücken vertauscht wurden. Kirk übte daraufhin Einfluss auf Spock aus, sodass er sich mithilfe des Tantalus-Strahlers zum Imperator des Terranischen Imperiums erklären konnte. Durch Reformen schwächte er das Imperium so sehr, dass es schließlich von der Klingonisch-Cardassianischen Allianz erobert werden konnte.

## Terranische Rebellion
Die Terranische Rebellion ist eine Organisation im Spiegeluniversum und wurde dort 2370 von Benjamin Sisko und Julian Bashir gegründet. Sie richtet sich gegen die dort vorherrschende klingonisch-cardassianische Allianz, welche die Terraner nach dem Fall des Terranischen Imperiums versklavten. Sie hat zahlreiche Stützpunkte in den Badlands und konnte 2372 Terok Nor erobern. 2375 konnte die Rebellion schließlich Regent Worf, den Führer der Allianz, gefangen nehmen. Das weitere Schicksal ist unbekannt.

## Tholianer
Bei den Tholianern handelt es sich um eine nichthumanoide und zurückgezogene Spezies, die bisher im Star-Trek-Universum nur wenige Auftritte und daneben einige mündliche Erwähnungen hatte. Im Jahr 2152 war ihr Erstkontakt mit der Sternenflotte; zu diesem Zeitpunkt scheinen sie in den „temporalen Kalten Krieg“ verwickelt zu sein, als sich Captain Archer von der Enterprise mit ihnen auseinandersetzen muss, was sich aber nie bestätigte.
Ihren ersten Auftritt in der Fernsehgeschichte haben sie in der Original-Serie in der Episode Das Spinnennetz. Die Tholianer haben ein kristallines Exoskelett mit sechs Beinen und können langfristig nur bei hohen Temperaturen, um die 400 Kelvin (etwa 130 °C) überleben. Ihr Körperbau ermöglicht es ihnen, Kurzraumkommunikationssignale auszusenden und diese vermutlich auch wahrzunehmen. Berüchtigt ist ihre Energienetzwaffe, mit der sie feindliche Raumschiffe in ein Energienetz „einweben“ können.
Im Spiegeluniversum versuchten sie, von dort aus mit ihrem Volk aus dem uns bekannten Universum Kontakt aufzunehmen, wodurch die USS Defiant in das Spiegeluniversum geraten ist.
Politisch sind die Tholianer im 22. und 23. Jahrhundert in der Tholianischen Versammlung organisiert, im 32. Jahrhundert in der Tholianischen Republik.

## Tiburonianer
Die Tiburonianer sind eine humanoide Spezies vom Planeten Tiburon im Beta-Quadranten. Sie sind Menschen recht ähnlich, besitzen aber große, segelartige Ohren. Einige Individuen besitzen auch einen leichten Stirnkamm. Männer sind kahlköpfig, Frauen besitzen volles Haupthaar und buschige Augenbrauen.
Die Tiburonianer haben Auftritte in zwei Folgen von Raumschiff Enterprise und in einer Folge von Star Trek: Deep Space Nine. Ihr Heimatplanet wird außerdem in Star Trek: Enterprise und Star Trek: Discovery erwähnt und auf Sternenkarten gezeigt.

## Vaadwaur
Die Vaadwaur sind eine Spezies aus dem Delta-Quadranten. Sie zeichnen sich durch einen Stirnkamm und markante Halskämme aus. Sie verfügen über ein verzweigtes Netzwerk aus Subraumtunneln. Sie lebten räuberisch durch das Ausplündern anderer Planeten, bis ihre Heimatwelt im 15. Jahrhundert durch ein nukleares Bombardement vernichtet wurde. Einige hundert Vaadwaur haben in Stasekammern überdauert und werden durch die Crew der Voyager geweckt. Die Spezies tritt in Star Trek: Raumschiff Voyager und Star Trek: Sektion 31 auf.

## Vau N’Akat
Die Vau N’Akat sind eine Spezies aus dem Delta-Quadranten. Ihr Heimatplanet heißt Solum. Sie sind äußerlich menschenähnlich, besitzen allerdings graue Haut und graue Haare. Ein Vau N’Akat, der als Diviner bezeichnet wird, betreibt auf dem Planeten Tars Lamora eine Gefängnis-Kolonie, wo er nach dem verschollenen Föderationsschiff Protostar suchen lässt. Der Diviner kommt aus der Zukunft und will den Erstkontakt zwischen der Föderation und den Vau N’Akat verhindern. In seiner Zukunft führte dieser Erstkontakt beinahe zur Vernichtung der Vau N’Akat.
Die Vau N’Akat tauchen nur in Star Trek: Prodigy auf.

## Vendorianer
Die Vendorianer sind eine krakenartige Spezies vom Planeten Vendor bzw. Vendor Prime im Beta-Quadranten. Sie besitzen die Fähigkeit zur Gestaltwandlung. In ihrer natürlichen Form sind sie orangefarben und besitzen einen annähernd kugelförmigen Leib, von dem nach unten sechs Tentakel abgehen, die sie als Arme oder Beine benutzen können. Auf einem langen Hals sitzt ein großer Kopf mit mehreren gelben Augen. Je länger sie die Form einer realen Person annehmen, desto mehr übernehmen sie deren Erinnerungen und Persönlichkeit. Die USS Enterprise NCC 1701 unter dem Kommando von James T. Kirk trifft im Jahr 2269 auf einen Vendorianer, der die Identität des verunglückten Geschäftsmanns Carter Winston angenommen hat. Die Besatzung der USS Cerritos hat in den 2380er Jahren mehrfach mit Vendorianern zu tun.
Die Vendorianer haben Auftritte in den animierten Serien Die Enterprise und Star Trek: Lower Decks. In Star Trek: Picard wird ihr Heimatplanet auf Sternenkarten und Bildschirmtexten genannt.

## Vidiianer

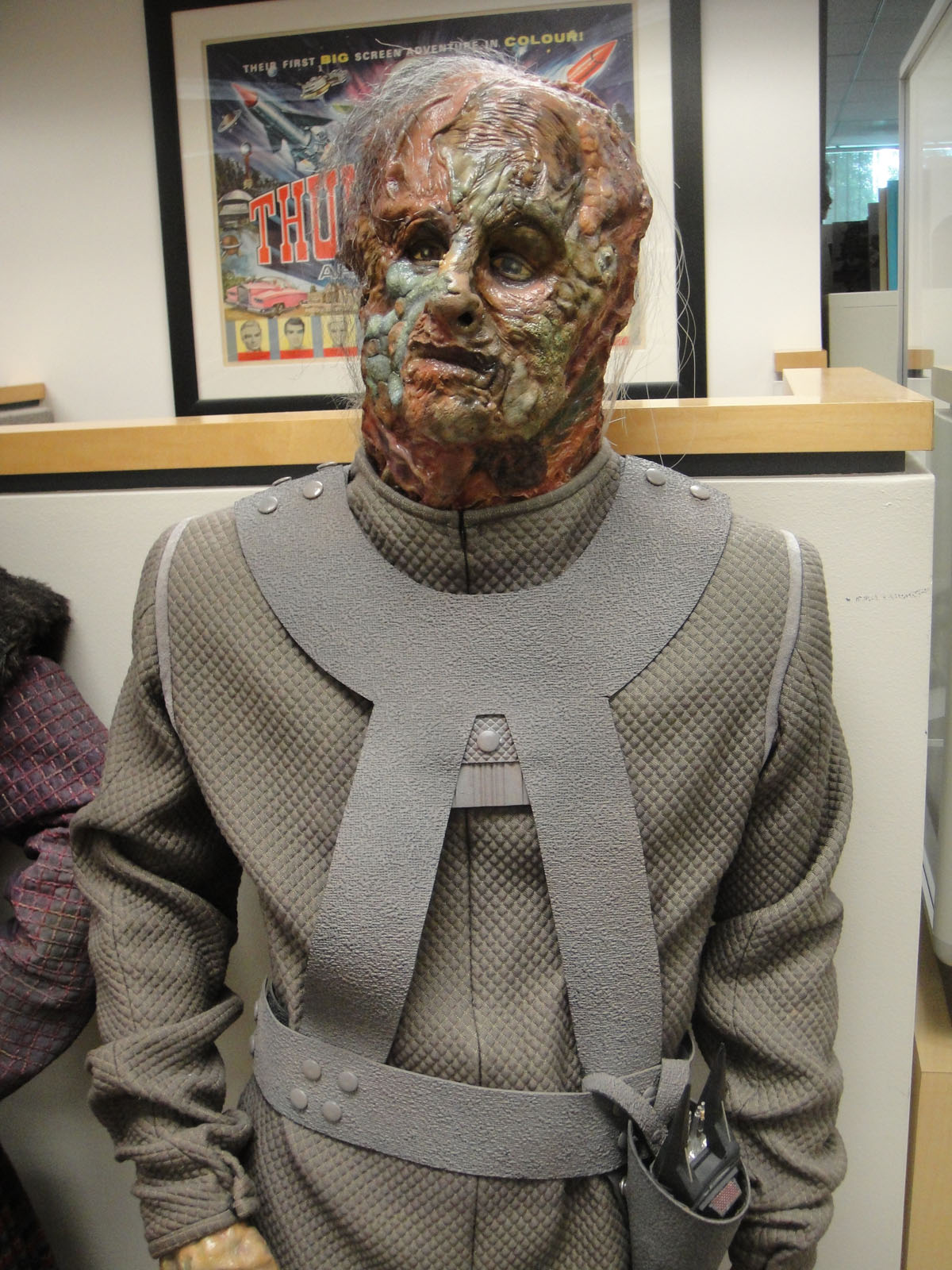
Ein Vidiianer

Die Vidiianer sind ein Volk aus dem Delta-Quadranten. Im normalen Zustand sind sie äußerlich sehr menschenähnlich, mit einem leichten Stirnkamm. Das gesamte Volk ist jedoch von einer Krankheit betroffen, die zu schweren Entstellungen führt. Sie besitzen hoch entwickelte Raumschiffe und Waffensysteme. Die Vidiianer überfallen gezielt andere Spezies, um deren Organe zu rauben und sie mithilfe ihrer Technologie an ihre eigene Physiologie anzupassen.
Die Vidiianer wurden vom Team der „Denkfabrik“ von der vidiianischen Fresszellenepidemie befreit (Star Trek Voyager: Folge „Think-Tank“).
Die Vidiianer tauchen nur in Voyager auf.

## Wysanti
Die Wysanti sind eine Spezies aus dem Delta-Quadranten. Ihre Heimatwelt heißt ebenfalls Wysanti. Sie sind menschenähnlich und unterscheiden sich nur durch eine Buckelreihe, die von der Nase über die Stirn verläuft. Im Jahr 2376 rettet die Besatzung der USS Voyager die beiden Wysanti-Zwillinge Azan und Rebi zusammen mit der Norcadianerin Mezoti und dem Brunali Icheb aus dem Borg-Kollektiv. Sie bleiben einige Monate auf der Voyager, bis diese 2377 auf ein Wysanti-Schiff trifft. Azan und Rebi entscheiden sich daraufhin, in ihre Heimat zurückzukehren.
Die Wysanti treten nur in Star Trek: Raumschiff Voyager auf.

## Xaheaner
Die Xaheaner sind eine humanoide Spezies. Sie besitzen scharfe Zähne und Finger, die in Klauen enden. Sie können sich unsichtbar machen und Technik mit ihren Gedanken beeinflussen. Die Xaheaner glauben, sie seien die Zwillinge ihres Heimatplaneten. Ihre Heimat Xahea ist reich an Dilithium und wird monarchisch regiert. Ein Mitglied der königlichen Familie, Me Hani Ika Hali Ka Po, entwickelt in den 2250er Jahren ein Gerät zur Rekristallisierung von Dilithium.
Die Xaheaner tauchen in Short Treks, Discovery und Picard auf.

## Xindi
Im Gegensatz zur Erde hat es auf dem in einem Gebiet namens (Delphische) Ausdehnung (im Original „Delphic Expanse“) gelegenen Planeten Xindus keine einzelne Art zur Dominanz gebracht, vielmehr gab es sechs intelligente Arten. Kriegerische Auseinandersetzungen führten jedoch zur Zerstörung des eigenen Heimatplaneten durch zwei Xindi-Arten (Insektoiden und Reptilianer), der Vernichtung einer der Xindi-Arten (Avianer) und einer Verstreuung der überlebenden Xindi-Arten. Die Xindi verwenden keinen Warp-Antrieb, sondern eine Art Hyperraum-Sprunggerät, genannt „Vortex“. Zudem sind die Xindi eine Zeit lang erbitterte Feinde der Erde, da sie von einer Spezies aus der Zukunft gegen die Menschheit aufgehetzt werden, welche die Xindi selbst vorwiegend als die Beschützer bezeichnen.

### Aquarianer
Die Aquarianer sind Meeresbewohner und ähneln irdischen Seekühen. Sie verständigen sich durch Echoortung. Sie sind eine der besonneneren Arten, was sich darin zeigt, dass sie sich sehr lange Zeit nehmen, bis sie zu einer Entscheidung gelangen.
Aufgrund der Tatsache, dass sie ihren Lebensraum mit keiner anderen intelligenten Xindi-Art teilen müssen, können und wollen sie sich aus den Konflikten der anderen Xindi heraushalten. Obwohl sie sehr friedfertig sind, haben sie ein starkes Militär, ihre Schiffe sind die größten und stärksten aller Xindi, schwer gepanzert und bewaffnet. Die Schiffe ähneln irdischen Mantarochen. Beinahe zur Gänze sind sie mit Wasser gefüllt, wobei es aber auch trockene Teile in den Schiffen gibt, in denen sich die anderen landbewohnenden Xindi-Arten aufhalten können. Neben den Arborealen und den Primaten helfen sie den Menschen, die Waffe aufzuhalten, nachdem diese von den Reptilianern und den Insektoiden entführt wurde.

### Arboreale
Die Arboreale (was übersetzt so viel heißt wie „Baumbewohner“, vgl. lat. arbor „Baum“) haben große Ähnlichkeit mit dem irdischen Faultier. Sie gehen alles in Ruhe an, Hektik und Nervosität sind ihnen fremd. Sie wollen nichts überstürzen, sind vernünftigen Argumenten aber zugänglich. Sie halten sich zudem ungern auf den Schiffen der Aquarianer auf, da sie Wasser verabscheuen.

### Avianer
Die vogelähnliche Spezies Avianer (vgl. lat. avis „Vogel“) hat ihre Flucht von der Heimatwelt nicht geschafft und gilt als ausgestorben. In der Folge Der Rat (The Council) ist ein avianischer Schädel zu sehen, ansonsten ist kaum etwas über ihr Aussehen bekannt.

### Insektoiden
Die Insektoiden sind eine sehr impulsive, aggressive, aber nicht allzu intelligente Spezies, die wie eine menschengroße Mischung aus Ameisen und Fangschrecken aussehen. Sie haben die kürzeste Lebenserwartung aller Xindi, sie werden nur ca. 12 Jahre alt. Ihre Schiffe sind klein, wendig und stark bewaffnet. Zusammen mit den Reptilianern stehlen sie die Waffe, die die Erde zerstören soll, um sie gegen den Willen der anderen drei Xindi-Spezies einzusetzen.

### Primaten
Die Primaten sind die intelligenteste der Xindi-Spezies. Ihr Wissensdrang ist stärker ausgeprägt als bei den meisten Xindi, sie sind die Wissenschaftler der Xindi. Degra, der Konstrukteur der Waffe, die die Erde vernichtet (bzw. vernichten soll oder vernichtet hat), gehört auch zu dieser Spezies. Sie sind die Spezies, die von den Menschen als erstes davon überzeugt werden können, dass die Beschützer sie täuschen. Ihre Schiffe sind die kleinsten der Xindi und dienen hauptsächlich zur Verteidigung oder der Konstruktion.

### Reptilianer
Die Reptilianer sind Reptiloide, die sehr aggressiv, aber auch intelligent sind. Sie sind die stärksten Gegenspieler der Menschen und auch die, die bis zuletzt die Erde zerstören wollen. Sie sind die Krieger der Xindi, weswegen die meisten Kampfschiffe der Xindi von den Reptilianern stammen. Ihre Schiffe zählen nach denen der Aquarianer zu den stärksten unter den Xindi, sind schwer gepanzert und bewaffnet, und bilden die Angreifer in einer Flotte. Reptilianer werden in der Zeit zurückgesandt, um Proben von allen menschlichen Blutgruppen zu erhalten, damit die Biowaffe die Menschen auslöschen kann, falls Degras Waffe versagt. Dieser Plan wird von Captain Jonathan Archer vereitelt.

## Yridianer
Die Yridianer sind eine Spezies aus dem Alpha- oder Beta-Quadranten. Der Name ihres Heimatplaneten wurde bislang nicht explizit genannt; möglicherweise ist er identisch mit dem Planeten Yridia, der mehrfach auf Sternenkarten zu sehen ist. Die Yridianer haben eine faltige, gräulich-rosafarbene Haut, lange Ohren, tiefliegende Augen, flache Nasen und eine Furche, die von der Nase über den Schädel verläuft. Die meisten Yridianer sind unbehaart. Sie haben an den Händen vier Finger und einen rudimentären Daumen. Die meisten Angehörigen dieser Spezies sind als Schmuggler oder Informationshändler tätig. Bis etwa in die 2360er Jahre gelten die Yridianer als ausgestorben, bis Rudolph Ransom (später Captain der USS Equinox) erneut Kontakt zu ihnen herstellt.
Die Yridianer haben Auftritte in mehreren Folgen von Raumschiff Enterprise – Das nächste Jahrhundert, Star Trek: Deep Space Nine und Star Trek: Voyager sowie in einer Folge von Star Trek: Enterprise, die rund 200 Jahre vor den drei anderen Serien spielt. Da die Handlung dieser Folge in einer alternativen Zeitlinie spielt, widerspricht die Anwesenheit eines Yridianers nicht zwangsläufig der Aussage, dass die Spezies später als ausgestorben gilt. Der Planet Yridia ist zudem in mehreren Folgen von Star Trek: Discovery und Star Trek: Picard auf Sternenkarten verzeichnet.

## Künstliche Lebensformen

### Androiden und Roboter

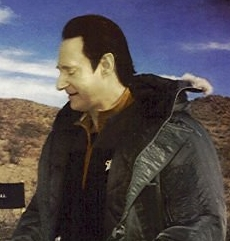
Der Android Data, verkörpert von Brent Spiner. Spiner spielte ebenfalls die Androiden Lore und B-4, sowie ihren Schöpfer Noonien Soong, dessen Sohn Altan Inigo Soong und deren Vorfahren Arik Soong.

Androiden sind menschenähnliche Maschinen. Im Star-Trek-Universum tauchen sie erstmals im 23. Jahrhundert auf. Die USS Enterprise NCC-1701 unter Captain Kirk trifft auf ihren Reisen mehrfach auf Androiden, die von außerirdischen Völkern erbaut wurden. Im 24. Jahrhundert gelingt Noonien Soong als erstem Menschen die Entwicklung von Androiden. Auf der Kolonie Omicron Theta erschafft er zunächst nach seinem eigenen Abbild die drei Androiden B-4, Lore und Data und später einen Androiden, der seiner Frau Juliana nachempfunden war. Data dient später auf der USS Enterprise NCC-1701-D. Dort entwickelt er auf Grundlage seines eigenen Positronen-Gehirns einen weiteren Androiden, den er Lal nennt. Lal nimmt das Aussehen einer menschlichen Frau an, stirbt aber nach kurzer Zeit am Versagen ihres neuralen Netzes. Im Delta-Quadranten stößt die USS Voyager auf zwei Gruppierungen von Androiden, den Automatischen Personeneinheiten, die ursprünglich von den Völkern der Pralor und Cravic zur Kriegsführung entwickelt wurden. Nach einem Friedensschluss löschten sie jedoch ihre Erbauer aus und führten den Krieg weiter.
Auch weniger hoch entwickelte Maschinen können ein eigenes Bewusstsein entwickeln. Die USS Enterprise NCC-1701 trifft im 23. Jahrhundert auf die beiden Raumsonden Nomad und V’Ger, die durch den Zusammenstoß mit einer außerirdischen Sonde bzw. durch die Umprogrammierung durch eine Maschinen-Zivilisation ein Bewusstsein entwickelt haben. Im 24. Jahrhundert entwickeln sich auf der USS Enterprise NCC-1701-D mikroskopische Roboter, sogenannte Naniten, zu künstlichen Lebensformen. Auch bei einigen Exocomps, neu entwickelten Wartungsdrohnen, kann Commander Data ein einfaches Bewusstsein nachweisen.

### Hologramme

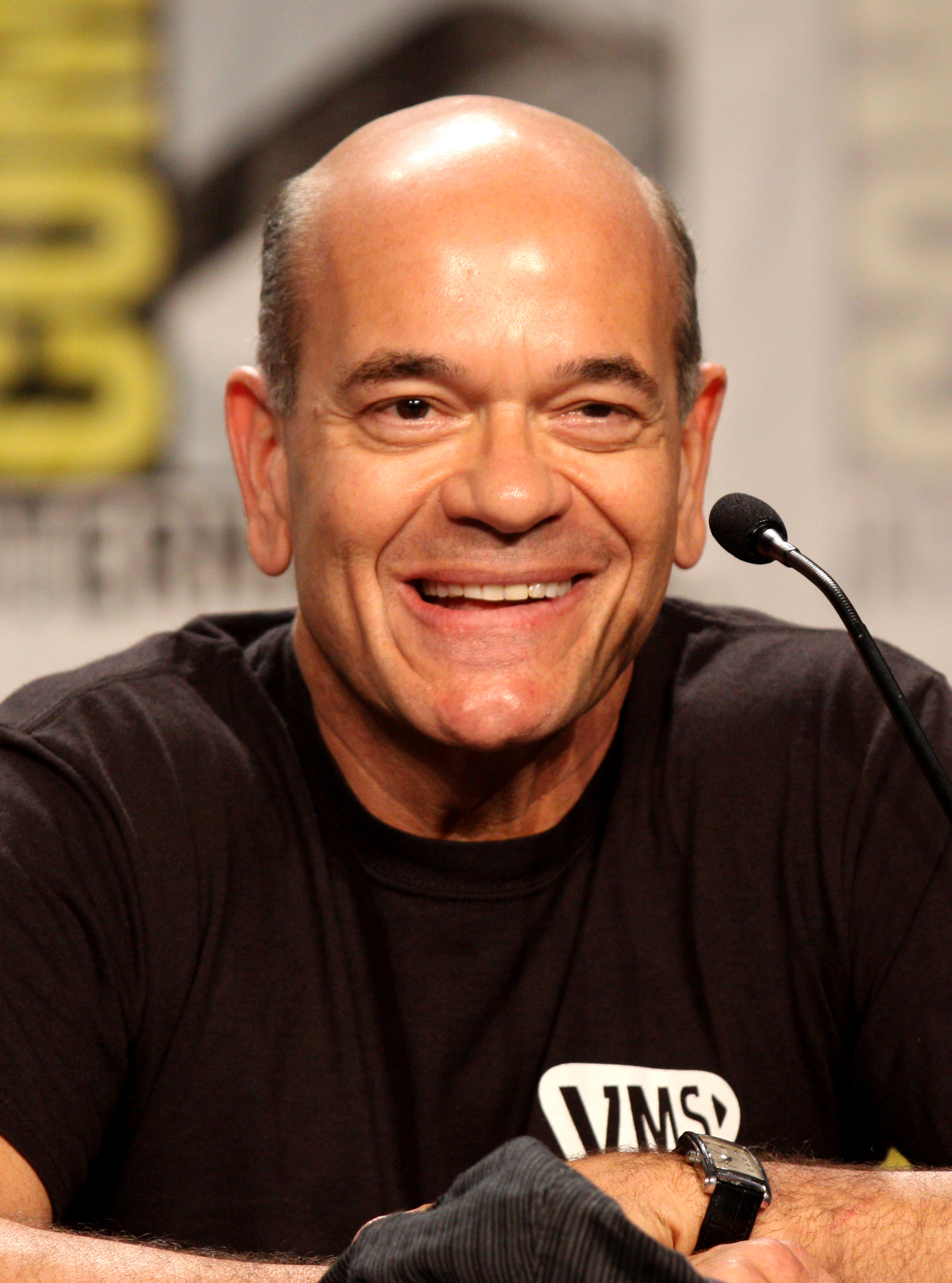
Robert Picardo verkörperte das Medizinisch-Holografische-Notfallprogramm der USS Voyager

Hologramme sind ursprünglich bloße Projektionen aus Licht und Kraftfeldern. Mit zunehmender Komplexität ihrer Programmierung erlangten aber auch sie im Verlauf des 24. Jahrhunderts teilweise ein Bewusstsein. Dies geschah zuerst an Bord der USS Enterprise NCC-1701-D mit einer Simulation des Sherlock-Holmes-Gegenspielers Professor Moriarty und später, als Folge seines Dauerbetriebs, mit dem Medizinisch-Holografischen Notfallprogramm der USS Voyager. Im Delta-Quadranten haben die Lokirrim empfindungsfähige Hologramme entwickelt, ebenso die Hirogen durch Weiterentwicklung von Holo-Technologie der Voyager. In beiden Fällen lehnten sich die Hologramme gegen ihre Schöpfer auf. Vic Fontaine, ein Hologramm auf Deep Space Nine, wurde von vornherein mit einem eigenen Bewusstsein programmiert.